# Lista uczelni w Japonii

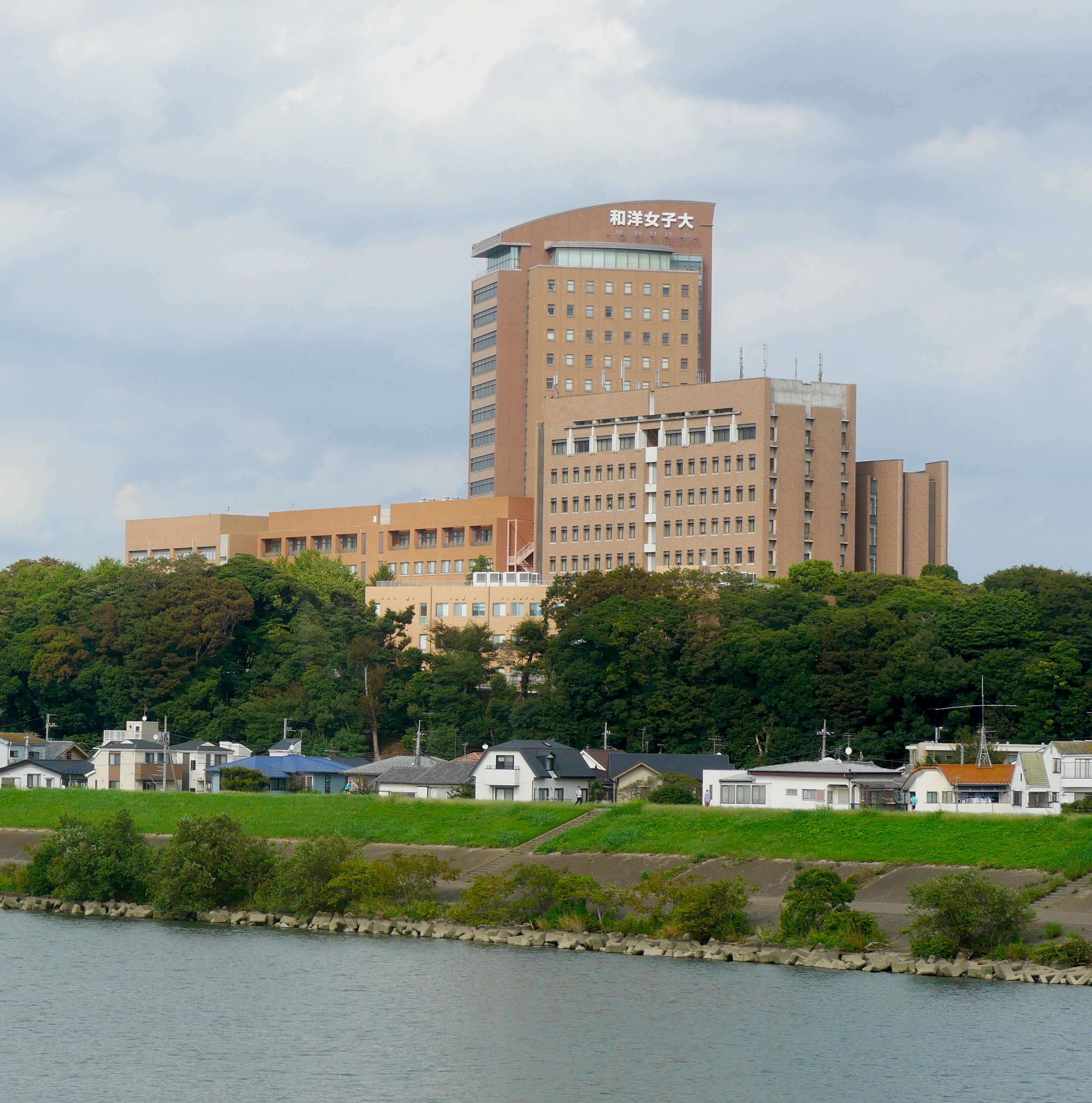
Wayo Women’s University w prefekturze Chiba

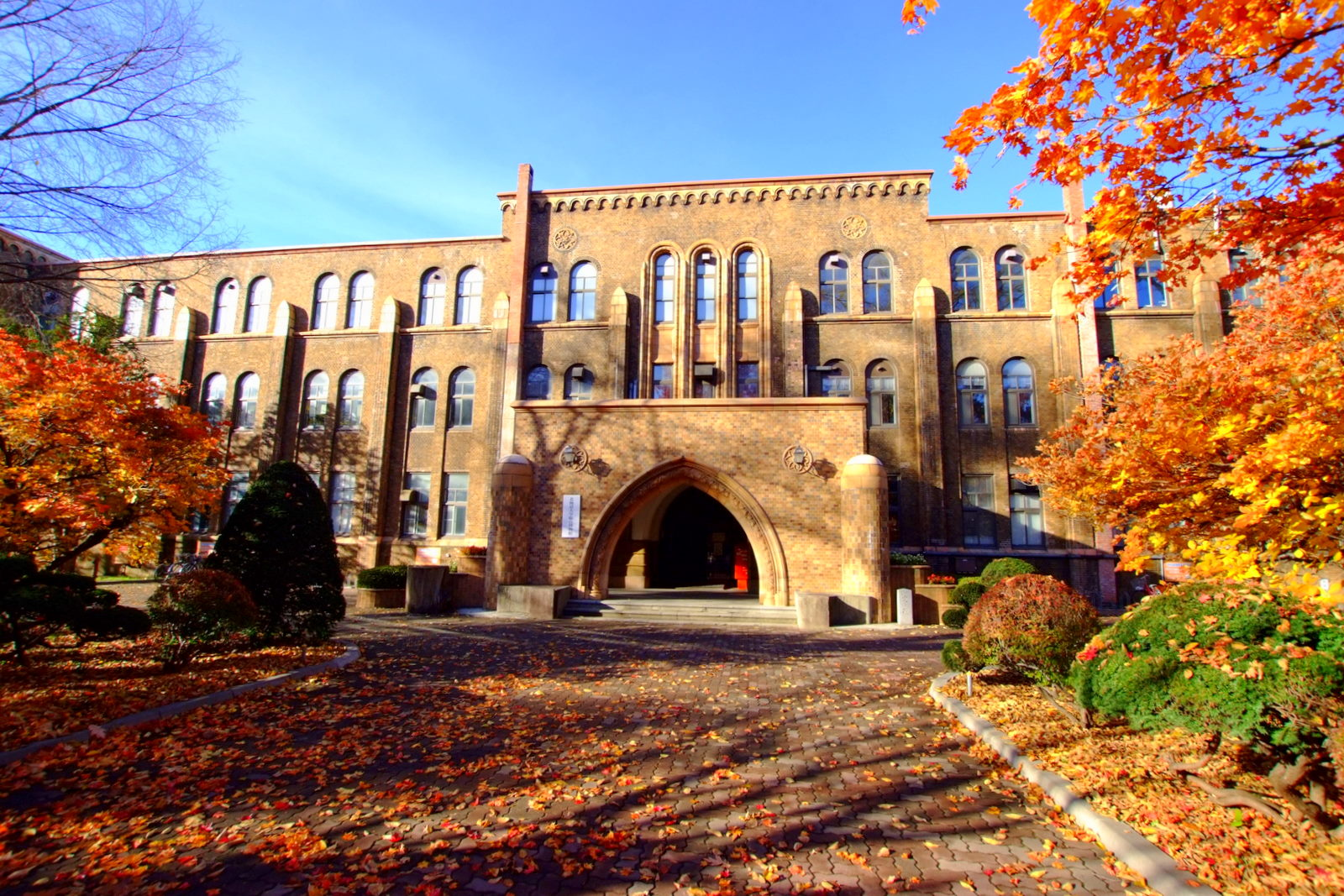
Muzeum Uniwersytetu Hokkaido, Sapporo

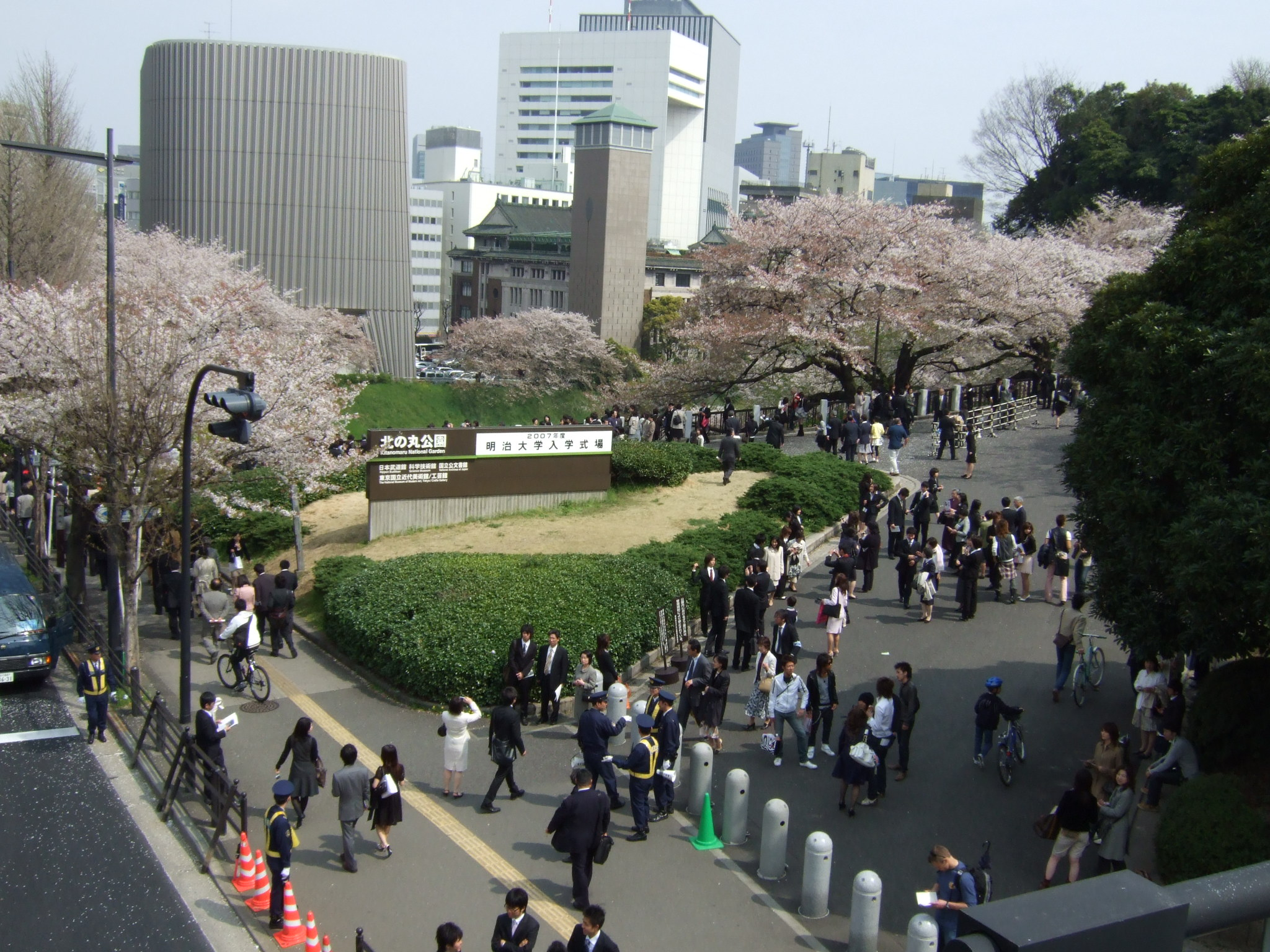
Egzaminy wstępne na Uniwersytet Meiji, Tokio (2007)

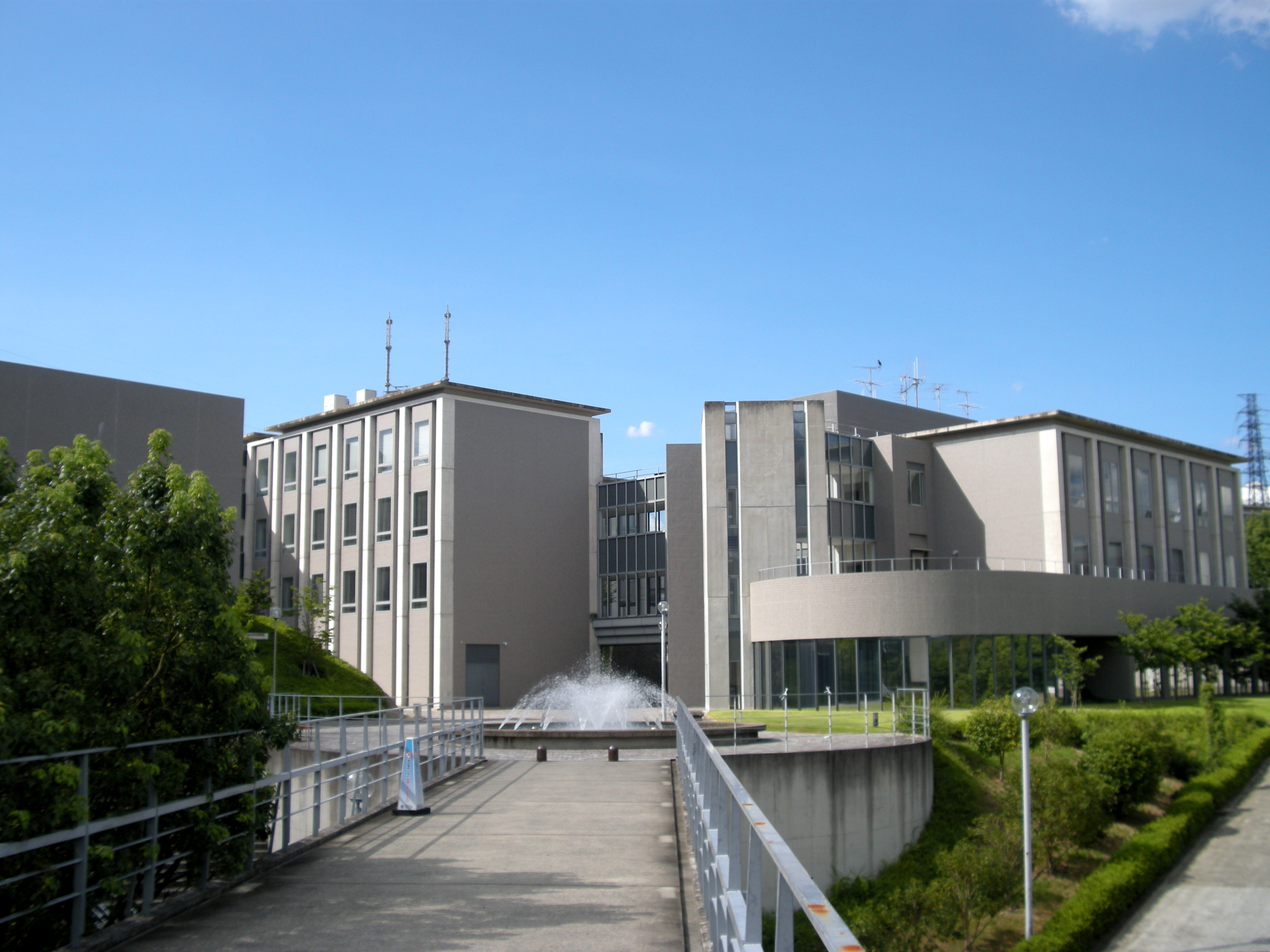
Wydział Informatyki Uniwersytetu Kansai, Osaka

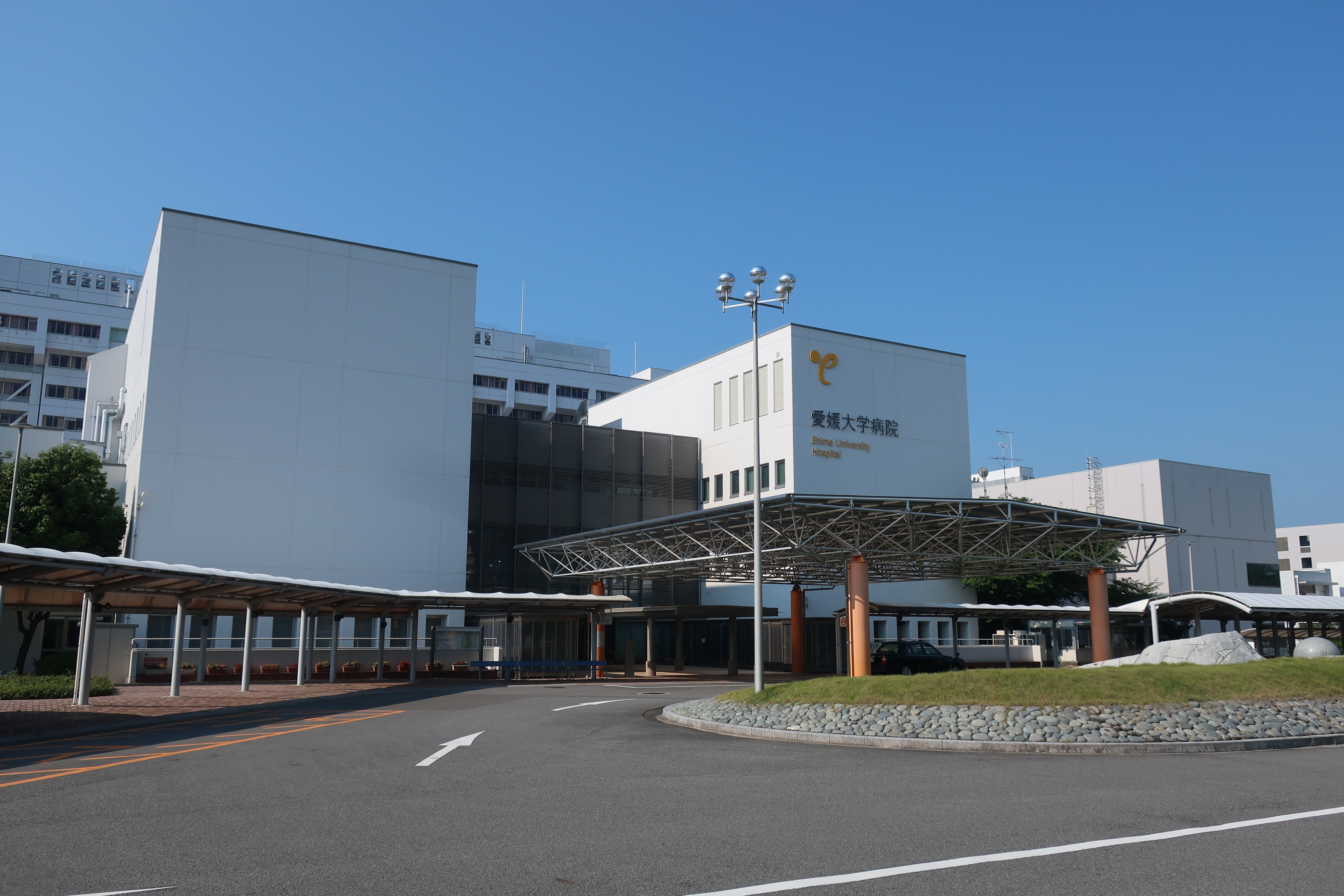
Szpital Uniwersytetu Ehime, Matsuyama

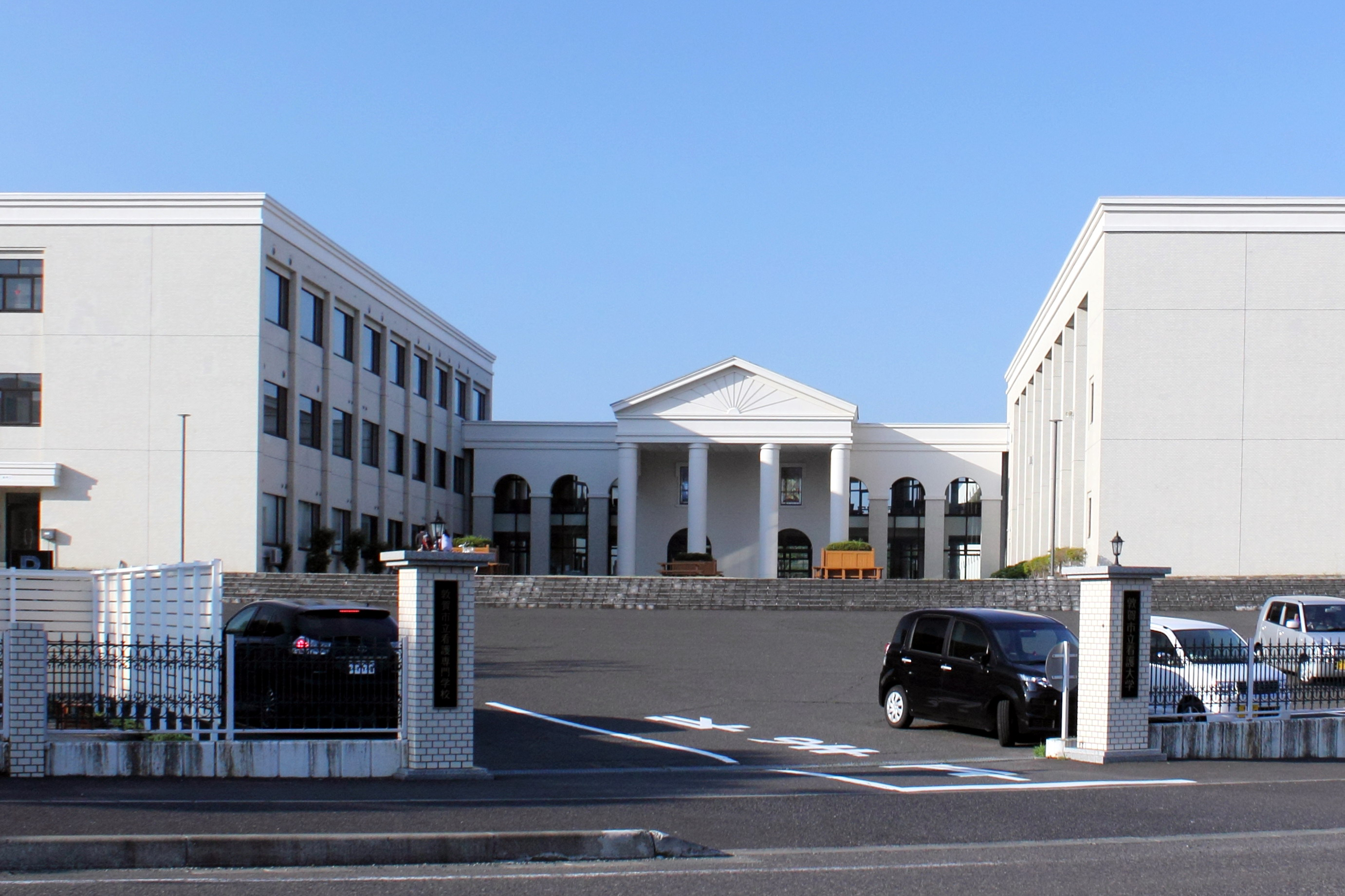
Tsuruga Nursing University, Tsuruga

Poniższa lista szkół wyższych i półwyższych w Japonii zawiera nazwy państwowych, publicznych (miejskich, prefekturalnych) i prywatnych uczelni japońskich, uszeregowanych według prefektur w układzie alfabetycznym.
Nazwy uczelni są przedstawione w ich oficjalnej formie w języku angielskim i japońskim z podaną transkrypcją Hepburna.
W 2004 roku japońskie uniwersytety państwowe otrzymały status państwowych korporacji uniwersyteckich.
Oficjalna nazwa japońskiego ministerstwa edukacji w języku angielskim: Ministry of Education, Culture, Sports, Science and Technology, w skrócie MEXT. Nazwa w języku japońskim: 文部科学省 Monbu-kagaku-shō.

## Wyjaśnienia językowe
1. Daigaku 大学 oznacza w języku japońskim uniwersytet, uczelnię[3].
2. Tanki-daigaku 短期大学 (dosł. „uniwersytet krótkoterminowy”, ang. junior college) oznacza dwu/trzyletnią szkołę półwyższą, policealną ukierunkowaną zawodowo[3].
3. Joshi 女子 oznacza uczelnię żeńską[3].
4. Kokuritsu 国立 oznacza uczelnię państwową[3]
5. Kenritsu 県立 oznacza, iż jest to uczelnia prefekturalna[3].
6. Shiritsu pisane 市立 oznacza uczelnię należącą do miasta, municypalną[3].
7. Shiritsu pisane 私立 oznacza uczelnię prywatną[3].
8. Kōritsu 公立 oznacza uczelnię publiczną[3].
9. Słowa: gakkō 学校; gakuin 学院; gakuen 学園 można tłumaczyć jednakowo jako: „szkoła”, „instytucja edukacyjna”[3]. Są jednak pewne różnice. Gakkō odnosi się ogólnie do szkół: podstawowych (shō-gakkō), średnich niższych, gimnazjów (chū-gakkō) i średnich wyższych, liceów (kōtō-gakkō). Gakuin historycznie był związany z kościołem chrześcijańskim. Jest używany w odniesieniu do szkół prywatnych. Gakuen (dosł. „ogród nauki”) łączy w sobie szkoły różnego stopnia, przynajmniej dwie z nich, np. przedszkole, szkoła podstawowa, gimnazjum, liceum itp. Nazwa ta ma ponadto bardziej prestiżowy charakter niż gakkō. Celem jest także edukacja moralna, wywodząca się z buddyzmu[4][3].

## Rankingi 10 najlepszych uczelni japońskich w 2019 roku

### Ranking wg QS Quacquarelli Symonds Limited[5]

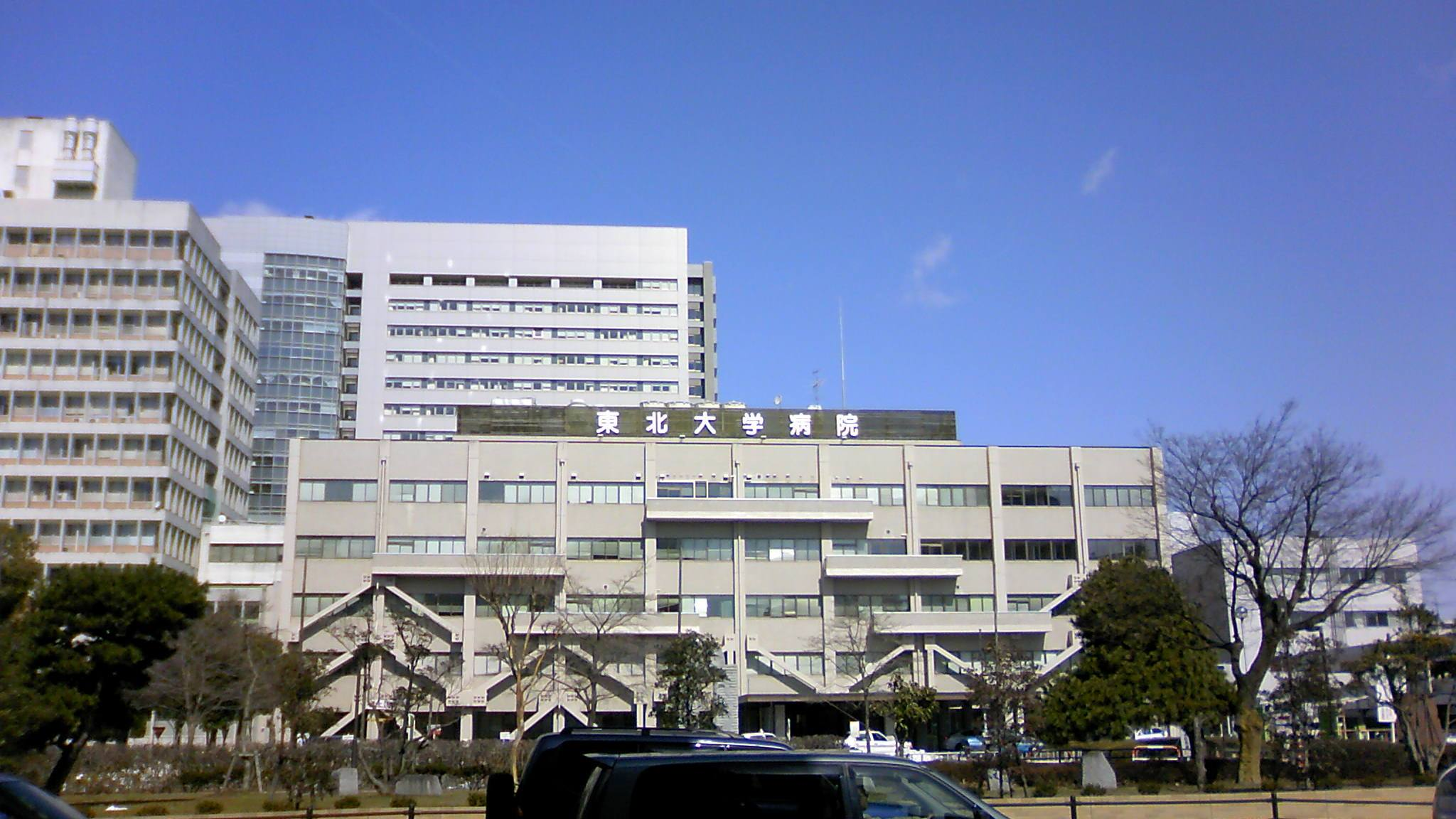
Szpital Uniwersytetu Tohoku, Sendai

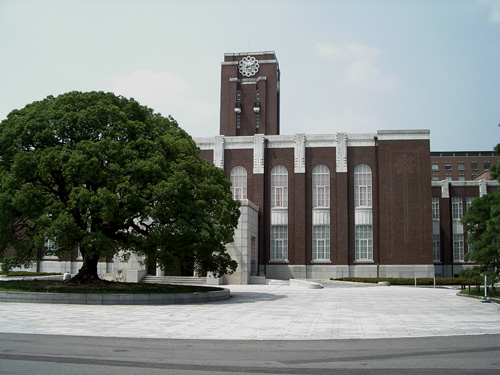
Kyoto University, Kioto

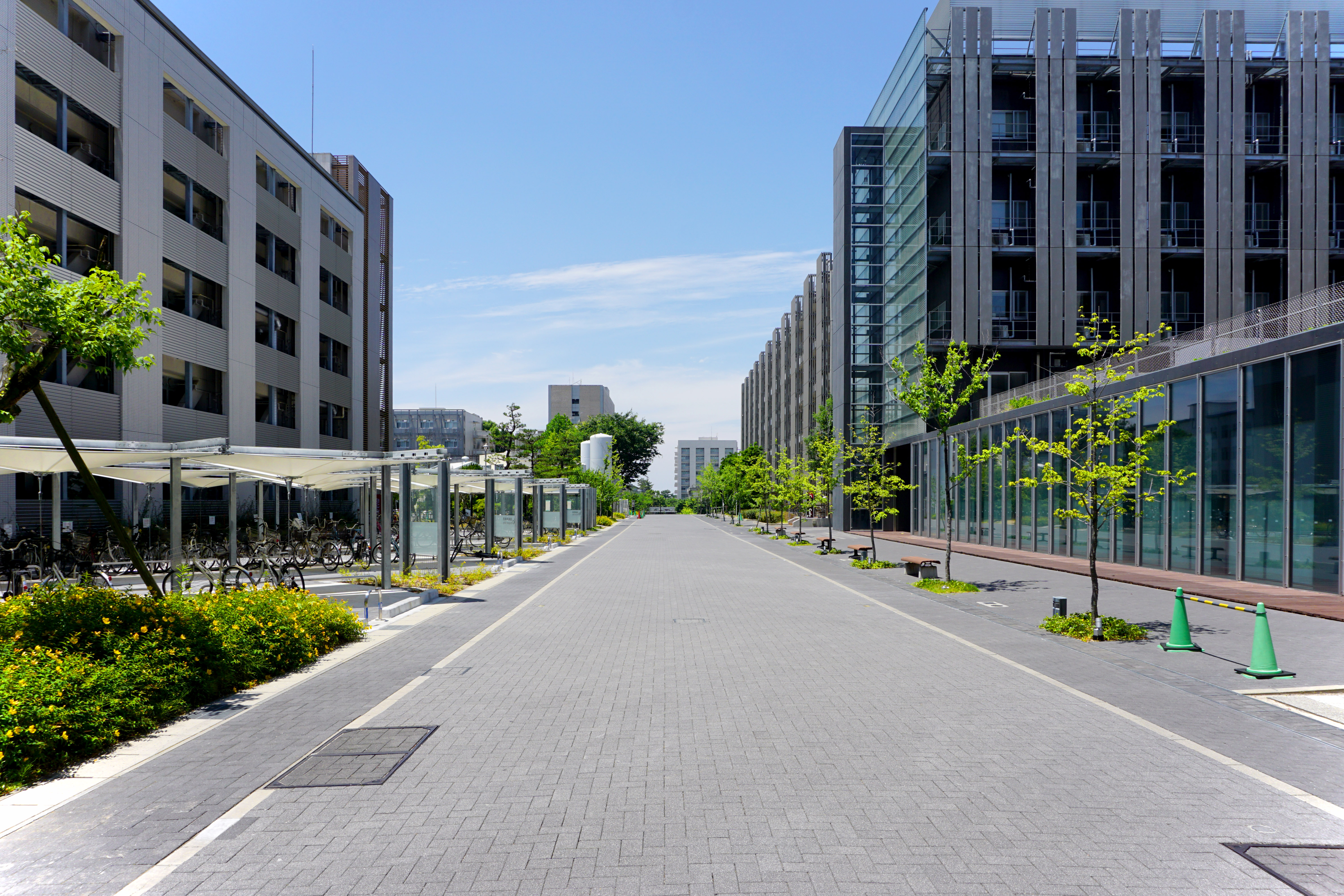
Nagoya University, kampus Higashiyama

1. University of Tokyo (東京大学 Tōkyō Daigaku)
2. Kyoto University (京都大学 Kyōto Daigaku; Kioto))
3. Osaka University (大阪大学 Ōsaka Daigaku; Osaka)
4. Tokyo Institute of Technology (東京工業大学 Tōkyō Kōgyō Daigaku; Tokio)
5. Tohoku University (東北大学 Tōhoku Daigaku; Region Tōhoku)
6. Nagoya University (名古屋大学 Nagoya Daigaku; Nagoja, w dniu 17 maja 2019 r. japoński parlament przyjął „Ustawę o częściowej zmianie ustawy o edukacji szkolnej” ("Law for the Partial Revision of the School Education Act"). Nakazuje ona częściową zmianę prawa niezbędnego do integracji dwóch państwowych korporacji uniwersyteckich: Uniwersytetu Gifu i Uniwersytetu Nagoya w jedną państwową korporację uniwersytecką o nazwie: „Tokai National Higher Education and Research System (THERS)”[6].
7. Hokkaido University (北海道大学 Hokkaidō Daigaku; Hokkaido)
8. Kyushu University (九州大学 Kyūshū Daigaku; Kiusiu)
9. Waseda University (早稲田大学 Waseda Daigaku; Tokio)
10. Keio University (慶應義塾大学 Keiō Gijuku Daigaku; Tokio)

### Ranking wg Shanghai Ranking[7]
1. University of Tokyo
2. Kyoto University
3. Nagoya University
4. Tohoku University
5. Tokyo Institute of Technology
6. Hokkaido University
7. Osaka University
8. Kyushu University
9. University of Tsukuba
10. Keio University

## Lista uczelni w Japonii według prefektur

### Aichi
Uczelnie w prefekturze Aichi:

- Aichi Bunkyo University (愛知文教大学 Aichi Bunkyō Daigaku)
  - Aichi Bunkyo Women’s College (愛知文教女子短期大学 Aichi Bunkyō Joshi Tanki-daigaku; żeński)
- Aichi Gakuin University (愛知学院大学 Aichi Gakuin Daigaku)
- Aichi Institute of Technology (愛知工業大学 Aichi Kōgyō Daigaku)
- Aichi Kiwami College of Nursing (愛知きわみ看護短期大学 Aichi Kiwami Kango Tanki-daigaku)
- Aichi Konan College (愛知江南短期大学 Aichi Kōnan Tanki-daigaku)
- Aichi Medical University (愛知医科大学 Aichi Ika Daigaku)
- Aichi Mizuho Junior College (愛知みずほ短期大学 Aichi Mizuho Tanki-daigaku)
- Aichi Prefectural College of Nursing & Health (愛知県立看護大学 Aichi Kenritsu Kango Daigaku; w gestii prefektury)
- Aichi Prefectural University of Fine Arts and Music (愛知県立芸術大学 Aichi Kenritsu Geijutsu Daigaku)
- Aichi Shinshiro Otani University (愛知新城大谷大学 Aichi Shinshiro Ōtani Daigaku)
- Aichi Toho University (愛知東邦大学 Aichi Tōhō Daigaku)
- Aichi University (愛知大学 Aichi Daigaku)
- Aichi University of Education (愛知教育大学 Aichi Kyōiku Daigaku)
- Chubu University (中部大学 Chūbu Daigaku)
- Chukyo University (中京大学 Chūkyō Daigaku)
- Daido University (大同大学 Daidō Daigaku)
- Doho University (同朋大学 Dōhō Daigaku)
- Fujita Health University (藤田医科大学 Fujita Ika Daigaku)
- Ichinomiya Women’s Junior College (一宮女子短期大学 Ichinomiya Joshi Tanki-daigaku; żeński
- Japanese Red Cross Toyota College of Nursing (日本赤十字豊田看護大学 Nihon sekijūji Toyota Kango Daigaku)
- Aichi Gakuin University (愛知学院大学 Aichi Gakuin Daigaku)
- Kinjo Gakuin University (金城学院大学 Kinjō Gakuin Daigaku)
- Meijo University (名城大学 Meijō Daigaku)
- Nagoya Bunri University (名古屋文理大学 Nagoya Bunri Daigaku)
- Nagoya City University (名古屋市立大学 Nagoya Shiritsu Daigaku)
- Nagoya College of Music (名古屋音楽大学 Nagoya Ongaku Daigaku; jest częścią Doho University)
- Nagoya Future Culture College (名古屋文化短期大学 Nagoya Bunka Tanki-daigaku)[8]
- Nagoya Gakuin University (名古屋学院大学 Nagoya Gakuin Daigaku)
- Nagoya Institute of Technology (名古屋工業大学 Nagoya Kōgyō Daigaku; przemysł wytwórczy, technologie)
- Nagoya Keizai University (名古屋経済大学 Nagoya Keizai Daigaku; m.in. ekonomia, zarządzanie, biznes)
- Nagoya Management Junior College ((名古屋経営短期大学 Nagoya Keiei Tanki-daigaku)
- Nagoya Sangyo University (名古屋産業大学 Nagoya Sangyō Daigaku; przemysł)
- Nagoya University (名古屋大学 Nagoya Daigaku)
- Nagoya University of Arts (名古屋芸術大学 Nagoya Geijutsu Daigaku)
- Nagoya University of Arts and Sciences (名古屋学芸大学 Nagoya Gakugei Daigaku)
- Nagoya University of Commerce & Business (名古屋商科大学 Nagoya Shōka Daigaku)
- Nagoya University of Foreign Studies (名古屋外国語大学 Nagoya Gaikokugo Daigaku)
- Nagoya Women’s University (名古屋女子大学 Nagoya Joshi Daigaku)[9]
- Nagoya Zokei University of Art & Design (名古屋造形大学 Nagoya Zōkei Daigaku)
- Nanzan University (南山大学 Nanzan Daigaku)
- Nihon Fukushi University (日本福祉大学 Nihon Fukushi Daigaku)[10]
- Okazaki Women’s Junior College (岡崎女子短期大学 Okazaki Joshi Tanki-daigaku; żeński)
- Ohkagakuen College (桜花学園大学 Ōka Gakuen Daigaku; żeński)[11]
- Shubun University (修文大学 Shūbun Daigaku)
- St.Mary’s College, Nagoya (名古屋柳城短期大学 Nagoya Ryūjō Tanki-daigaku)
- Sugiyama Jogakuen University (椙山女学園大学 Sugiyama Jogakuen Daigaku; żeński)
- Tokai Gakuen University (東海学園大学 Tōkai Gakuen Daigaku)
- Toyohashi University of Technology (豊橋技術科学大学 Toyohashi Gijutsu Kagaku Daigaku)
- Toyota Technological Institute (豊田工業大学 Toyota Kōgyō Daigaku)

### Akita
Uczelnie w prefekturze Akita:

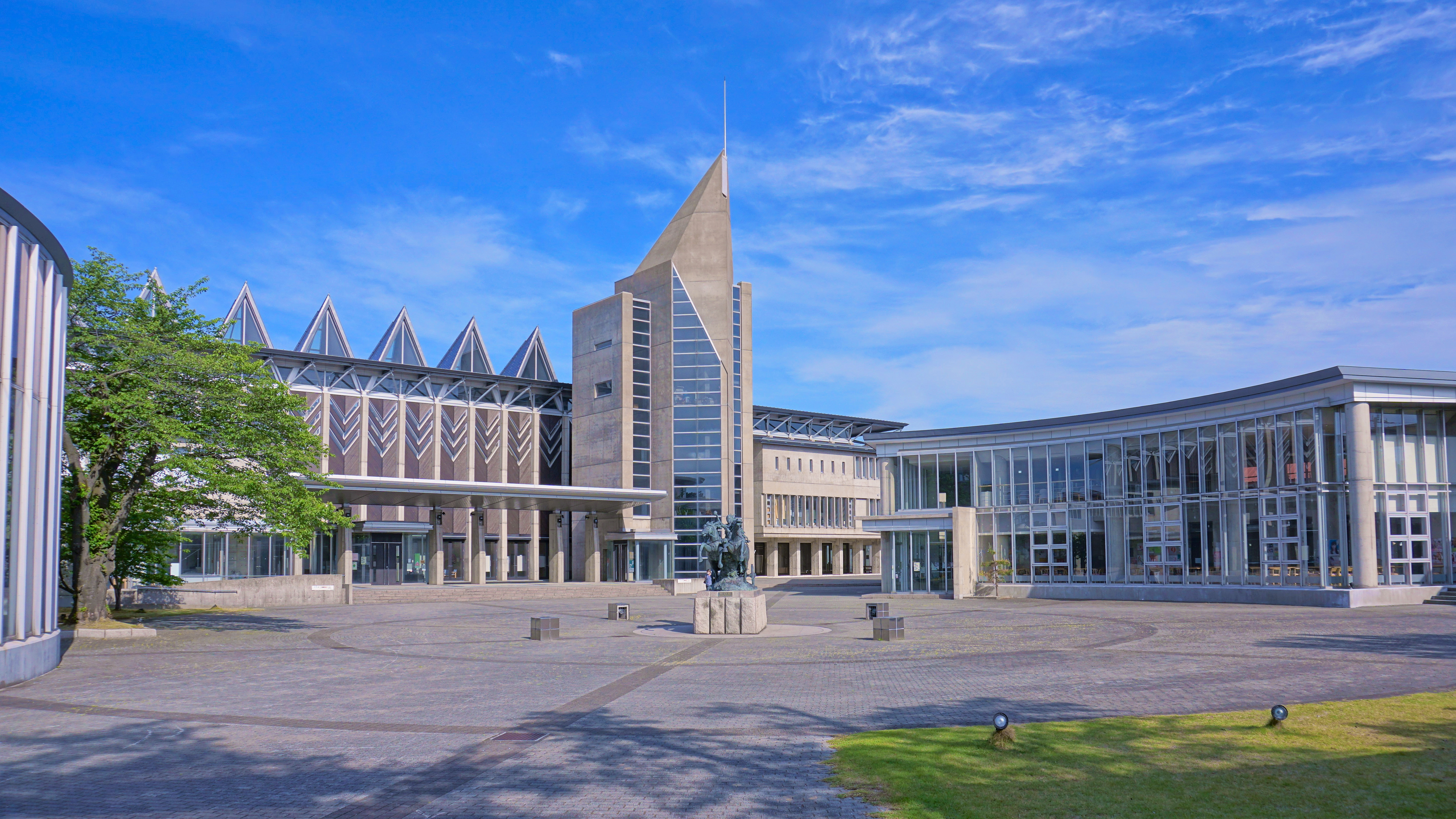
Akita University of Art, Akita

- Akita International University (国際教養大学 Kokusai Kyōyō Daigaku)
- North Asia University (ノースアジア大学 Nōsu Ajia Daigaku)
- Akita Prefectural University (秋田県立大学 Akita Kenritsu Daigaku)
- Akita University (秋田大学 Akita Daigaku)
- Akita University of Art (秋田公立美術大学 Akita Kōritsu Bijutsu Daigaku; publ.)
- Akita University of Nursing and Welfare (秋田看護福祉大学 Akita Kango Fukushi Daigaku)

### Aomori
Uczelnie w prefekturze Aomori:
- Aomori Akenohoshi Junior College (青森明の星短期大学 Aomori Akenohoshi Tanki-daigaku; katolicki, utw. przez Canadian Congregation of Sisters of the Assumption of the Blessed Virgin)
- Aomori Chuo Gakuin University (青森中央学院大学 Aomori Chūō Gakuin Daigaku)

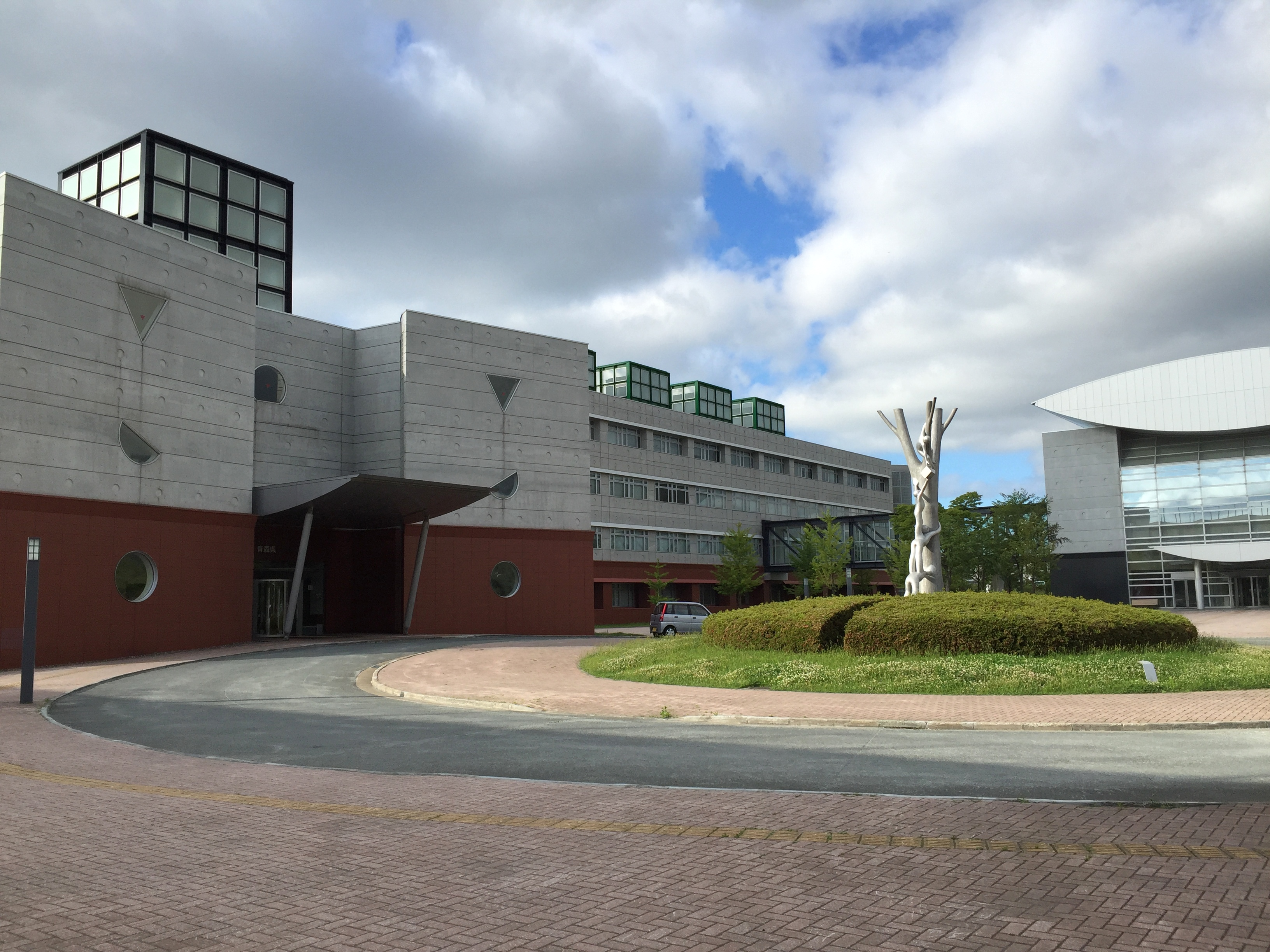
Aomori University of Health and Welfare, Aomori

- Aomori Public University (青森公立大学 Aomori Kōritsu Daigaku)
- Aomori University (青森大学 Aomori Daigaku)
- Aomori University of Health and Welfare (青森県立保健大学 Aomori Kenritsu Hoken Daigaku)
- Hachinohe Institute of Technology (八戸工業大学 Hachinohe Kōgyō Daigaku)
- Hachinohe Gakuin University (八戸学院大学 Hachinohe Gakuin Daigaku)
- Hirosaki University of Health and Welfare (弘前医療福祉大学 Hirosaki Iryō Fukushi Daigaku)
- Hirosaki University (弘前大学 Hirosaki Daigaku)
- Kitasato University (北里大学 Kitasato Daigaku)
- Tohoku Women’s College (東北女子大学 Tōhoku Joshi Daigaku)

### Chiba
Uczelnie w prefekturze Chiba:

- Aikoku Gakuen University (愛国学園大学 Aikoku Gakuen Daigaku)
- Chiba Prefectural University of Health Sciences (千葉県立保健医療大学 Chiba Kenritsu Hoken Iryō Daigaku)
- Chiba Institute of Technology (千葉工業大学 Chiba Kōgyō Daigaku)
- Chiba Keizai University (千葉経済大学 Chiba Keizai Daigaku; uczelnia ekonomiczna)
- Chiba University (千葉大学 Chiba Daigaku)
- Chuo Gakuin University (中央学院大学 Chūō Gakuin Daigaku)
- Edogawa University ((江戸川大学 Edogawa Daigaku)
- International Budo University (国際武道大学 Kokusai Budō Daigaku; uczelnia kultury fizycznej, w tym sportów walki)
- Josai International University ((城西国際大学 Jōsai Kokusai Daigaku)
- Kanda University of International Studies (神田外語大学 Kanda Gaigo Daigaku)
- Kawamura Gakuen Women’s University (川村学園女子大学 Kawamura Gakuen Joshi Daigaku)
- Keiai University (敬愛大学 Keiai Daigaku)
- Meikai University (明海大学 Meikai Daigaku)
- Meteorological College (気象大学校 Kishō Daigakkō, stowarzyszony z Japan Meteorological Agency)
- Reitaku University (麗澤大学 Reitaku Daigaku)
- Seitoku University (聖徳大学 Seitoku Daigaku)
- Seiwa University (清和大学 Seiwa daigaku)
- Shumei University (秀明大学 Shūmei Daigaku)
- Shukutoku University (淑徳大学 Shukutoku Daigaku)
- Teikyo Heisei University (帝京平成大学 Teikyō Heisei Daigaku)
- Tokyo Christian Institute (東京基督教大学 Tōkyō Kirisutokyō Daigaku)
- Tokyo Dental College (東京歯科大学 Tōkyō Shika Daigaku)
- Tokyo University of Information Sciences (東京情報大学 Tōkyō Jōhō Daigaku)
- Toyo Gakuen University (東洋学園大学 Tōyō Gakuen Daigaku)
- Uekusa Gakuen University (植草学園大学 Uekusa Gakuen Daigaku)
- ♀Wayo Women’s University (和洋女子大学 Wayō Joshi Daigaku)

### Ehime
Uczelnie w prefekturze Ehime:

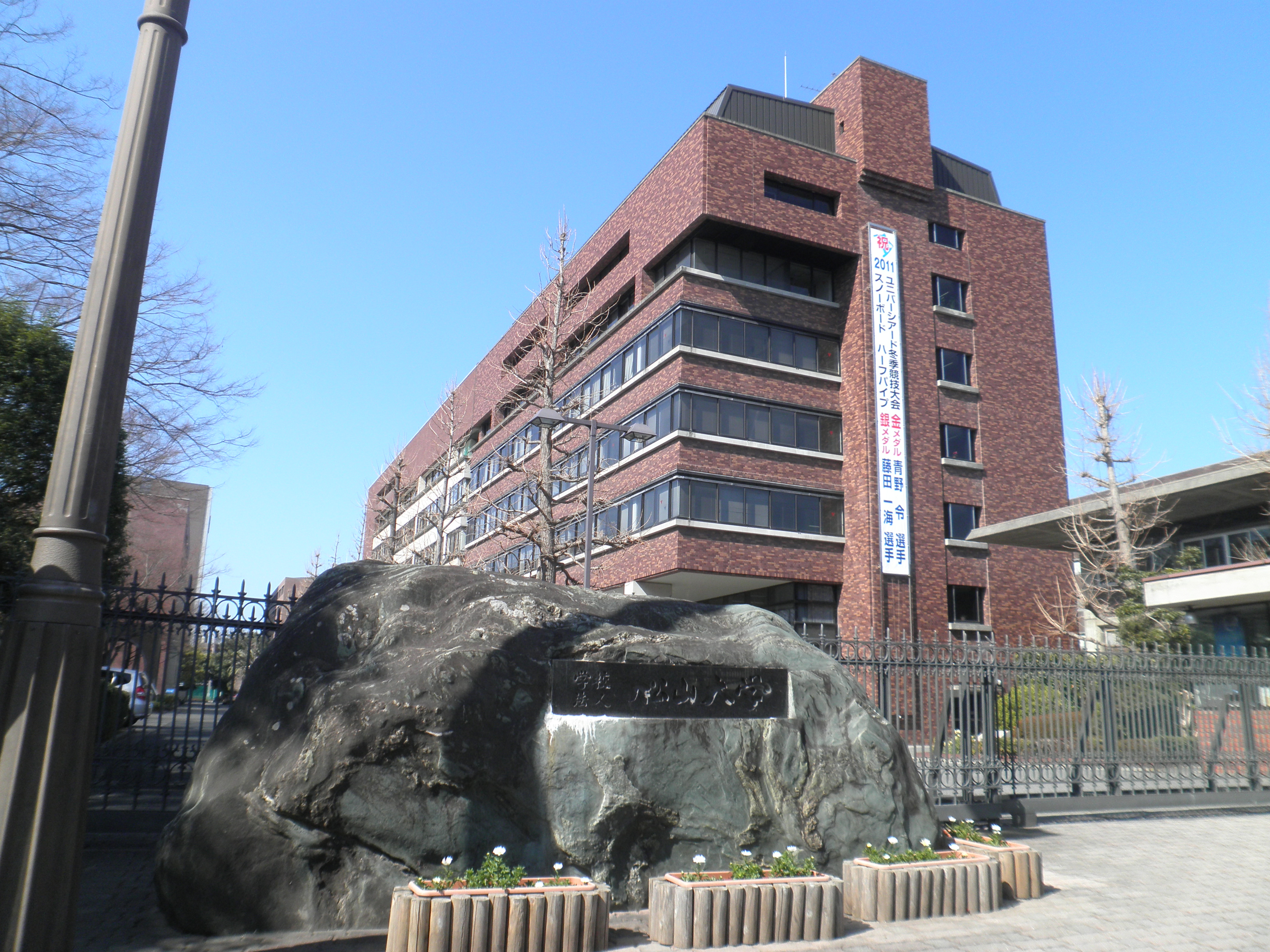
Matsuyama University

- Ehime University (愛媛大学 Ehime Daigaku)
- Imabari Meitoku Junior College (今治明徳短期大学 Imabari Meitoku Tanki-daigaku)
- Matsuyama Shinonome Gakuen (松山東雲女子大学 Matsuyama Shinonome Joshi Daigaku; żeński)
- Matsuyama University (松山大学 Matsuyama Daigaku)
- St. Catherine University (聖カタリナ大学 Sei Katarina Daigaku; chrześcijański)

### Fukui
Uczelnie w prefekturze Fukui:

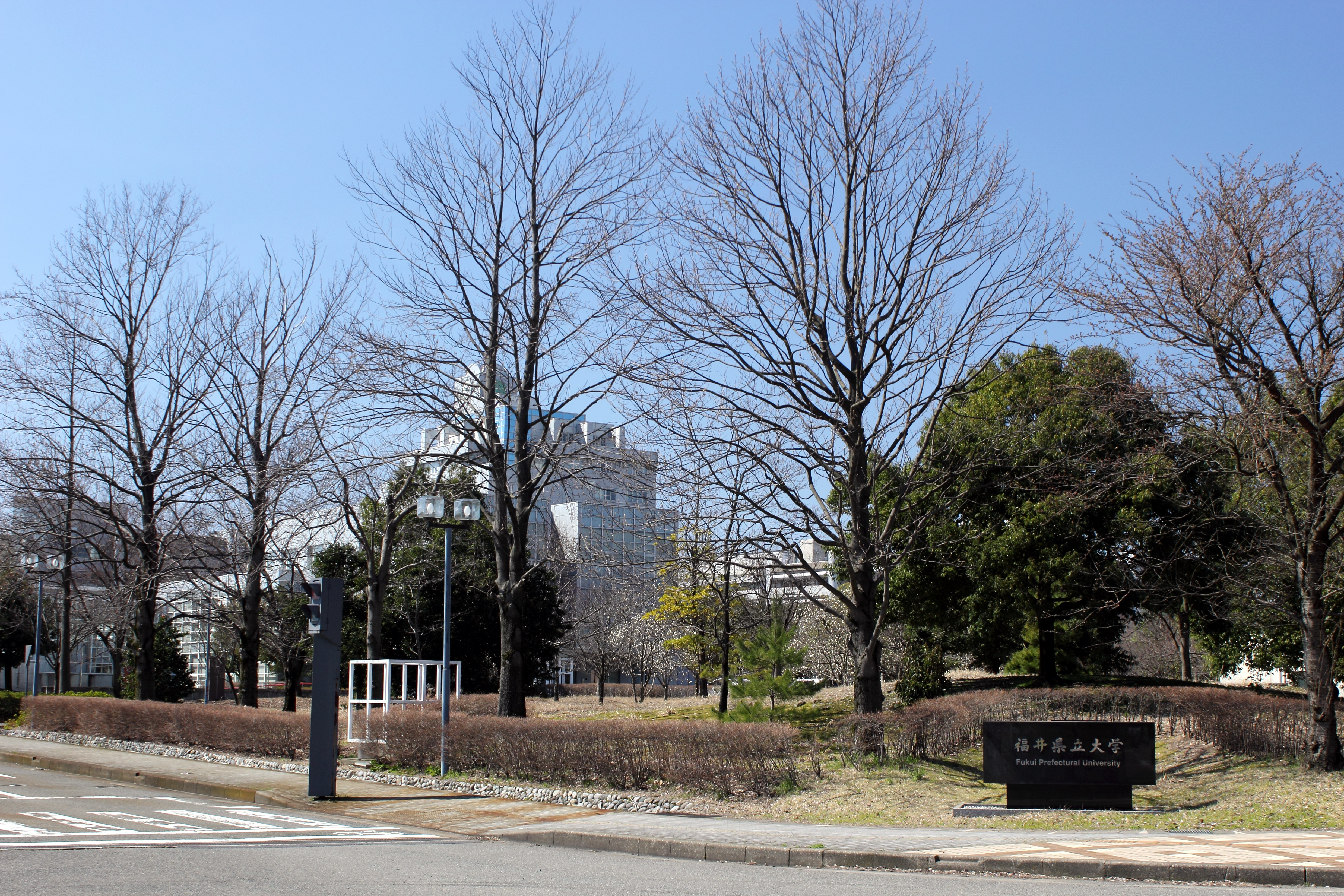
Fukui Prefectural University

- Fukui Prefectural University (福井県立大学 Fukui Kenritsu Daigaku)
- University of Fukui (福井大学 Fukui Daigaku)
- Fukui University of Technology (福井工業大学 Fukui Kōgyō Daigaku)
- Jin-ai University (仁愛大学 Jin'ai Daigaku; buddyjski, sekty Jōdo-shinshū)
- Jin-ai Women’s College (仁愛女子短期大学 Jin'ai Joshi Tanki-daigaku; żeński)
- Tsuruga Nursing University (敦賀市立看護大学 Tsuruga Shiritsu Kango Daigaku; żeński)

### Fukuoka
Uczelnie w prefekturze Fukuoka:

- Chikushi Jogakuen University (筑紫女学園大学 Chikushi Jogakuen Daigaku; żeński, buddyjski, sekty Jōdo-shinshū)
- College of Healthcare Management (保健医療経営大学 Hoken Iryō Keiei Daigaku)
- Daiichi University of Pharmacy (第一薬科大学 Daiichi Yakka Daigaku)
- Fukuoka University (福岡大学 Fukuoka Daigaku)
- Fukuoka College of Health Sciences (福岡医療短期大学 Fukuoka Iryō Tanki-daigaku)
- Fukuoka Dental College (福岡歯科大学 Fukuoka Shika Daigaku)
- Fukuoka International University (福岡国際大学 Fukuoka Kokusai Daigaku)
- Fukuoka Institute of Technology (福岡工業大学 Fukuoka Kōgyō Daigaku)
- Fukuoka Jo Gakuin University (福岡女学院大学 Fukuoka Jogakuin Daigaku; żeński, metodystów)
- Fukuoka Social Medical Welfare University (福岡医療福祉大学 Fukuoka Iryō Fukushi Daigaku)
- Japan University of Economics (日本経済大学 Nihon Keizai Daigaku)
- Fukuoka Women’s Junior College (福岡女子短期大学 Fukuoka Joshi Tanki-daigaku; żeński)
- Fukuoka Women’s University (福岡女子大学 Fukuoka Joshi Daigaku; żeński)
- Higashi Chikushi Junior College (東筑紫短期大学 Higashi Chikushi Tanki-daigaku; częściowo koedukacyjny)
- Junshin Junior College (純真短期大学 Junshin Tanki-daigaku)
- University of Kitakyushu (北九州市立大学 Kitakyūshū Shiritsu Daigaku)
- Koran Women’s Junior College (香蘭女子短期大学 Kōran Joshi Tanki-daigaku)
- Kurume Shin-Ai Women’s College (久留米信愛女学院短期大学 Kurume Shin-Ai Jogakuin Tanki-daigaku; żeński)
- Kurume Institute of Technology (久留米工業大学 Kurume Kōgyō Daigaku)
- Kurume University (久留米大学 Kurume Daigaku)
- Kyushu Dental University (九州歯科大学 Kyūshū Shika Daigaku)
- Kyushu Institute of Design (九州芸術工科大学 Kyūshū Geijutsu Kōka Daigaku)
- Kyushu Institute of Information Sciences ((九州情報大学 Kyūshū Jōhō Daigaku)
- Kyushu International University (九州国際大学 Kyūshū Kokusai Daigaku)[12]
- Kyushu Kyoritsu University (九州共立大学 Kyūshū Kyōritsu Daigaku)[13]
- Kyushu Nutrition Welfare University (九州栄養福祉大学 Kyūshū Eiyō Fukushi Daigaku)
- Kyushu Sangyo University (九州産業大学 Kyūshū Sangyō Daigaku)
- Kyushu University (九州大学 Kyūshū Daigaku)[14]
- Kyushu Women’s Junior College (九州女子短期大学 Kyūshū Joshi Tanki-daigaku; żeński)
- Kyushu Women’s University (九州女子大学 Kyūshū Joshi Daigaku; żeński)
- Zokei Junior College of Art and Design (九州産業大学造形短期大学 Kyūshū Sangyō Daigaku Zōkei Tanki-daigakubu; stow. z Kyushu Sangyo University)
- Nakamura Gakuen University (中村学園大学 Nakamura Gakuen Daigaku)
- Nishinippon Institute of Technology (西日本工業大学 Nishinippon Kōgyō Daigaku)
- Nishi-Nippon Junior College (西日本短期大学 Nishi-Nippon Tanki-daigaku)
- Orio Aishin Junior College (折尾愛真短期大学 Orio Aishin Tanki-daigaku)
- Seika Women’s Junior College (精華女子短期大学 Seika Joshi Tanki-daigaku; żeński)
- Seinan Gakuin University (西南学院大学 Seinan Gakuin Daigaku; baptystów)[15]
- Seinan Jo Gakuin University (西南女学院大学 Seinan Jogakuin Daigaku; żeński)
- Sojo University (崇城大学 Sōjō Daigaku)
- St. Mary’s College (聖マリア学院 Sei Maria Gakuin; katolicki)

### Fukushima
Uczelnie w prefekturze Fukushima:

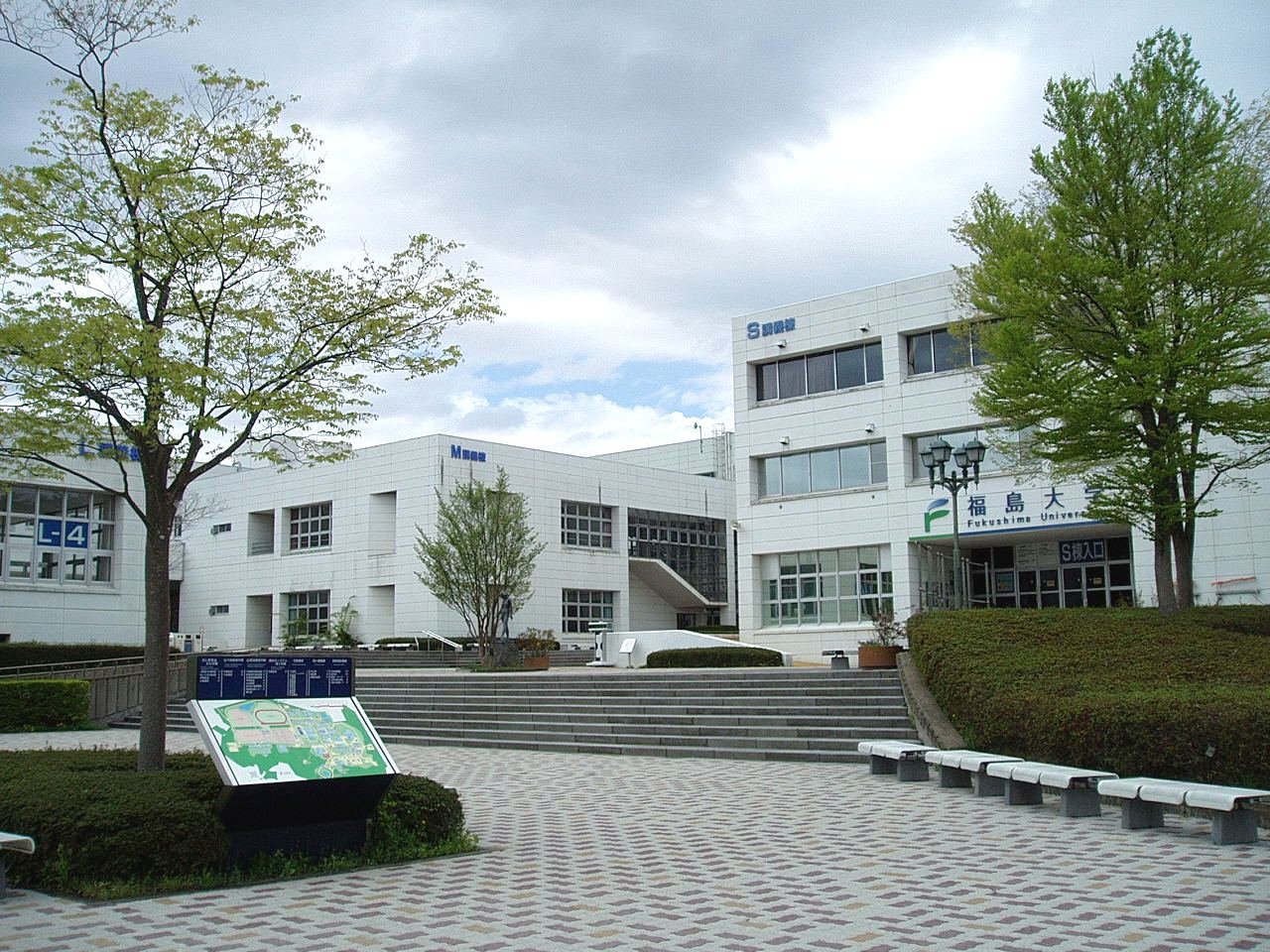
Budynki z salami wykładowymi Uniwersytetu Fukushima, Fukushima

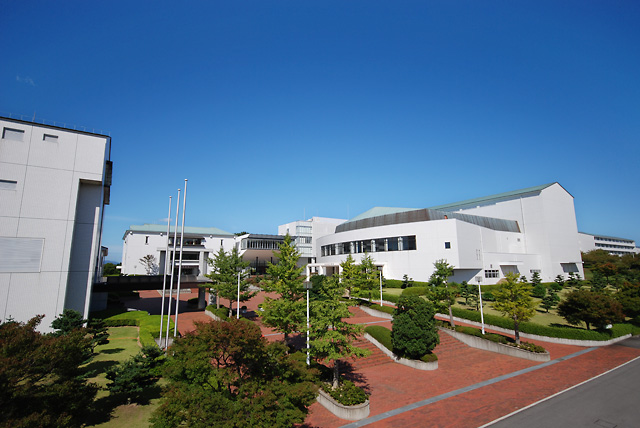
Iwaki Meisei University, Iwaki

- Fukushima College (福島学院大学 Fukushima Gakuin Daigaku)
- Fukushima Medical University (福島県立医科大学 Fukushima Kenritsu Ika Daigaku; w gestii prefektury)
- Fukushima University (福島大学 Fukushima Daigaku)
- Higashi Nippon International University (東日本国際大学 Higashi Nippon Kokusai Daigaku)
- Iwaki Meisei University (いわき明星大学 Iwaki Meisei Daigaku)
- Koriyama Women’s University (郡山女子大学 Kōriyama Joshi Daigaku; żeński)
- Nihon University (日本大学 Nihon Daigaku; tylko część uczelni, większość w Tokio i regionie Kantō)
- Ohu University (奥羽大学 Ōu Daigaku)
- Sakura no Seibo Junior College (桜の聖母短期大学 Sakura no Seibo Tanki-daigaku; żeński, katolicki)
- The University of Aizu (会津大学 Aizu Daigaku)[16].

### Gifu
Uczelnie w prefekturze Gifu:
- Asahi University (朝日大学 Asahi Daigaku)
- Chubu Gakuin University (中部学院大学 Chūbu Gakuin Daigaku)
- Gifu City Women’s College (岐阜市立女子短期大学 Gifu Shiritsu Joshi Tanki-daigaku; żeński, w gestii miasta Gifu)
- Gifu University of Health Science (岐阜保健大学 Gifu Hoken Daigaku)
- Gifu College of Nursing (岐阜県立看護大学 Gifu Kenritsu Kango Daigaku; żeński, prefekturalny)
- Gifu Kyoritsu University (岐阜協立大学 Gifu Kyōritsu Daigaku)
- Gifu Pharmaceutical University (岐阜薬科大学 Gifu Yakka Daigaku)
- Gifu University (岐阜大学 Gifu Daigaku); w dniu 17 maja 2019 r. japoński parlament przyjął „Ustawę o częściowej zmianie ustawy o edukacji szkolnej” ("Law for the Partial Revision of the School Education Act"). Nakazuje ona częściową zmianę prawa niezbędnego do integracji dwóch państwowych korporacji uniwersyteckich: Uniwersytetu Gifu i Uniwersytetu Nagoya w jedną państwową korporację uniwersytecką o nazwie: „Tokai National Higher Education and Research System (THERS)”[6].

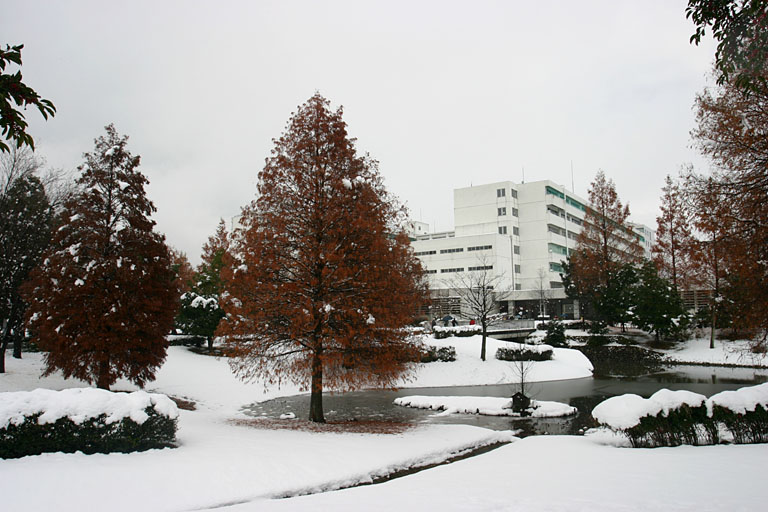
Wydział Inżynierii Uniwersytetu Gifu, Gifu

- Gifu University of Medical Science (岐阜医療科学大学 Gifu Iryō Kagaku Daigaku)
- Gifu Shotoku Gakuen University (岐阜聖徳学園大学 Gifu Shōtoku Gakuen Daigaku)
- Gifu Women’s University (岐阜女子大学 Gifu Joshi Daigaku, żeński)
- Institute of Advanced Media Arts and Sciences (情報科学芸術大学院大学 Jōhō Kagaku Geijutsu Daigakuin Daigaku)
- Nakanihon Automotive College (中日本自動車短期大学 Naka-Nihon Jidōsha Tanki-daigaku)
- Ogaki Women’s College (大垣女子短期大学 Ōgaki Joshi Tanki-daigaku; żeński)
- Shogen Junior College (正眼短期大学 Shōgen Tanki-daigaku; buddyjski)
- Takayama College of Car Technology (高山自動車短期大学 Takayama Jidōsha Tanki-daigaku)
- Tokai Gakuin University (東海学院大学 Tōkai Gakuin Daigaku)

### Gunma
Uczelnie w prefekturze Gunma:
- Gunma Paz University (群馬パース大学 Gunma Pāsu Daigaku; medyczny → znaczenie: paz – port. pokój, osobno ang.: personality, assistance, zeal – osobowość, pomoc, zapał)[17]
- Gunma Prefectural College of Health Sciences (群馬県立県民健康科学大学 Gunma Kenritsu Kenmin Kenkō Kagaku Daigaku)

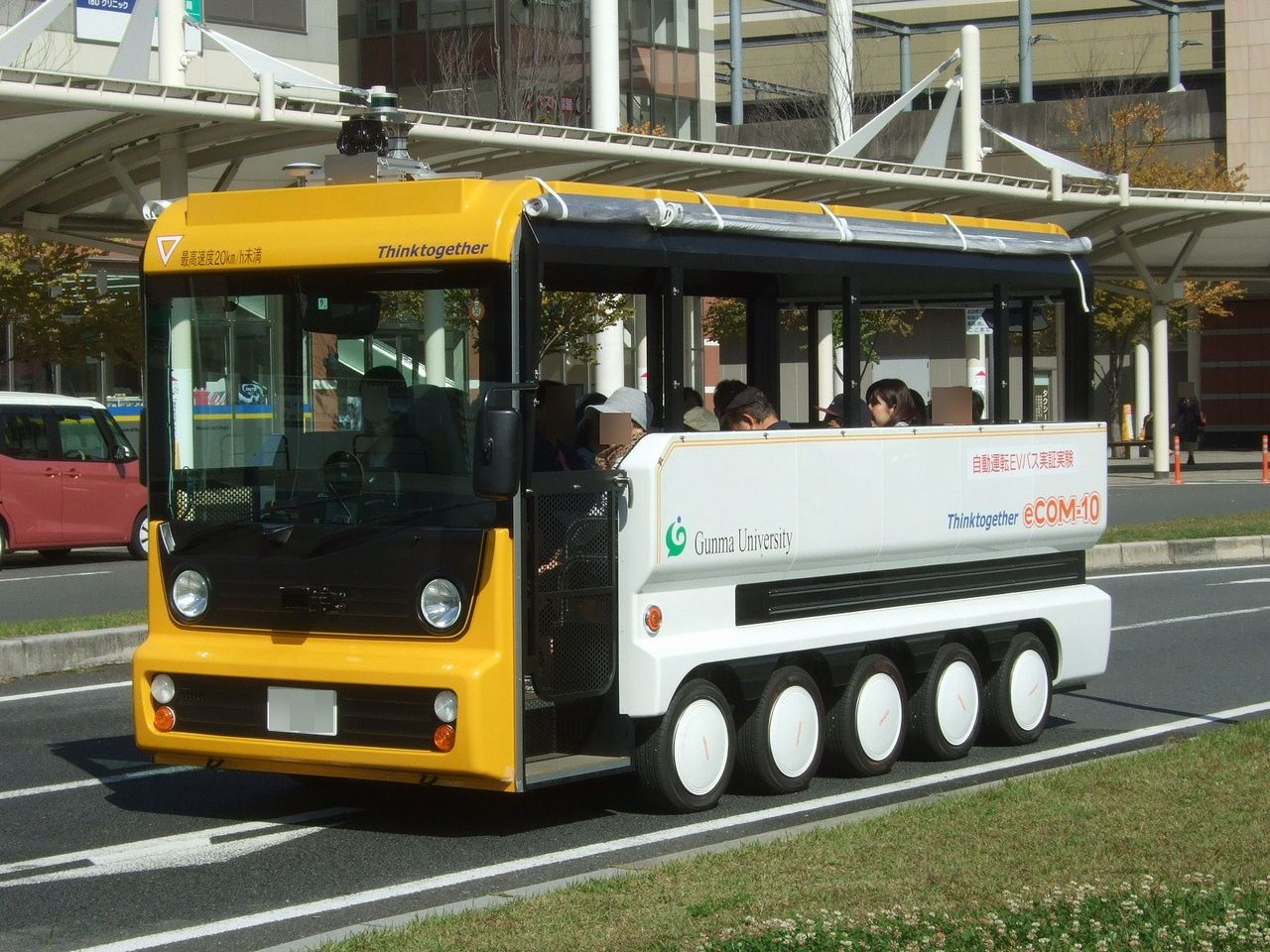
Prezentacja „eCOM-10”, samosterującego autobusu EV, opr. przez Gunma University i Thinktogether Co. Ltd. (2018)

- Gunma Prefectural Women’s University (群馬県立女子大学 Gunma Kenritsu Joshi Daigaku)
- Gunma University (群馬大学 Gunma Daigaku)
- Gunma University of Health and Welfare (群馬医療福祉大学 Gunma Iryō Fukushi Daigaku)
- Ikuei Junior College (育英短期大学 Ikuei Tanki-daigaku)
- Jobu University (上武大学 Jōbu Daigaku)
- Kanto Gakuen University (関東学園大学 Kantō Gakuen Daigaku)
- Kiryu University (桐生大学 Kiryū Daigaku)[18]
- Kyoai Gakuen University (共愛学園前橋国際大学 Kyōai Gakuen Maebashi Kokusai Daigaku; stow. ze Zjednoczony Kościół Chrystusa w Japonii)
- Maebashi Institute of Technology (前橋工科大学 Maebashi Kōka Daigaku)
- Meiwa Gakuen Junior College (明和学園短期大学 Meiwa Gakuen Tanki-daigaku)
- Niijima Gakuen Junior College (新島学園短期大学 Niijima Gakuen Tanki-daigaku)
- Takasaki City University of Economics (高崎経済大学 Takasaki Keizai Daigaku; w gestii miasta Takasaki)
- Takasaki University of Commerce (高崎商科大学 Takasaki Shōka Daigaku)
- Takasaki University of Health and Welfare (高崎健康福祉大学 Takasaki Kenkō Fukushi Daigaku)
- Tokyo University of Social Welfare 東京福祉大学 Tōkyō Fukushi Daigaku; także kampusy w Tokio i Nagoi)

### Hiroshima
Uczelnie w prefekturze Hiroshima:

- Elisabeth University of Music (エリザベト音楽大学 Erizabeto Ongaku Daigaku; jezuicki)
- Fukuyama City University (福山市立大学 Fukuyama Shiritsu Daigaku; publ., w gestii miasta Fukuyama)
- Fukuyama Heisei University (福山平成大学 Fukuyama Heisei Daigaku)
- Fukuyama University (福山大学 Fukuyama Daigaku)
- Hijiyama University (比治山大学 Hijiyama Daigaku)
- Hiroshima Bunka Gakuen (広島文化学園大学 Hiroshima Bunka Gakuen Daigaku)
- Hiroshima Bunkyo University (広島文教大学 Hiroshima Bunkyō Daigaku)
- Hiroshima City University (広島市立大学 Hiroshima Shiritsu Daigaku; publ., w gestii miasta Hiroshima)
- Hiroshima Institute of Technology (広島工業大学 Hiroshima Kōgyō Daigaku)
- Hiroshima International University (広島国際大学 Hiroshima Kokusai Daigaku)[19]
- Hiroshima Jogakuin University (広島女学院大学 Hiroshima Jogakuin Daigaku; żeński, chrześc.)
- Hiroshima Kokusai Gakuin University (広島国際学院大学 Hiroshima Kokusai Gakuin Daigaku)
- Hiroshima Shudo University (広島修道大学 Hiroshima Shūdō Daigaku)
- Hiroshima University (広島大学 Hiroshima Daigaku)
- Hiroshima University of Economics (広島経済大学 Hiroshima Keizai Daigaku)
- Onomichi City University (尾道市立大学 Onomichi Shiritsu Daigaku; w gestii miasta Onomichi)
- Prefectural University of Hiroshima (県立広島大学 Kenritsu Hiroshima Daigaku; publ., w gestii prefektury Hiroshima)
- Sanyo Women’s College (山陽女子短期大学 San'yō Joshi Tanki-daigaku, żeński)
- Yasuda Women’s University (安田女子大学 Yasuda Joshi Daigaku; żeński)

### Hokkaido
Uczelnie na Hokkaido:

- Asahikawa Medical University (旭川医科大学 Asahikawa Ika Daigaku; państwowy)
- Asahikawa University (旭川大学 Asahikawa Daigaku)[20]
- Chitose Institute of Science and Technology (公立千歳科学技術大学 Kōritsu Chitose Kagaku Gijutsu Daigaku)[21]
- Future University Hakodate (公立はこだて未来大学 Kōritsu Hakodate Mirai Daigaku)[22]
- Hakodate Otani College (函館大谷短期大学 Hakodate Ōtani Tanki-daigaku)
- Hokkai Gakuen University (北海学園大学 Hokkai Gakuen Daigaku)
- Hokkaido Automotive Engineering College (北海道自動車短期大学 Hokkaidō Jidōsha Tanki-daigaku)
- Hokkaido Bunkyo University (北海道文教大学 Hokkaidō Bunkyō Daigaku)
- Hokkaido College of Pharmacy (北海道薬科大学 Hokkaidō Yakka Daigaku)[23]
- Hokkaido Information University (北海道情報大学 Hokkaidō Jōhō Daigaku)
- Hokkaido University of Science (北海道科学大学 Hokkaidō Kagaku Ddaigaku)
- Hokkaido Musashi Women’s Junior College (北海道武蔵女子短期大学 Hokkaidō Musashi Joshi Tanki-daigaku; żeński)
- Hokkaido University (北海道大学 Hokkaidō Daigaku, państwowy)
- Hokkaido University of Education (北海道教育大学 Hokkaidō Kyōiku Daigaku, państwowy)
- Hokusei Gakuen University (北星学園大学 Hokusei Gakuen Daigaku; protestancki)
- Kitami Institute of Technology (北見工業大学 Kitami Kōgyō Daigaku)
- Koen Gakuen Women’s Junior College (光塩学園女子短期大学 Kōen Gakuen Joshi Tanki-daigaku; żeński)
- Kokugakuin University (國學院大學 Kokugakuin Daigaku)
- Kushiro Public University of Economics (釧路公立大学 Kushiro Kōritsu Daigaku; publiczny)[24]
- Kushiro Junior College (釧路短期大学 Kushiro Tanki-daigaku)
- Muroran Institute of Technology (室蘭工業大学 Muroran Kōgyō Daigaku; państwowy)[25]
- Nayoro City University (名寄市立大学 Nayoro Shiritsu Daigaku; publiczny, w gestii miasta Nayoro)
- Obihiro Otani Junior College (帯広大谷短期大学 Obihiro Ōtani Tanki-daigaku)
- Obihiro University of Agriculture and Veterinary Medicine (帯広畜産大学 Obihiro Chikusan Daigaku)
- Otaru University of Commerce (小樽商科大学 Otaru Shōka Daigaku; państwowy)
- Rakuno Gakuen University (酪農学園大学 Rakunō Gakuen Daigaku; rolniczy)
- Sapporo City University (札幌市立大学 Sapporo Shiritsu Daigaku; publiczny, w gestii Sapporo)[26]
- Sapporo Gakuin University (札幌学院大学 Sapporo Gakuin Daigaku)
- Sapporo International University (札幌国際大学 Sapporo Kokusai Daigaku)
- Sapporo Otani University (札幌大谷大学 Sapporo Ōtani Daigaku)
- Sapporo University (札幌大学 Sapporo Daigaku)
- Seisa University (星槎大学 Seisa daigaku; edukacja na odległość (D-learning lub dLearning z ang. distance learning)
- Seisa Dohto University (星槎道都大学 Seisa Dōto Daigaku)
- Tenshi College (天使大学 Tenshi Daigaku; katolicki)
- Tomakomai Komazawa University (苫小牧駒澤大学 Tomakomai Komazawa Daigaku)
- Wakkanai Hokusei Gakuen College (稚内北星学園大学 Wakkanai Hokusei Gakuen Daigaku; chrześc.)[27].

### Hyōgo
Uczelnie w prefekturze Hyōgo:

- Ashiya College (芦屋学園短期大学 Ashiya Gakuen Tanki-daigaku; część Ashiya University)
- Ashiya University (芦屋大学 Ashiya Daigaku)
- Himeji Dokkyo University (姫路獨協大学 Himeji Dokkyō Daigaku)
- Himeji Hinomoto College (姫路日ノ本短期大学 Himeji Hinomoto Tanki-daigaku)
- Hyogo College of Medicine (兵庫医科大学 Hyōgo Ika Daigaku)
- Hyogo University (兵庫大学 Hyōgo Daigaku; buddyjski, nie mylić z University of Hyogo)
- Hyogo University of Teacher Education (兵庫教育大学 Hyōgo Kyōiku Daigaku; państwowy)
- Kansai University of International Studies (関西国際大学 Kansai Kokusai Daigaku)
- Kansai University of Nursing and Health Sciences (関西看護医療大学 Kansai Kango Iryō Daigaku)
- Kansai University of Social Welfare (関西福祉大学 Kansai Fukushi Daigaku)
- Kinki Health Welfare University (近畿医療福祉大学 Kinki Iryō Fukushi Daigaku)
- Kobe City College of Nursing (神戸市看護大学 Kōbe-shi Kango Daigaku; publ., w gestii miasta Kobe)
- Kobe City University of Foreign Studies (神戸市外国語大学 Kōbe-shi Gaikokugo Daigaku; publ., w gestii miasta Kobe)
- Kobe College (神戸女学院大学 Kōbe Jogakuin Daigaku, żeński, chrześc.)
- Kobe Design University (神戸芸術工科大学 Kōbe Geijutsu Kōka Daigaku)
- Kobe Gakuin University (神戸学院大学 Kōbe Gakuin Daigaku)
- Kobe Institute of Computing – Graduate School of Information Technology (神戸情報大学院大学 Kōbe Jōhō Daigakuin Daigaku)
- Kobe Kaisei College (神戸海星女子学院大学 Kōbe Kaisei Joshi Gakuin Daigaku; żeński, chrześc.)
- Kobe Shinwa Women’s University (神戸親和女子大学 Kōbe Shinwa Joshi Daigaku; żeński)
- Kobe Shoin Women’s University (神戸松蔭女子学院大学 Kōbe Shōin Joshi Gakuin Daigaku; żeński, chrześc.)
- Kobe Tokiwa University (神戸常盤大学 Kōbe Tokiwa Daigaku)
- Kobe University (神戸大学 Kōbe Daigaku)
- Kobe Pharmaceutical University (神戸薬科大学 Kōbe Yakka Daigaku)
- Kobe Women’s University (神戸女子大学 Kōbe Joshi Daigaku; żeński)
- Kobe Women’s Junior College (神戸女子短期大学 Kōbe Joshi Tanki-daigaku; żeński)
- Kobe Yamate University (神戸山手大学 Kōbe Yamate Daigaku)
- Konan University (甲南大学 Kōnan Daigaku)
- Konan Women’s University (甲南女子大学 Kōnan Joshi Daigaku; żeński)
- Koshien Junior College (甲子園短期大学 Kōshien Tanki -aigaku)[28]
- Koshien University (甲子園大学 Köshien Daigaku)
- Kwansei Gakuin University (関西学院大学 Kansei Gakuin Daigaku; chrześc.)
- Minatogawa College (湊川短期大学 Minatogawa Tanki-daigaku)
- Mukogawa Women’s University (武庫川女子大学 Mukogawa Joshi Daigaku; żeński)
- Otemae University (大手前大学 Ōtemae Daigaku)
- Seiwa College połączony z Kwansei Gakuin University w 2009 r.
- Kobe Shukugawa Gakuin University (神戸夙川学院大学 Kōbe Shukugawa Gakuin Daigaku)
- Sonoda Women’s University (園田学園女子大学 Sonoda Gakuen Joshi Daigaku; żeński)
- Takarazuka University (宝塚大学 Takarazuka Daigaku)
- Toyo College of Food Technology (東洋食品工業短期大学 Tōyō Shokuhin Kōgyō Tanki-daigaku)
- University of Marketing and Distribution Sciences (流通科学大学 Ryūtsū Kagaku Daigaku)
- University of Hyogo (兵庫県立大学 Hyōgo Kenritsu Daigaku; publ., w gestii prefektury, powstał z połączenia trzech uczelni w 2004 r.)

### Ibaraki
Uczelnie w prefekturze Ibaraki:

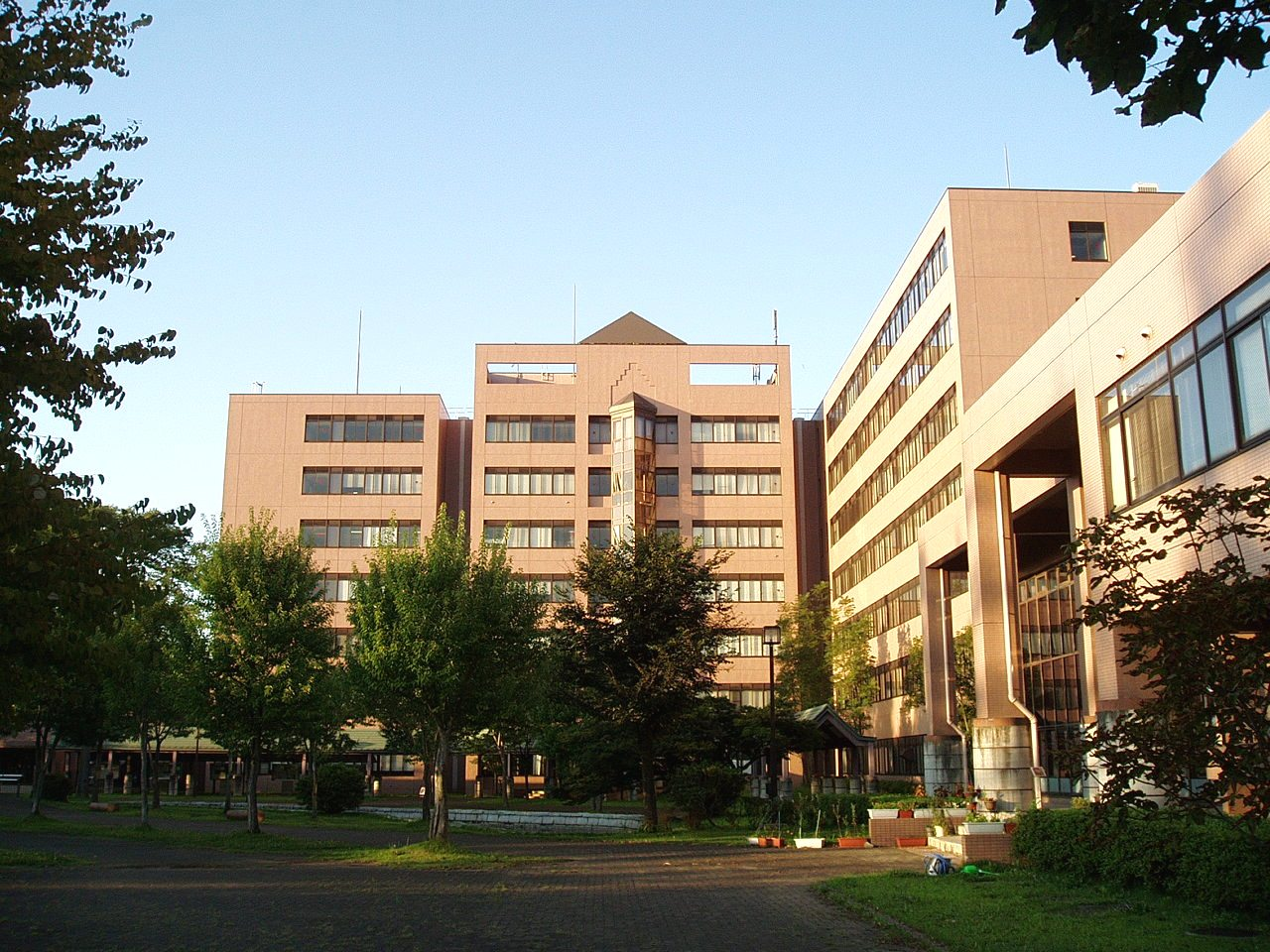
Ibaraki University, Mito

- Ibaraki Christian University (茨城キリスト教大学 Ibaraki Kirisuto-kyō Daigaku; chrześc.)
- Ibaraki Prefectural University of Health Sciences (茨城県立医療大学 Ibaraki Kenritsu Iryō Daigaku); publ., w gestii prefektury Ibaraki
- Ibaraki University (茨城大学 Ibaraki Daigaku; państw.)
- Ibaraki Women’s Junior College (茨城女子短期大学 Ibaraki Joshi Tanki-daigaku; żeński)
- Ryutsu Keizai University (流通経済大学 Ryūtsū Keizai Daigaku)
- Tokiwa University (常磐大学 Tokiwa Daigaku)
- Tsukuba Gakuin University (筑波学院大学 Tsukuba Gakuin Daigaku)
- Tsukuba International University (つくば国際大学 Tsukuba Kokusai Daigaku)
- Uniwersytet Tsukuba (筑波大学 Tsukuba Daigaku; państw.)

### Ishikawa
Uczelnie w prefekturze Ishikawa:

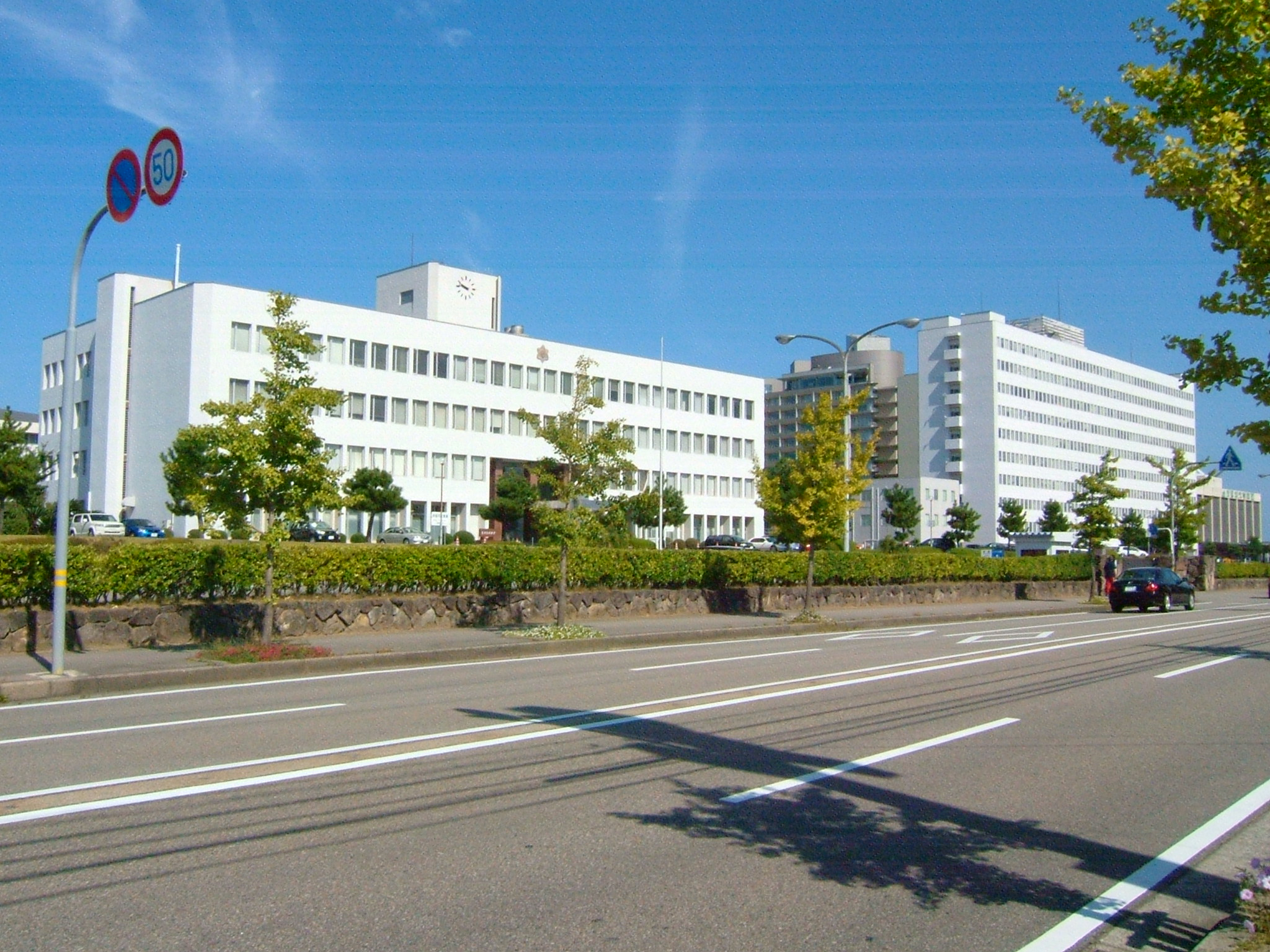
Kanazawa Medical University

- Hokuriku University (北陸大学 Hokuriku Daigaku)
- Ishikawa Prefectural Nursing University (石川県立看護大学 Ishikawa Kenritsu Kango Daigaku; publ., w gestii prefektury)
- Japan Advanced Institute of Science and Technology (北陸先端科学技術大学院大学 Hokuriku Sentan Kagaku Gijutsu Daigakuin Daigaku; państw.)
- Kanazawa College of Art (金沢美術工芸大学 Kanazawa Bijutsu Kōgei Daigaku; sztuki i wzornictwa przemysłowego)
- Kanazawa Gakuin University (金沢学院大学 Kanazawa Gakuin Daigaku)
- Kanazawa Institute of Technology (金沢工業大学 Kanazawa Kōgyō Daigaku)
- Kanazawa Medical University (金沢医科大学 Kanazawa Ika Daigaku)
- Kanazawa Seiryo University (金沢星稜大学 Kanazawa Seiryō Daigaku)
- Kanazawa University (金沢大学 Kanazawa Daigaku; państw.)
- Kinjo University (金城大学 Kinjō Daigaku)
- Komatsu University (公立小松大学 Kōritsu Komatsu Daigaku; dosł. Public Komatsu University)

### Iwate
Uczelnie w prefekturze Iwate:

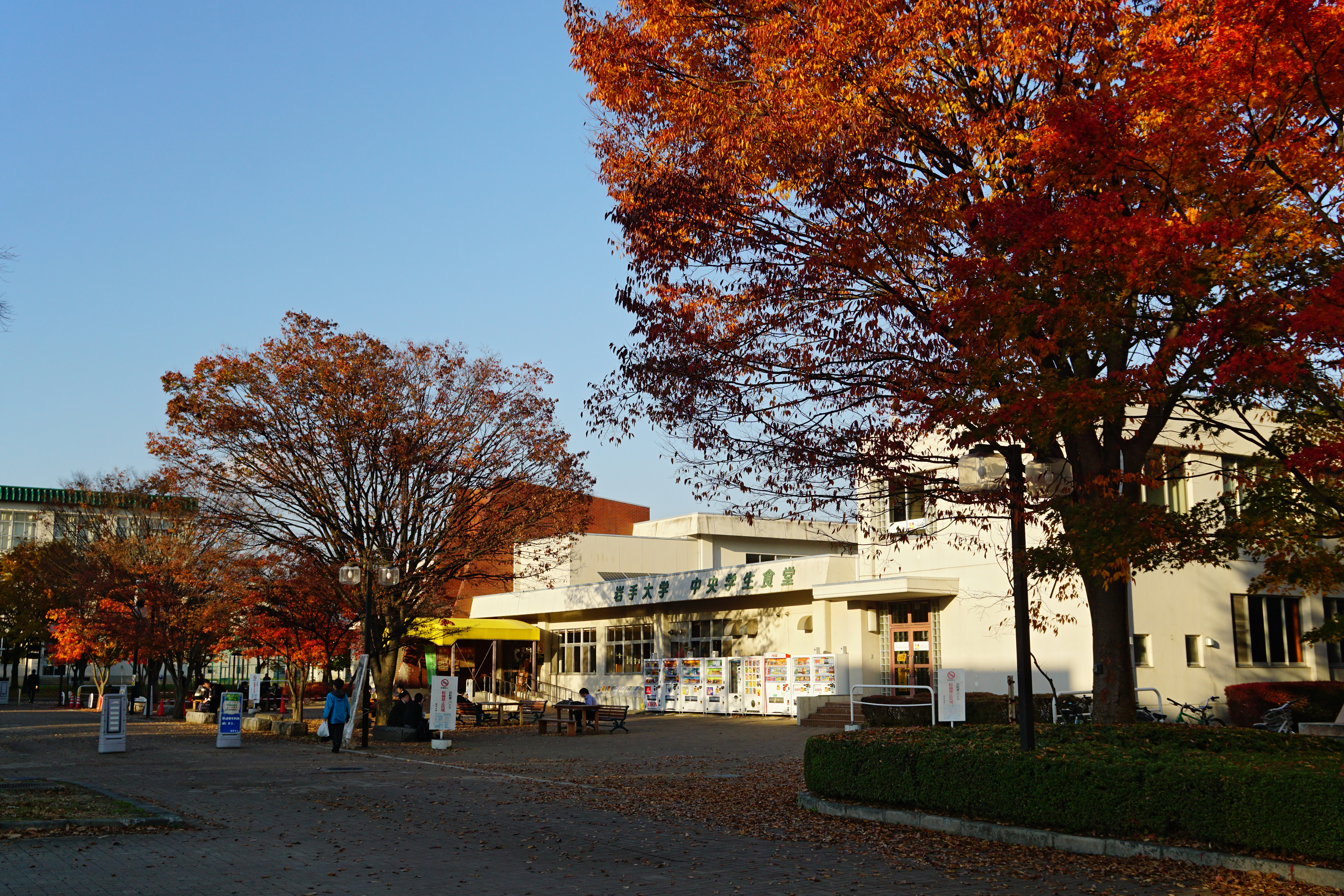
Iwate University, Morioka, stołówka studencka

- Fuji University (富士大学 Fuji Daigaku)
- Iwate College of Nursing (岩手看護短期大学 Iwate Kango Tanki-daigaku)
- Iwate Medical University (岩手医科大学 Iwate Ika Daigaku)
- Iwate Prefectural University (岩手県立大学 Iwate Kenritsu Daigaku; publ., w gestii prefektury)
- Iwate University (岩手大学 Iwate Daigaku; państw.)
- Morioka University (盛岡大学 Morioka Daigaku)
- Shuko Junior College (修紅短期大学 Shūkō Tanki-daigaku)

### Kagawa
Uczelnie w prefekturze Kagawa:

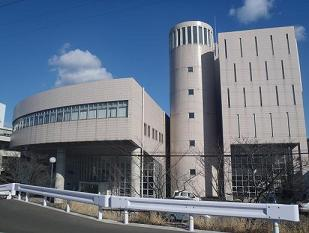
Takamatsu University

- Kagawa Junior College (香川短期大学 Kagawa Tanki-daigaku)
- Kagawa Prefectural College of Health Sciences (香川県立保健医療大学 Kagawa Kenritsu Hoken Iryō Daigaku; publ., w gestii prefektury)
- Kagawa University (香川大学 Kagawa Daigaku; państw.)
- Setouchi Junior College (瀬戸内短期大学 Setouchi Tanki-daigaku)
- Shikoku Gakuin University (四国学院大学 Shikoku Gakuin Daigaku)
- Takamatsu University (高松大学 Takamatsu Daigaku)
- Tokushima Bunri University (徳島文理大学 Tokushima Bunri Daigaku)

### Kagoshima
Uczelnie w prefekturze Kagoshima:

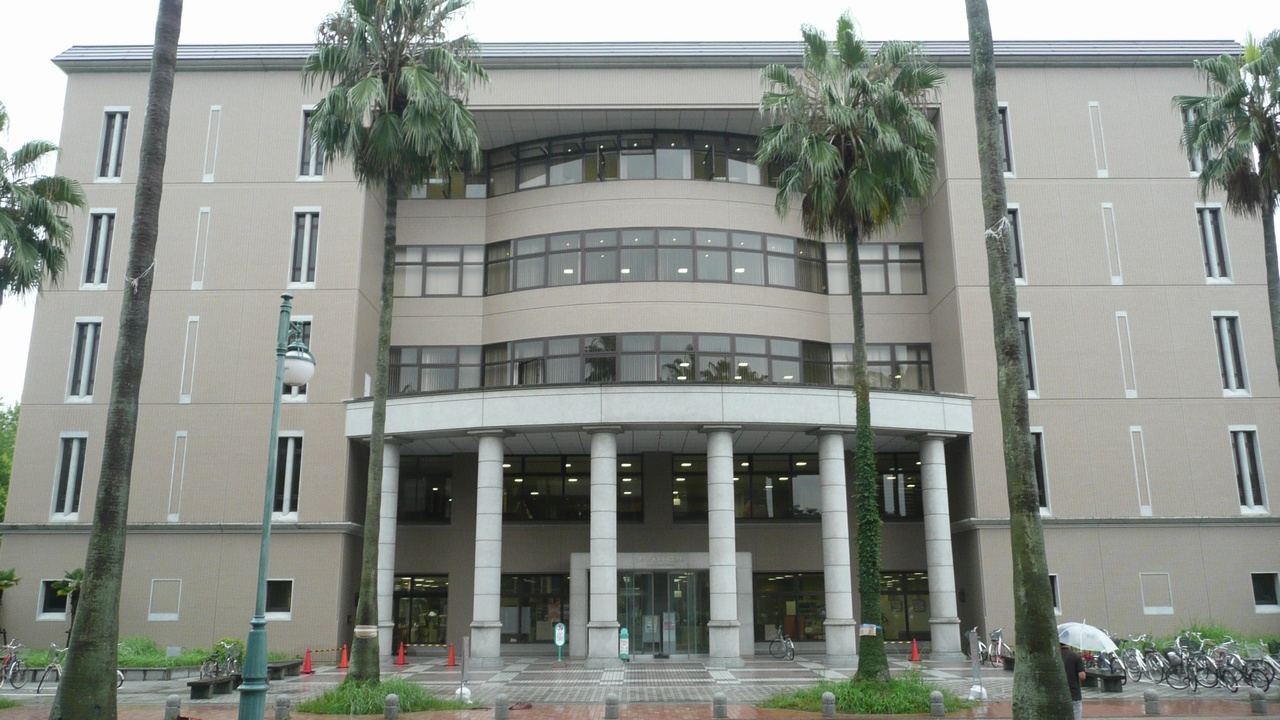
Kagoshima University, Centralna Biblioteka

- Daiichi Institute of Technology (第一工業大学 Dai-ichi Kōgyō Daigaku)
- Daiichi Junior College of Infant Education (第一幼児教育短期大学 Dai-ichi Yōji Kyōiku Tanki-daigaku)
- The International University of Kagoshima (鹿児島国際大学 Kagoshima Kokusai Daigaku)
- Kagoshima Immaculate Heart University (鹿児島純心女子大学 Kagoshima Junshin Joshi Daigaku; żeński, chrześc.)
- Kagoshima Prefectural College 鹿児島県立短期大学 Kagoshima Kenritsu Tanki-daigaku, publ., w gestii pref.)
- Kagoshima University (鹿児島大学 Kagoshima Daigaku; państw.)
- Kagoshima Women’s Junior College (鹿児島女子短期大学 Kagoshima Joshi Tanki-daigaku; żeński)
- National Institute of Fitness and Sports in Kanoya (鹿屋体育大学 Kanoya Taiiku Daigaku; państw.)
- Shigakukan University (志學館大学 Shigaku Daigaku)

### Kanagawa
Uczelnie w prefekturze Kanagawa:

- Caritas Junior College (カリタス女子短期大学 Karitasu Joshi Tanki Daigaku; żeński, katolicki)[29]
- Den-en Chofu University (田園調布学園大学 Den-en Chōfu Daigaku)[30]
- Ferris University (フェリス女学院大学 Ferisu Jogakuin Daigaku; żeński)
- Izumi Junior College (和泉短期大学 Izumi Tanki-daigaku)
- Japan Women’s University (日本女子大学 Nihon Joshi Daigaku; żeński)[31]
- Kanagawa Institute of Technology (神奈川工科大学 Kanagawa Kōka Daigaku)[32]
- Kanagawa University (神奈川大学 Kanagawa Daigaku)
- Kanagawa University of Human Services (神奈川県立保健福祉大学 Kanagawa Kenritsu Hoken Fukushi Daigaku; publ., w gestii prefektury)
- Kanto Gakuin University (関東学院大学 Kantō Gakuin Daigaku)
- Kawasaki City College of Nursing (川崎市立看護短期大学 Kawasaki Shiritsu Kango Tanki-daigaku)
- National Defense Academy of Japan (防衛大学校 Bōei Daigakkō)
- Odawara Women’s Junior College (小田原女子短期大学 Odawara Joshi Tanki-daigaku; żeński)
- Sagami Women’s University (相模女子大学 Sagami Joshi Daigaku; żeński)[33]
- Senzoku Gakuen (洗足学園 Senzoku Gakuen)
- Shohoku College (湘北短期大学 Shōhoku Tanki-daigaku; w gestii Sony Corporation)
- Shoin University (松蔭大学 Shōin Daigaku)
- Showa Academia Musicae (昭和音楽大学 Shōwa Ongaku Daigaku)
- St. Cecilia Women’s Junior College (聖セシリア短期大学 Sei-Seshiria Tanki-daigaku; żeński, kat.)
- St. Marianna University School of Medicine (聖マリアンナ医科大学 Sei-Marianna Ika Daigaku; kat.)[34]
- Tama University (多摩大学 Tama Daigaku)
- Toin University of Yokohama (桐蔭横浜大学 Tōin Yokohama Daigaku)[35]
- Toyo Eiwa University (東洋英和女学院大学 Tōyō Eiwa Jogakuin Daigaku; żeński, chrześc.[36]
- Tsurumi University (鶴見大学 Tsurumi Daigaku)[37]
- Yashima Gakuen University 八洲学園大学 Yashima Gakuen Daigaku)
- Yokohama City University (横浜市立大学 Yokohama Shiritsu Daigaku; publ., w gestii miasta Jokohama)
- Yokohama College of Art and Design 横浜美術大学 Yokohama Bijutsu Daigaku)
- Yokohama College of Commerce (横浜商科大学 Yokohama Shōka Daigaku)
- Yokohama National University (横浜国立大学 Yokohama Kokuritsu Daigaku; państw.)
- Yokohama Soei Junior College (横浜創英短期大学 Yokohama Sōei Tanki-daigaku)[38]
- Yokohama Women’s Junior College (横浜女子短期大学 Yokohama Joshi Tanki-daigaku; żeński)

### Kōchi
Uczelnie w prefekturze Kōchi:
- Kochi Gakuen College (高知学園短期大学 Kōchi Gakuen Tanki-daigaku)
- Kochi University (高知大学 Kōchi Daigaku; państw.)
- Kochi University of Technology (高知工科大学 Kōchi Kōka Daigaku; publ., w gestii prefektury)
- University of Kochi (高知県立大学 Kōchi Kenritsu Daigaku; publ., w gestii prefektury)

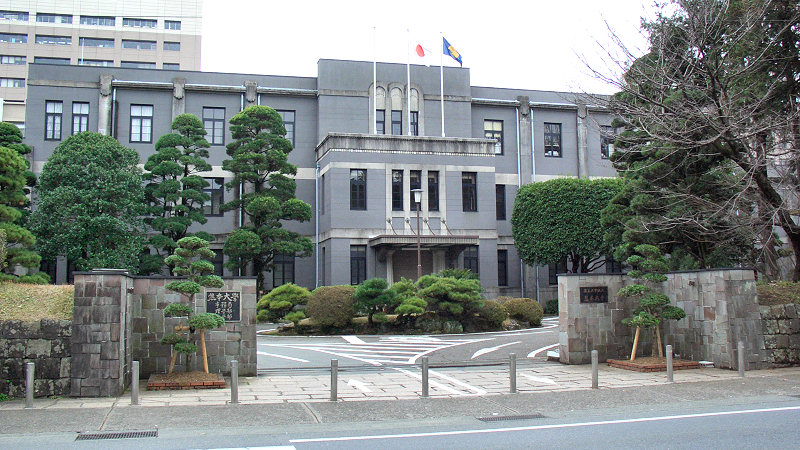
Kumamoto University, Kumamoto

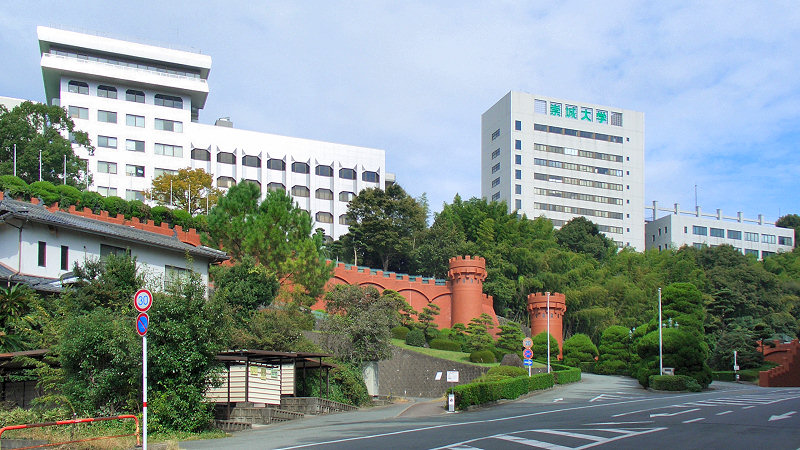
Sojo University, Kumamoto

### Kumamoto
Uczelnie w prefekturze Kumamoto:
- Heisei College of Music (平成音楽大学 Heisei Ongaku Daigaku)
- Kumamoto Gakuen University (熊本学園大学 Kumamoto Gakuen Daigaku)
- Kumamoto Health Science University (熊本保健科学大学 Kumamoto Hoken Kagaku Daigaku)
- Kumamoto University (熊本大学 Kumamoto Daigaku; państw.)
- Kyushu Lutheran College (九州ルーテル学院大学 Kyūshū Rūteru Gakuin Daigaku; luterański)
- Kyushu University of Nursing and Social Welfare (九州看護福祉大学 Kyūshū Kango Fukushi Daigaku)
- Nakakyushu Junior College (中九州短期大学 Nakakyūshū Tanki-daigaku)
- Prefectural University of Kumamoto (熊本県立大学 Kumamoto Kenritsu Daigaku; publ., w gestii prefektury)
- Shokei College (尚絅大学 Shōkei Daigaku; żeński)
- Sojo University (崇城大学 Sōjō Daigaku)

### Kioto
Uczelnie w prefekturze Kioto:

- Bukkyo University (佛教大学 Bukkyō Daigaku; buddyjski)
- Doshisha University 同志社大学 Dōshisha Daigaku; chrześc.)
- Doshisha Women’s College of Liberal Arts (同志社女子大学 Dōshisha Joshi Daigaku; żeński, chrześc.)
- Hanazono University (花園大学 Hanazono Daigaku; buddyjski)[39],
- Ikenobo College (池坊短期大学 Ikenobō Tanki-daigaku)[40]
- Kyoto Kacho University (京都華頂大学 Kyōto Kachō Daigaku; żeński, buddyjski)
- Kyoto Bunkyo Gakuen (京都文教学園 Kyōto Bunkyō Gakuen)[41]
- Kyoto City University of Arts (京都市立芸術大学 Kyōto Shiritsu Geijutsu Daigaku; publ., w gestii miasta Kioto)
- Kyoto College of Economics (京都経済短期大学 Kyōto Keizai Tanki-daigaku)
- Kyoto College of Medical Technology (京都医療技術短期大学 Kyōtō Iryō Gijutsu Tanki-daigaku)
- Kyoto Gakuen University (京都学園大学 Kyōto Gakuen Daigaku)[42]
- Kyoto Institute of Technology (京都工芸繊維大学 Kyōto Kōgei Sen'i Daigaku; państw.)
- Kyoto Notre Dame University (京都ノートルダム女子大学 Kyōto Nōtorudamu Joshi Daigaku; żeński, katolicki)[43]
- Kyoto Pharmaceutical University (京都薬科大学 Kyōto Yakka Daigaku)
- Kyoto Prefectural University (京都府立大学 Kyōto Furitsu Daigaku; publ., w gestii prefektury Kioto)
- Kyoto Saga University of Arts (嵯峨芸術大学 Saga Geijutsu Daigaku)
- Kyoto Sangyo University (京都産業大学 Kyōto Sangyō Daigaku)[44]
- Kyoto Seika University (京都精華大学 Kyōto Seika Daigaku)[45]
- Kyoto Seizan College (京都西山短期大学 Kyōto Seizan Tanki-daigaku; buddyjski)
- Kyoto University (京都大学 Kyōto Daigaku; państw.)
- Kyoto University of Education (京都教育大学 Kyōto Kyōiku Daigaku; państw.)
- Kyoto University of Foreign Studies (京都外国語大学 Kyōto Gaikokugo Daigaku)
- Kyoto Women’s University (京都女子大学 Kyōto Joshi Daigaku; żeński)
- Meiji University of Integrative Medicine (明治国際医療大学 Meiji Kokusai Iryō Daigaku)
- Otani University (大谷大学 Ōtani Daigaku; buddyjski)
- Ritsumeikan University (立命館大学 Ritsumeikan Daigaku)[46]
- Ryukoku University (龍谷大学 Ryūkoku Daigaku; buddyjski)
- Shuchiin University (種智院大学 Shuchiin Daigaku)
- University of Fukuchiyama (福知山公立大学 Fukuchiyama Kōritsu Daigaku; publ.)

### Mie
Uczelnie w prefekturze Mie:

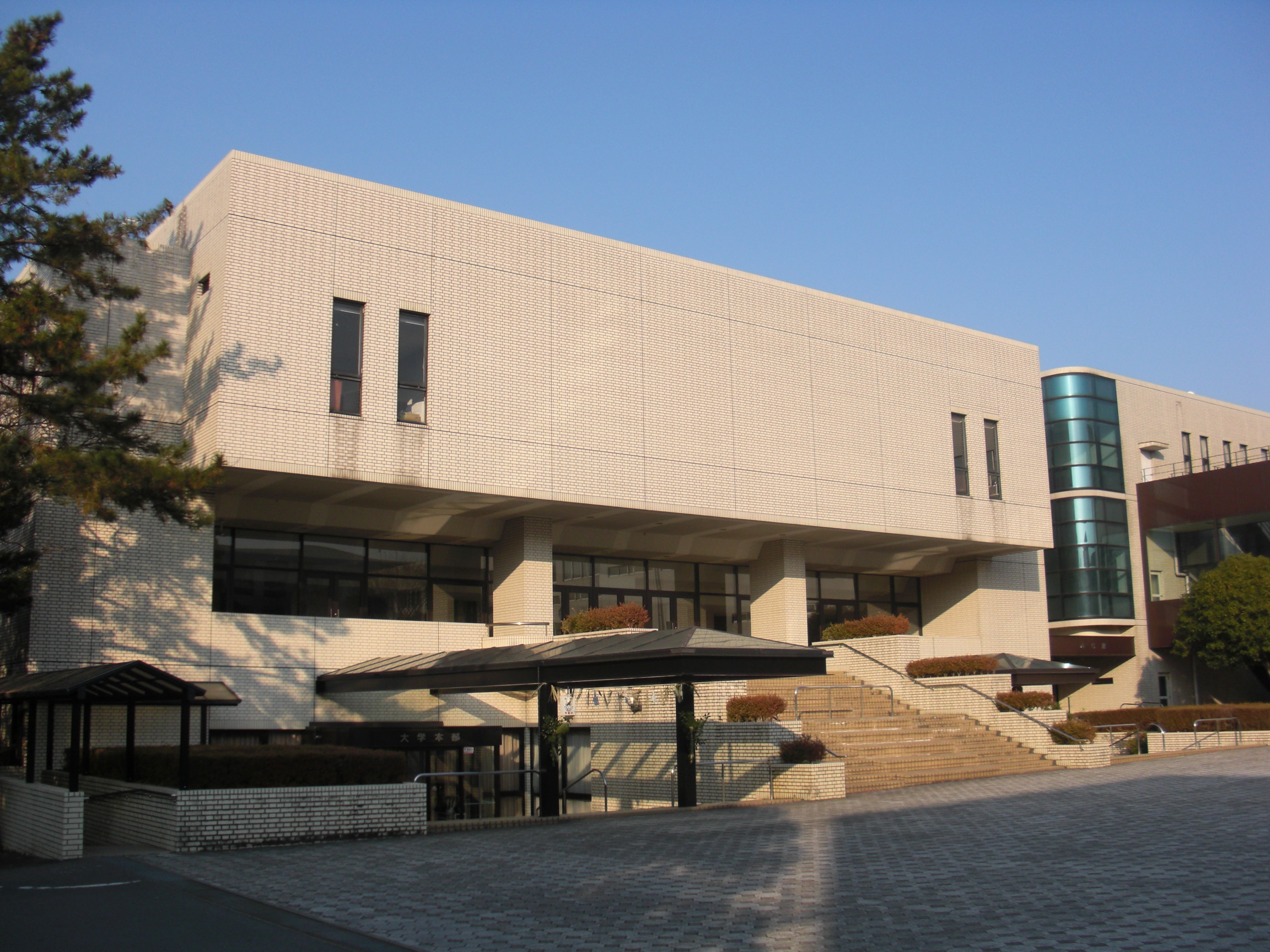
Kogakkan University, budynek główny

- Kogakkan University (皇學館大学 Kōgakkan Daigaku; shintō)
- Mie Prefectural College of Nursing (三重県立看護大学 Mie Kenritsu Kango Daigaku; publ. w gestii prefektury Mie)
- Mie University (三重大学 Mie Daigaku; państw.)
- Suzuka International University (鈴鹿国際大学 Suzuka Kokusai Daigaku)
- Suzuka University of Medical Science (鈴鹿医療科学大学 Suzuka Iryō Kagaku Daigaku)
- Yokkaichi University (四日市大学 Yokkaichi Daigaku)

### Miyagi
Uczelnie w prefekturze Miyagi:

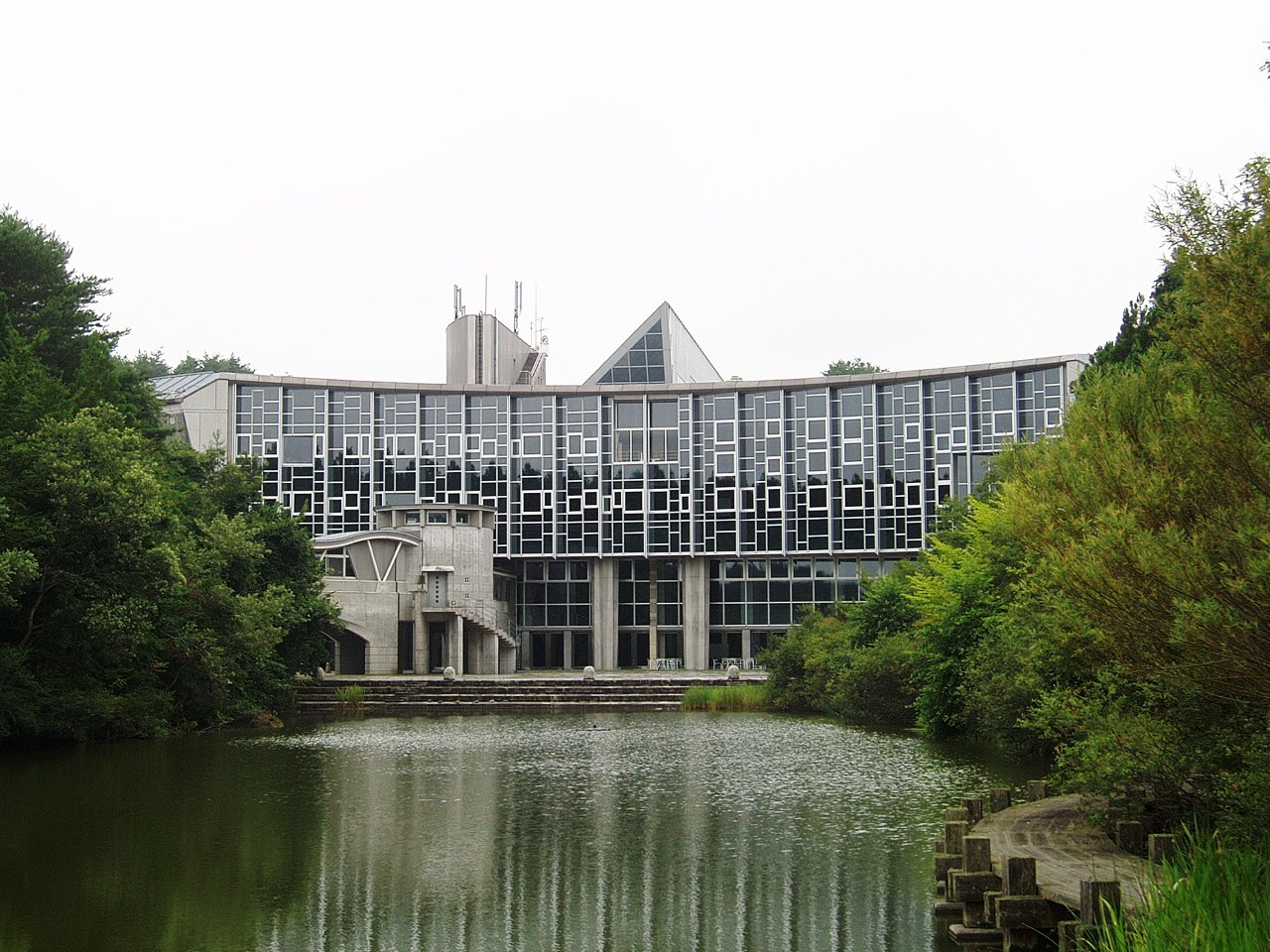
Miyagi University, budynek główny

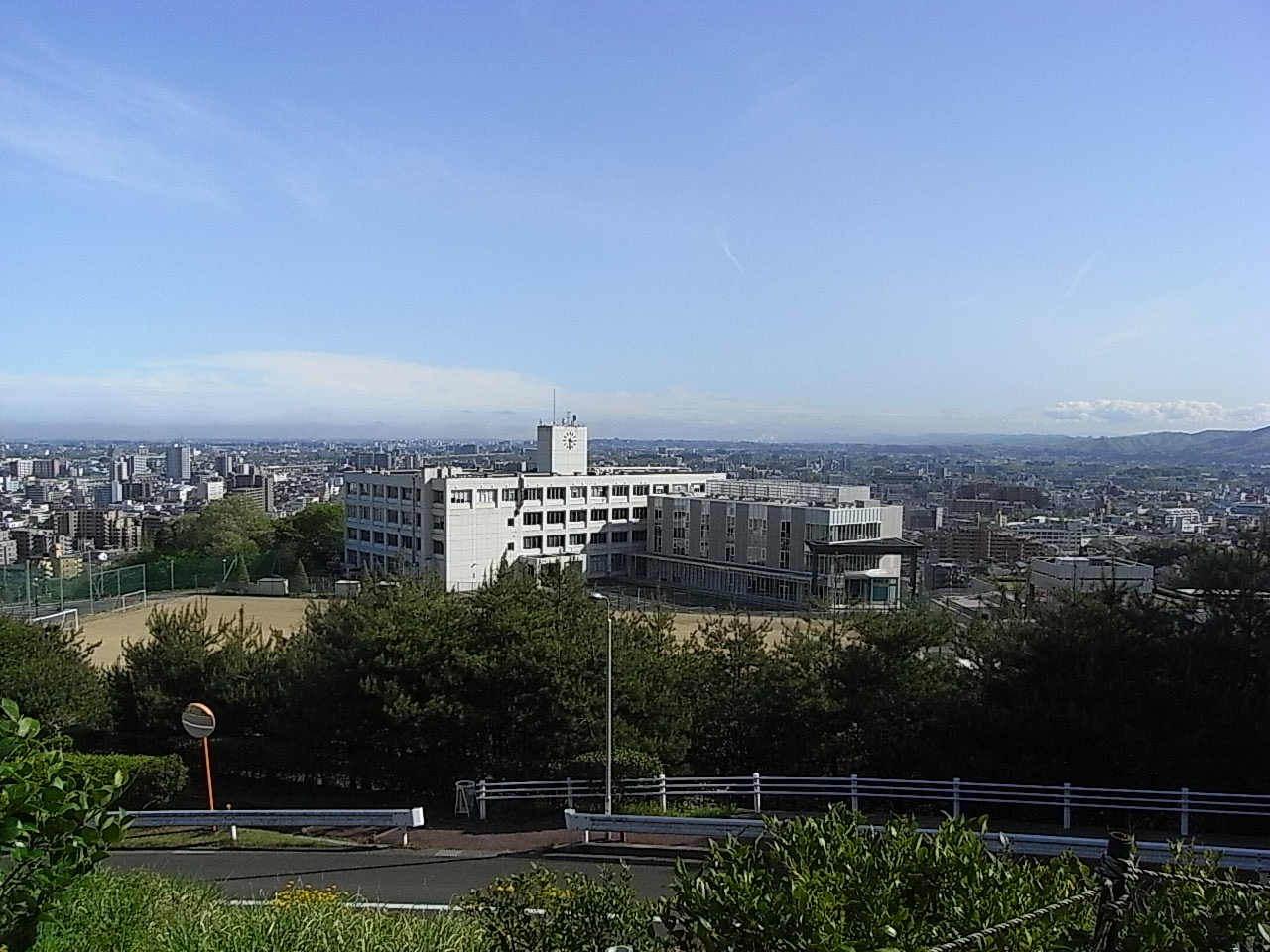
Tohoku Institute of Technology, kampus Nagamachi

- Ishinomaki Senshu University (石巻専修大学 Ishinomaki Senshū Daigaku)[47]
- Miyagi Gakuin Women’s University (宮城学院女子大学 Miyagi Gakuin Joshi Daigaku; żeński, chrześc.)
- Miyagi Seishin Junior College (宮城誠真短期大学 Miyagi Seishin Tanki-daigaku)
- Miyagi University (宮城大学 Miyagi Daigaku; publ.)
- Miyagi University of Education (宮城教育大学 Miyagi Kyōiku Daigaku; państw.)
- Seiwa Gakuen College (聖和学園短期大学 Seiwa Gakuen Tanki-daigaku; żeński, buddyjski)
- Sendai University (仙台大学 Sendai Daigaku)
- Sendai Shirayuri Women’s College (仙台白百合女子大学 Sendai Shirayuri Joshi Daigaku; żeński, katolicki)
- Shokei Gakuin University (尚絅学院大学 Shōkei Gakuin Daigaku)
- Tohoku Bunka Gakuen University (東北文化学園大学 Tōhoku Bunka Gakuen Daigaku)[48]
- Tohoku Fukushi University (東北福祉大学 Tōhoku Fukushi Daigaku)
- Tohoku Gakuin University (東北学院大学 Tōhoku Gakuin Daigaku; chrześc.)[49]
- Tohoku Institute of Technology (東北工業大学 Tōhoku Kōgyō Daigaku)
- Tohoku Medical and Pharmaceutical University (東北医科薬科大学 Tōhoku Ika Yakka Daigaku)
- Tohoku Seikatsu Bunka College (東北生活文化大学 Tōhoku Seikatsu Bunka Daigaku)
- Tohoku University (東北大学 Tōhoku Daigaku; państw.)

### Miyazaki
Uczelnie w prefekturze Miyazaki:

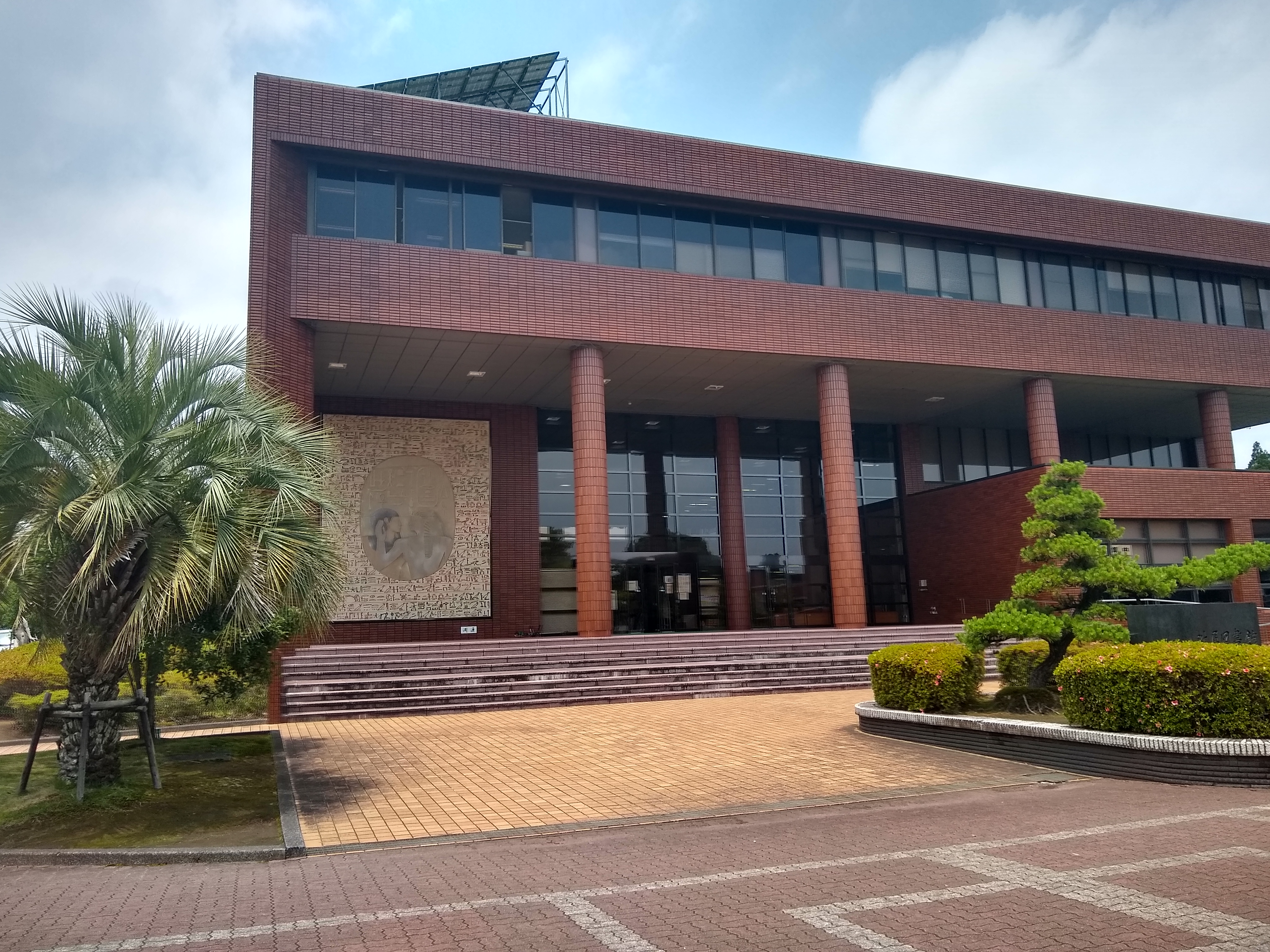
University of Miyazaki, biblioteka

- Kyushu University of Health and Welfare (九州保健福祉大学 Kyūshū Hoken Fukushi Daigaku)
- Minami Kyushu University (南九州大学 Minami Kyūshū Daigaku)
- Miyazaki Gakuen Junior College (宮崎学園短期大学 Miyazaki Gakuen Tanki-daigaku)
- Miyazaki International College (宮崎国際大学 Miyazaki Kokusai Daigaku)
- Miyazaki Municipal University (宮崎公立大学 Miyazaki Kōritsu Daigaku; publ.)
- Miyazaki Prefectural Nursing University (宮崎県立看護大学 Miyazaki Kenritsu Kango Daigaku; publ., w gestii prefektury Miyazaki)
- Miyazaki Sangyo-keiei University (宮崎産業経営大学 Miyazaki Sangyō-keiei Daigaku)
- University of Miyazaki (宮崎大学 Miyazaki Daigaku; państw.)

### Nagano
Uczelnie w prefekturze Nagano:

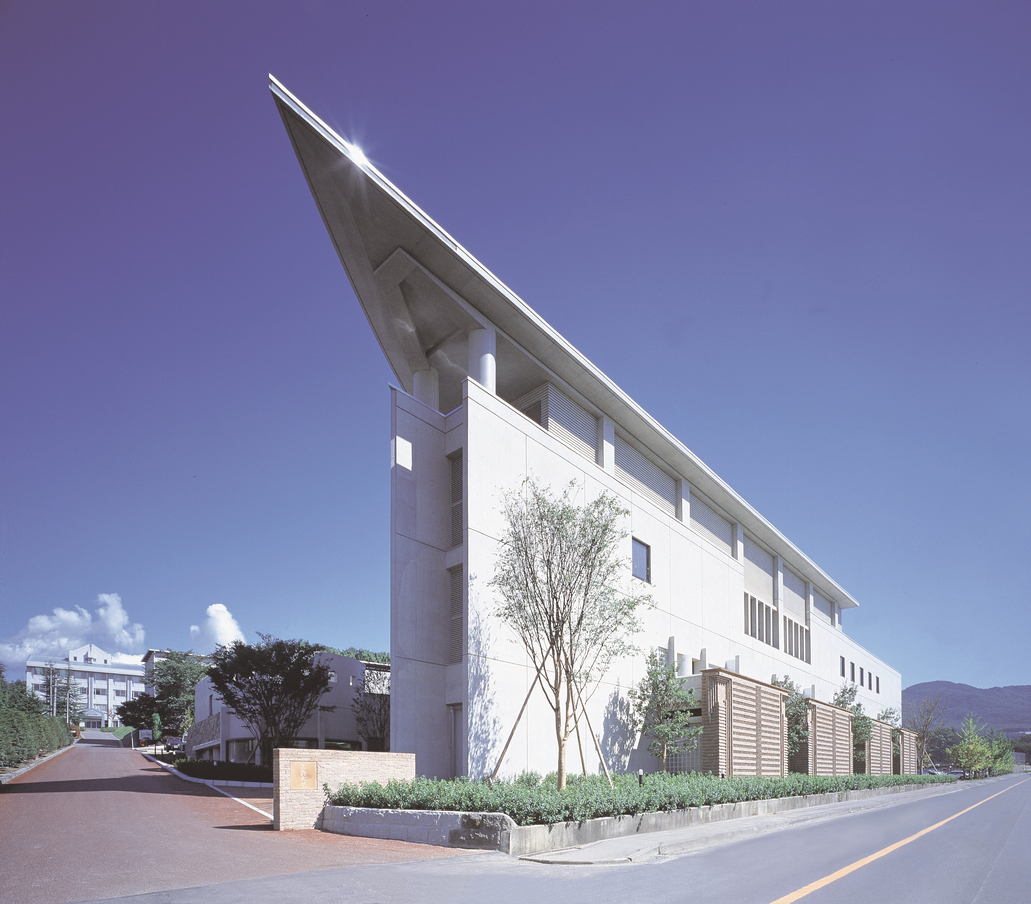
Nagano University

- Iida Women’s Junior College (飯田女子短期大学 Iida Joshi Tanki-daigaku; żeński)
- Matsumoto Dental University (松本歯科大学 Matsumoto Shika Daigaku)
- Matsumoto Junior College (松本短期大学 Matsumoto Tanki-daigaku)
- Matsumoto University (松本大学 Matsumoto Daigaku)
- Nagano College of Nursing (長野県看護大学 Nagano-ken Kango Daigaku; publ., w gestii prefektury Nagano)
- Nagano University (長野大学 Nagano Daigaku; publ.)
- Nagano Women’s Junior College (長野女子短期大学 Nagano Joshi Tanki-daigaku, żeński)
- Saku University (佐久大学 Saku Daigaku)
- Shinshu Honan Junior College (信州豊南短期大学 Shinshū Honan Tanki-daigaku)
- Shinshu Junior College (信州短期大学 Shinshū Tanki-daigaku)
- Seisen Jogakuin College (清泉女学院大学 Seisen Jogakuin Daigaku, żeński, katolicki)
- Tokyo University of Science, Suwa (諏訪東京理科大学 Suwa Tōkyō Rika Daigaku; publ., w gestii miasta Chino)
- Shinshu University (信州大学 Shinshū Daigaku; państw.)
- Ueda Women’s Junior College (上田女子短期大学 Ueda Joshi Tanki-daigaku; żeński)

### Nagasaki
Uczelnie w prefekturze Nagasaki:

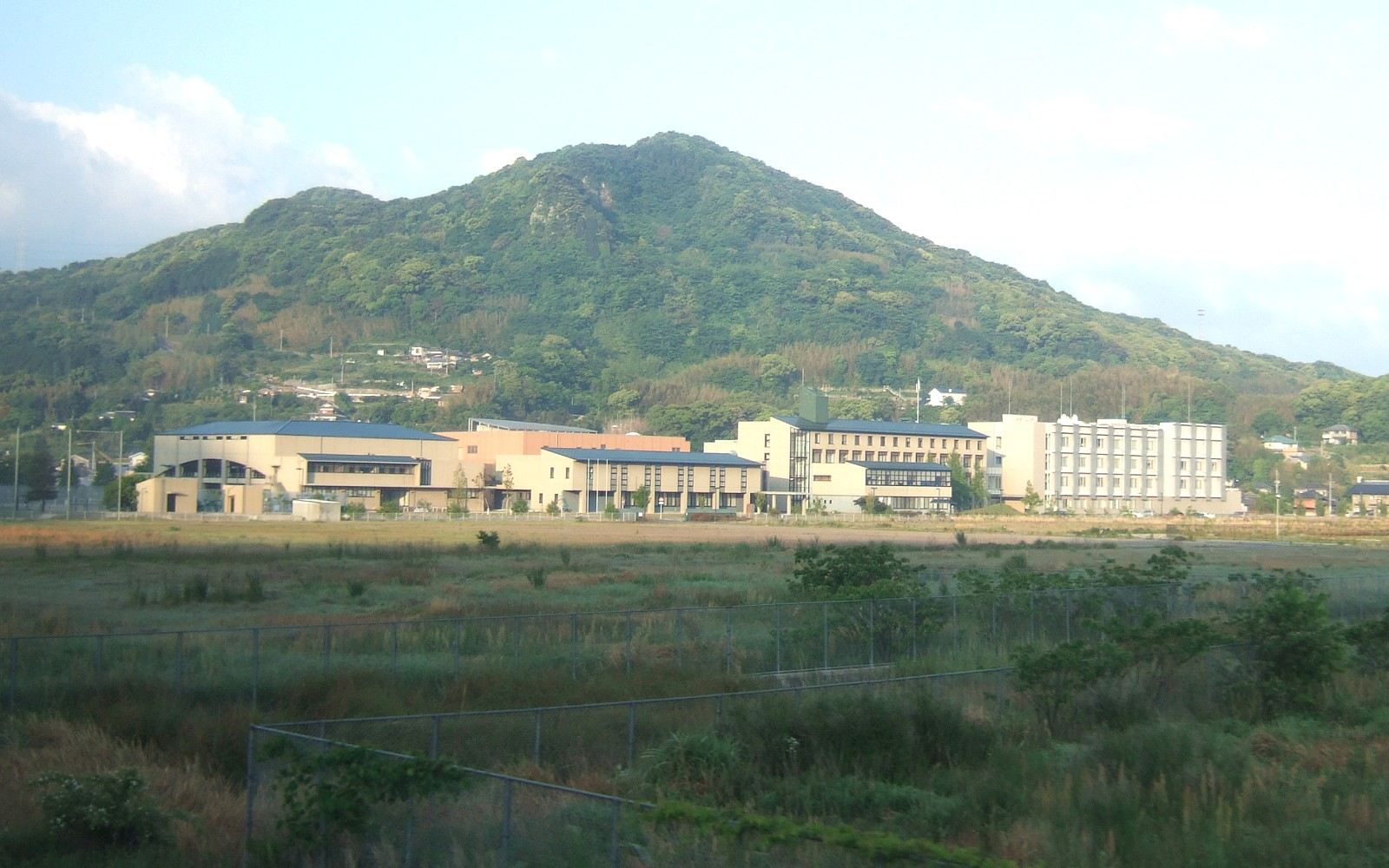
Nagasaki International University

- Kwassui Women’s College (活水女子大学 Kassui Joshi Daigaku; żeński)
- Nagasaki Institute of Applied Science (長崎総合科学大学 Nagasaki Sōgō Kagaku Daigaku)
- Nagasaki International University (長崎国際大学 Nagasaki Kokusai Daigaku)
- Nagasaki Junior College (長崎短期大学 Nagasaki Tanki-daigaku)
- Nagasaki Junshin Catholic University (長崎純心大学 Nagasaki Junshin Daigaku; katolicki)
- Nagasaki Prefectural University (長崎県立大学 Nagasaki Kenritsu Daigaku; publ., w gestii prefektury, w 2008 r., połączył się z Siebold University of Nagasaki, tworząc University of Nagasaki)
- Nagasaki University (長崎大学 Nagasaki Daigaku; państw.)
- Nagasaki University of Foreign Studies (長崎外国語大学 Nagasaki Gaikokugo Daigaku)
- Nagasaki Wesleyan University (長崎ウエスレヤン大学 Nagasaki Uesureyan Daigaku; protestancki)
- Nagasaki Women’s Junior College (長崎女子短期大学 Nagasaki Joshi Tanki-daigaku; żeński)
- Siebold University of Nagasaki (県立長崎シーボルト大学 Kenritsu Nagasaki Shīboruto Daigaku; publ., w gestii prefektury, w 2008 r. połączył się z Nagasaki Prefectural University, tworząc University of Nagasaki)
- University of Nagasaki (長崎県立大学 Nagasaki Kenritsu Daigaku; publ., w gestii prefektury)

### Nara
Uczelnie w prefekturze Nara:

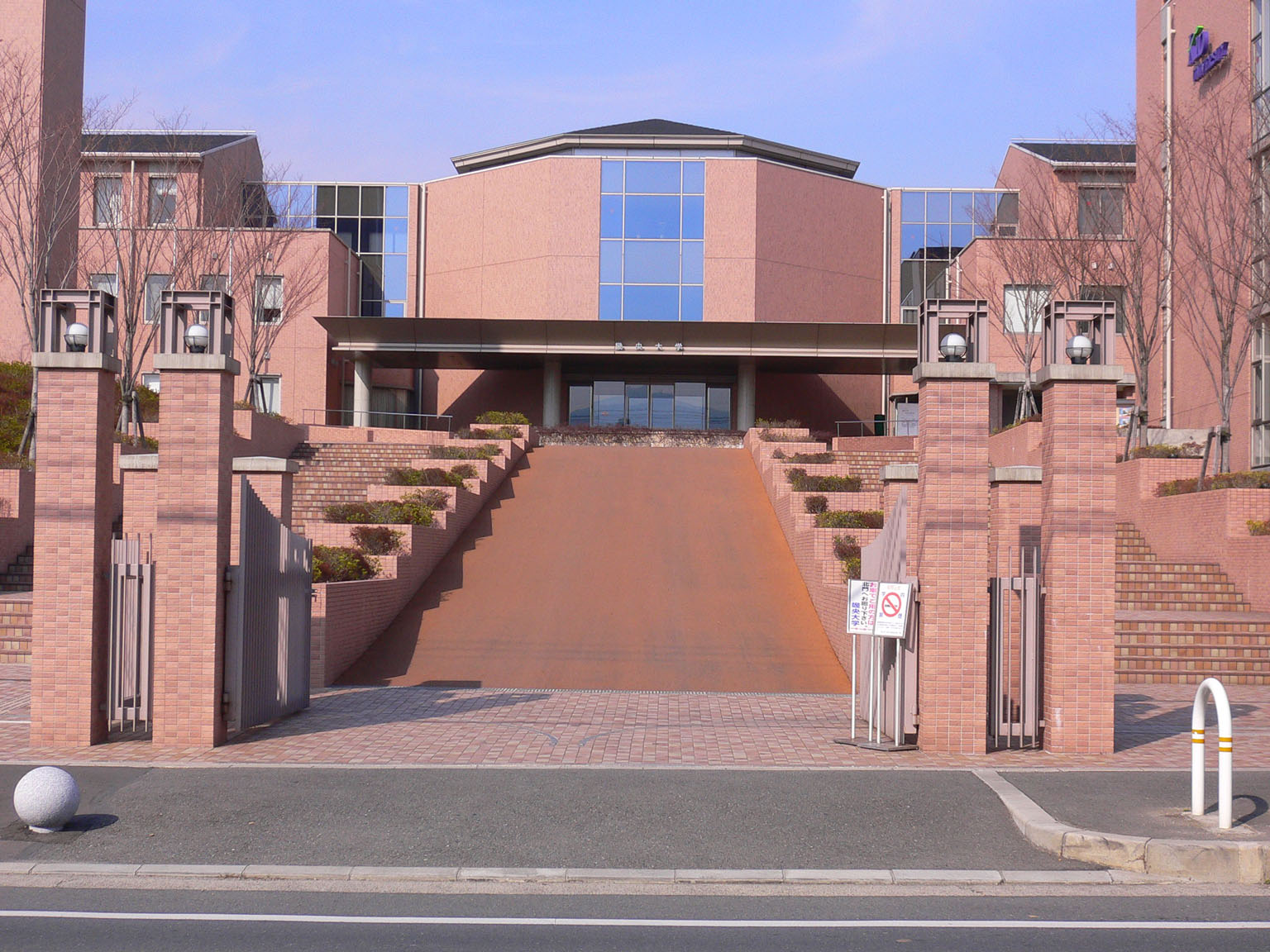
Kio University

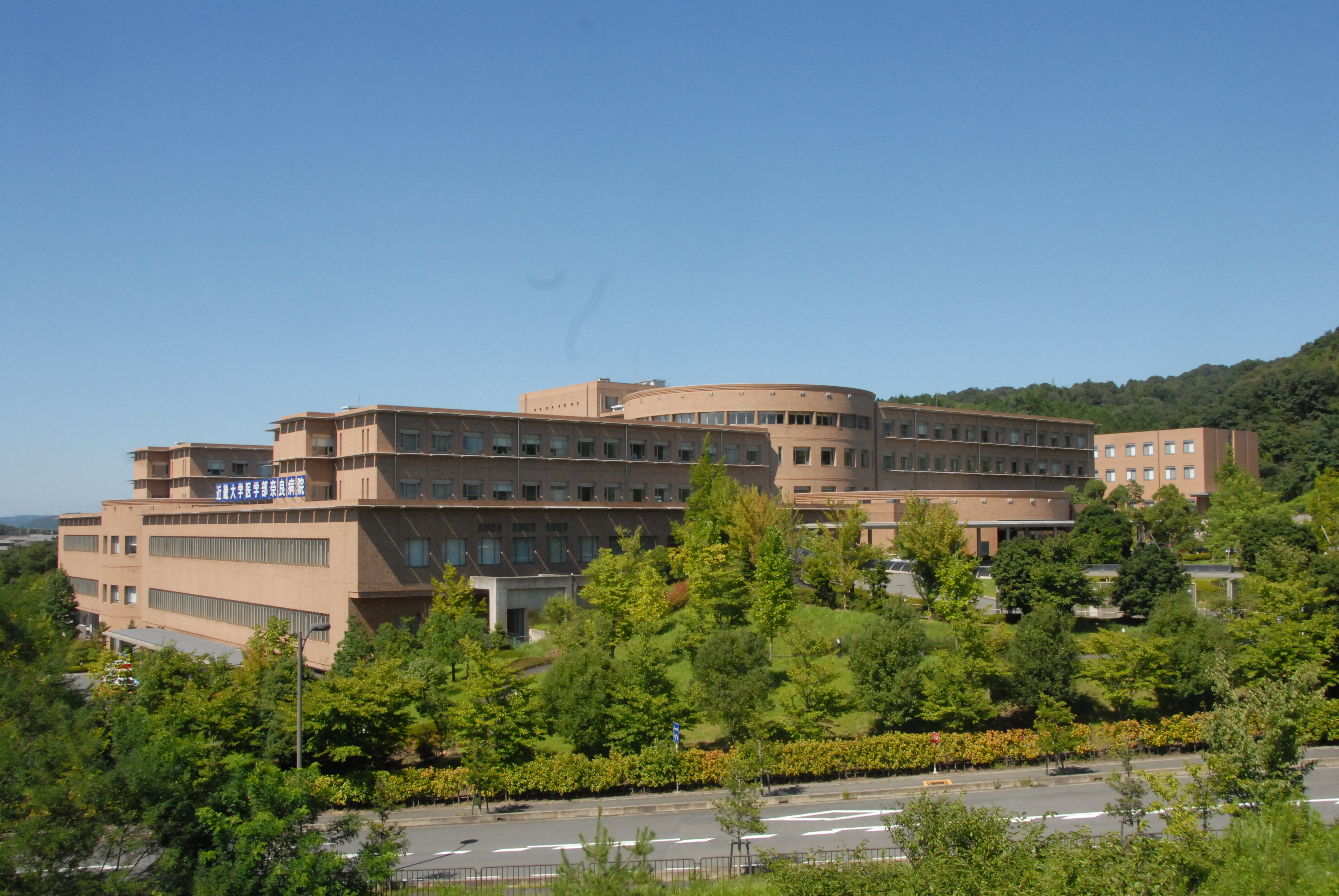
Kindai (Kinki) University, szpital Wydziału Medycznego w Nara

- Hakuho Women’s College (白鳳女子短期大学 Hakuhō Joshi Tanki-daigaku)
- Kindai University (近畿大学 Kinki Daigaku)[a].
- Kio University (畿央大学 Kiō Daigaku)
- Nara College of Arts (奈良芸術短期大学 Nara Geijutsu Tanki-daigaku)
- Nara Gakuen University (奈良学園大学 Nara Gakuen Daigaku)
- Nara Institute of Science and Technology (奈良先端科学技術大学院大学 Nara Sentan Kagaku Gijutsu Daigakuin Daigaku)
- Nara Medical University (奈良県立医科大学 Nara Kenritsu Ika Daigaku; publ., w gestii prefektury Nara)
- Nara Prefectural University (奈良県立大学 Nara Kenritsu Daigaku; publ., w gestii prefektury Nara)
- Nara Saho College (奈良佐保短期大学 Nara Saho Tanki-daigaku)
- Nara University (奈良大学 Nara Daigaku)
- Nara University of Education (奈良教育大学 Nara Kyōiku Daigaku; państw.)
- Nara Women’s University (奈良女子大学 Nara Joshi Daigaku; żeński, państw.)
- Narabunka Women’s College (奈良文化女子短期大学 Nara Bunka Joshi Tanki-daigaku; żeński)
- Tenri University (天理大学 Tenri Daigaku; Tenrikyō shintō)
- Tezukayama University (帝塚山大学 Tezukayama Daigaku)

### Niigata
Uczelnie w prefekturze Niigata:

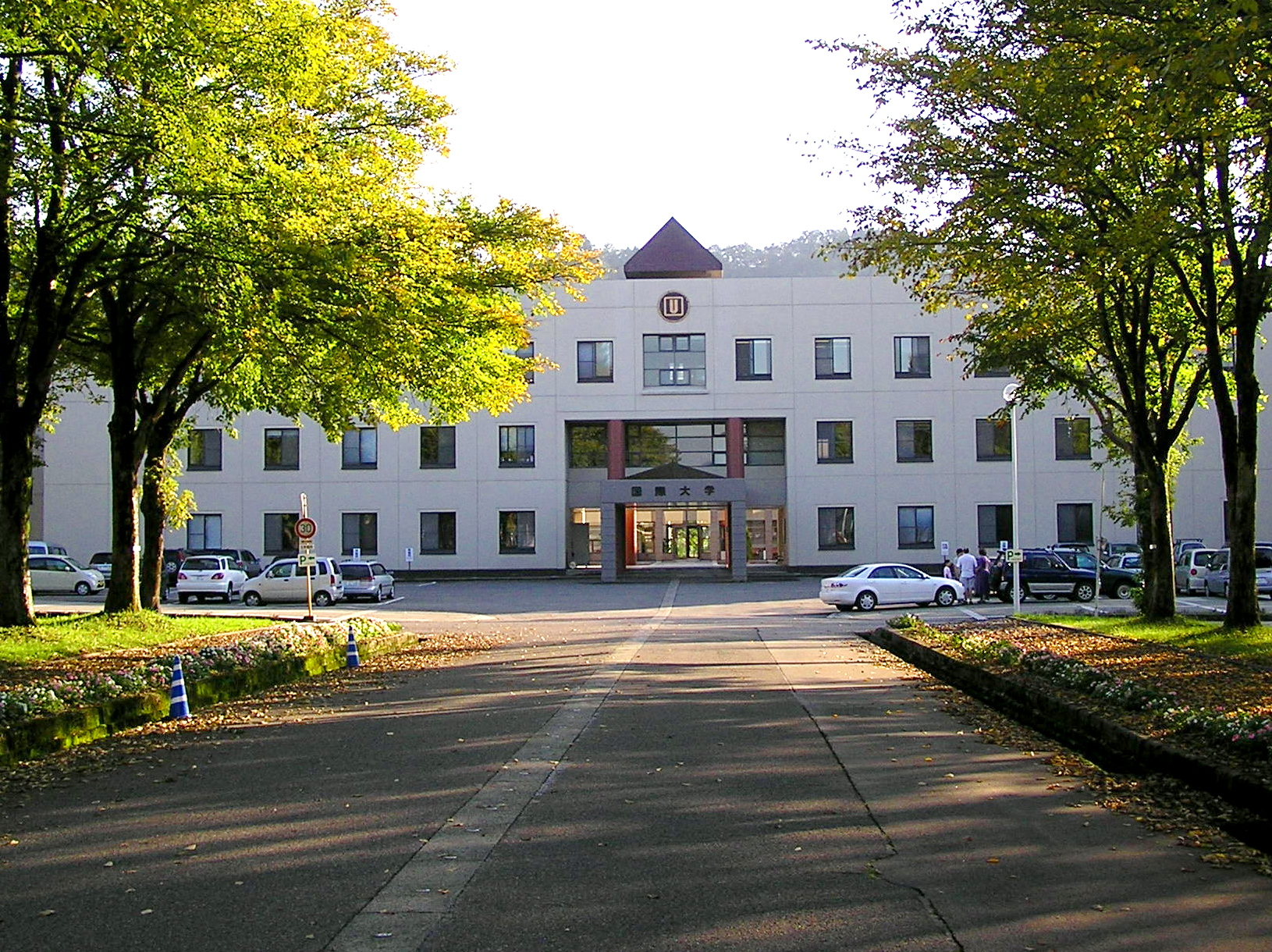
International University of Japan, Minami-Uonuma-shi, Niigata

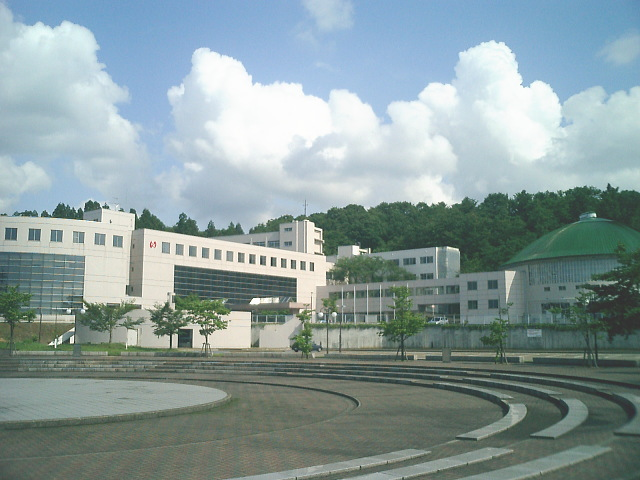
Nagaoka University

- International University of Japan (国際大学 Kokusai Daigaku)
- Joetsu University of Education (上越教育大学 Jōetsu Kyōiku Daigaku; państw.)
- Keiwa College (敬和学園大学 Keiwa Gakuen Daigaku; chrześc.
- Meirin Junior University of Dentistry (明倫短期大学 Meirin Tanki-daigaku)
- Nagaoka Institute of Design (長岡造形大学 Nagaoka Zōkei Daigaku; publ.
- Nagaoka University (長岡大学 Nagaoka Daigaku)
- Nagaoka University of Technology (長岡技術科学大学 Nagaoka Gijutsu Kagaku Daigaku)
- Niigata Chuoh Junior College (新潟中央短期大学 Niigata Chūō Tanki-daigaku)
- Niigata College of Nursing (新潟県立看護大学 Niigata Kenritsu Kango Daigaku; publ., w gestii prefektury Niigata)
- Niigata College of Technology (新潟工業短期大学 Niigata Kōgyō Tanki-daigaku)
- Niigata Institute of Technology (新潟工科大学 Niigata Kōka Daigaku)
- Niigata Sangyo University (新潟産業大学 Niigata Sangyō Daigaku)
- Niigata Seiryo University (新潟青陵大学 Niigata Seiryō Daigaku; żeński)
- Niigata University (新潟大学 Niigata Daigaku; państw.)
- Niigata University of Health and Welfare (新潟医療福祉大学 Niigata Iryō Fukushi Daigaku)
- Niigata University of International and Information Studies (新潟国際情報大学 Niigata Kokusai Jōhō Daigaku)
- Niigata University of Management (新潟経営大学 Niigata Keiei Daigaku)
- Niigata University of Pharmacy and Applied Life Sciences (新潟薬科大学 Niigata Yakka Daigaku)
- The Nippon Dental University (日本歯科大学 Nippon Shika Daigaku)
- University of Niigata Prefecture (新潟県立大学 Niigata Kenritsu Daigaku; publ., w gestii prefektury Niigata)

### Ōita
Uczelnie w prefekturze Ōita:

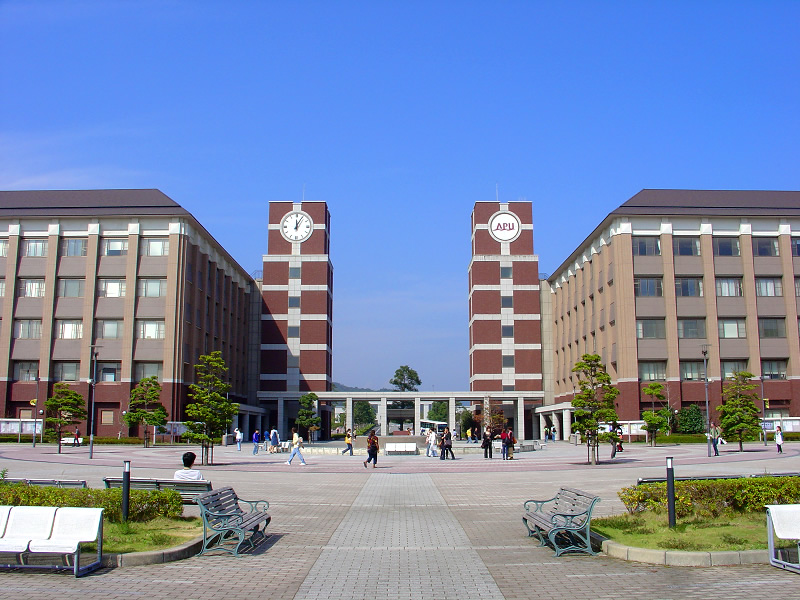
Ritsumeikan Asia Pacific University

- Beppu Mizobe Gakuen College (別府溝部学園短期大学 Beppu Mizobe Gakuen Tanki-daigaku)
- Uniwersytet Beppu (別府大学 Beppu Daigaku)
- Higashi Kyusyu Junior College (東九州短期大学 Higashi-Kyūshū Tanki-daigaku)
- Nippon Bunri University (日本文理大学 Nippon Bunri Daigaku)
- Oita Junior College (大分短期大学 Ōita Tanki-daigaku)
- Oita Prefectural College of Arts and Culture (大分県立芸術文化短期大学 Ōita Kenritsu Geijutsu Bunka Tanki-daigaku)
- Oita University 大分大学 Ōita Daigaku; państw.)
- Oita University of Nursing and Health Sciences (大分県立看護科学大学 Ōita Kenritsu Kango Kagaku Daigaku; publ., w gestii prefektury Ōita)
- Ritsumeikan Asia Pacific University (立命館アジア太平洋大学 Ritsumeikan Ajia Taiheiyō Daigaku)

### Okayama
Uczelnie w prefekturze Okayama:

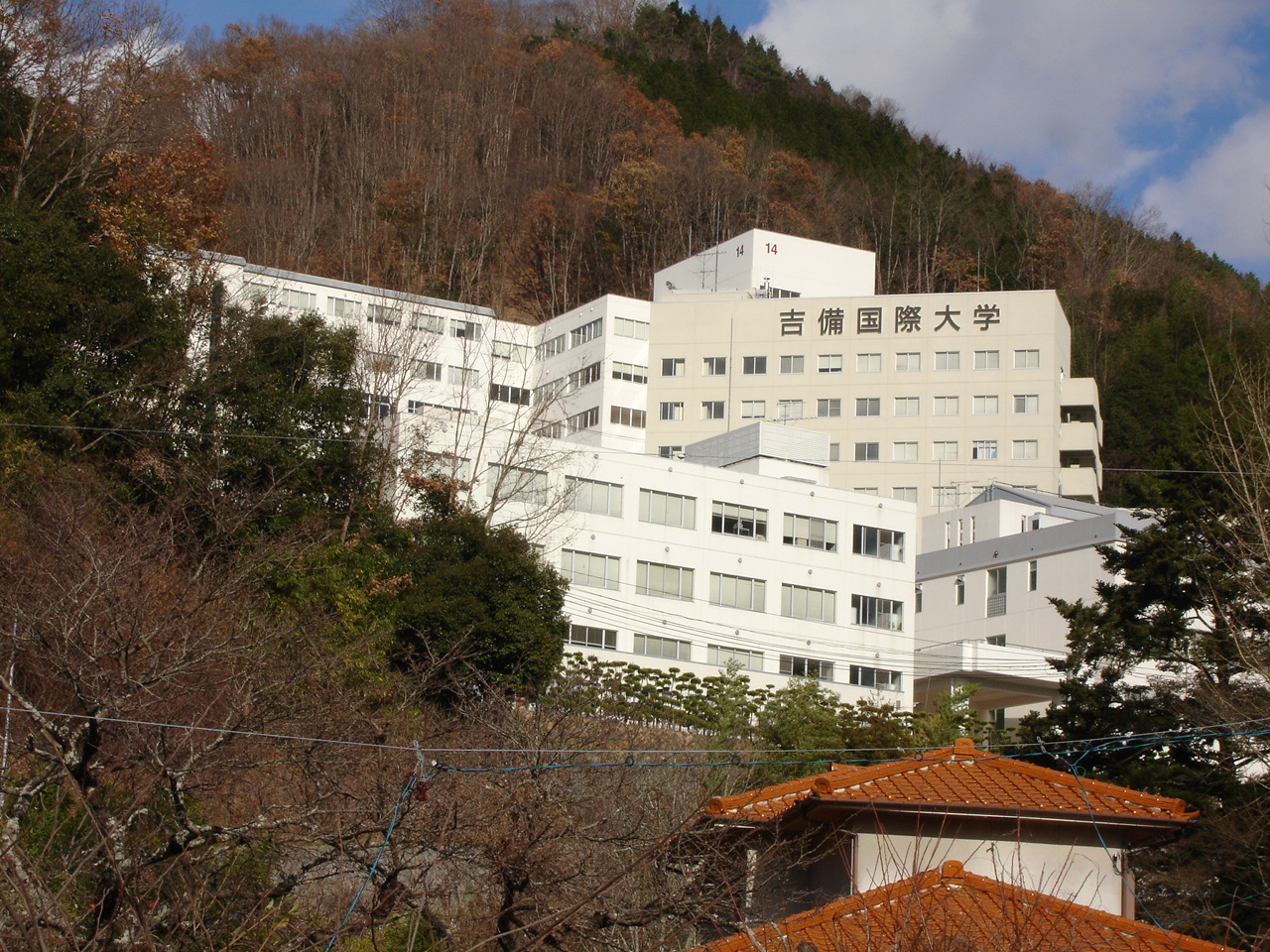
Kibi Kokusai University

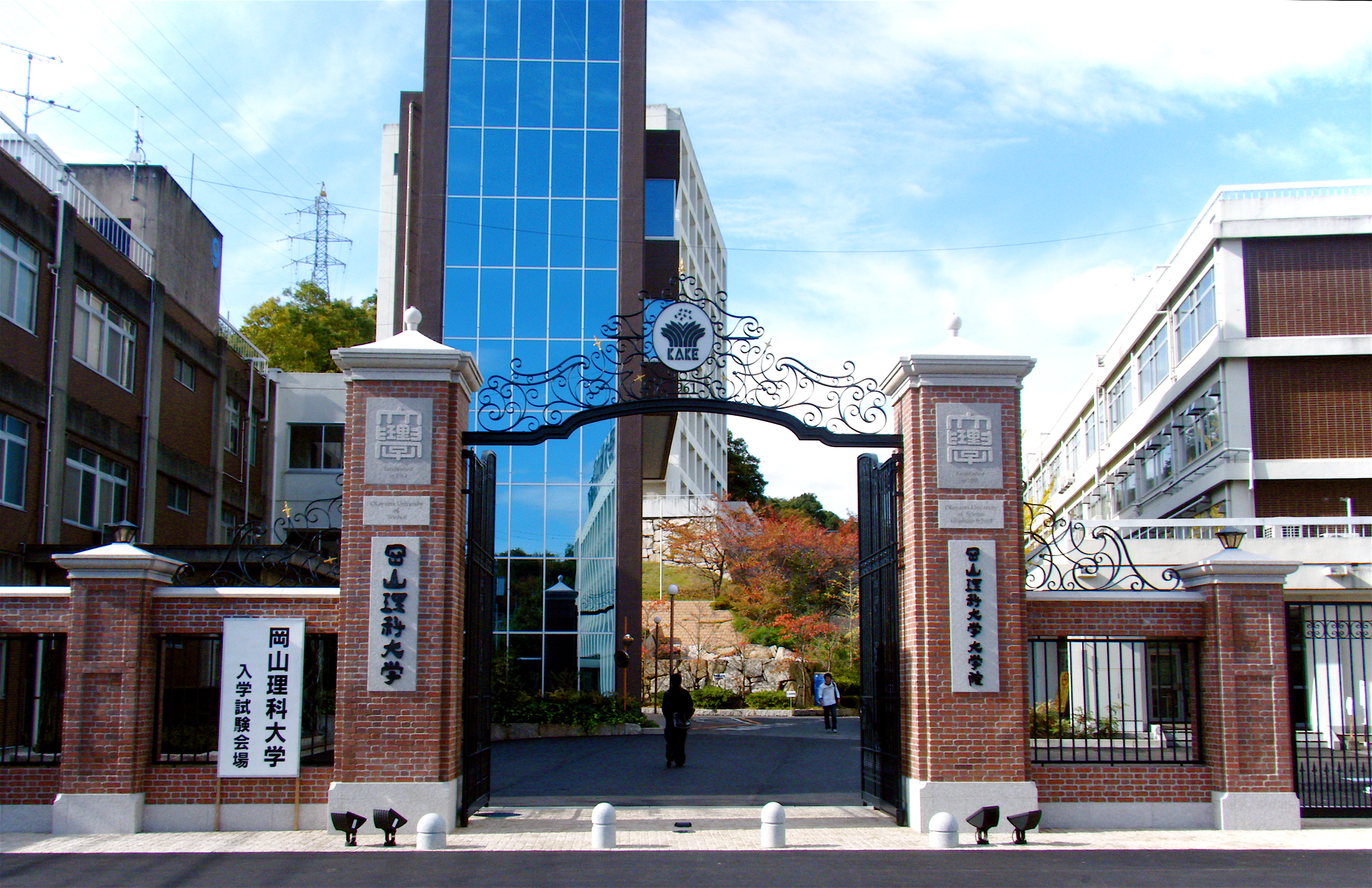
Okayama University of Science

- Chugoku Gakuen University (中国学園大学 Chūgoku Gakuen Daigaku)
- Kawasaki College of Allied Health Professions (川崎医療短期大学 Kawasaki Iryō Tanki-daigaku)
- Kawasaki Medical School (川崎医科大学 Kawasaki Ika Daigaku)
- Kawasaki University of Medical Welfare (川崎医療福祉大学 Kawasaki Iryō Fukushi Daigaku)
- Kibi International University (吉備国際大学 Kibi Kokusai Daigaku)
- Kurashiki Sakuyo University (くらしき作陽大学 Kurashiki Sakuyō Daigaku)
- Kurashiki University of Science and the Arts (倉敷芸術科学大学 Kurashiki Geijutsu Kagaku Daigaku)
- Mimasaka University (美作大学 Mimasaka Daigaku)
- Notre Dame Seishin University (ノートルダム清心女子大学 Nōtoru Damu Seishin Joshi Daigaku; żeński, chrześc.)
- Okayama Prefectural University (岡山県立大学 Okayama Kenritsu Daigaku; publ., w gestii prefektury Okayama)
- Okayama Shoka University (岡山商科大学 Okayama Shōka Daigaku)
- Okayama University (岡山大学 Okayama Daigaku; państw.)
- Okayama University of Science (岡山理科大学 Okayama Rika Daigaku)
- Sanyo Gakuen University (山陽学園大学 San'yō Gakuen Daigaku)
- Shujitsu University (就実大学 Shūjitsu Daigaku)

### Okinawa
Uczelnie w prefekturze Okinawa:

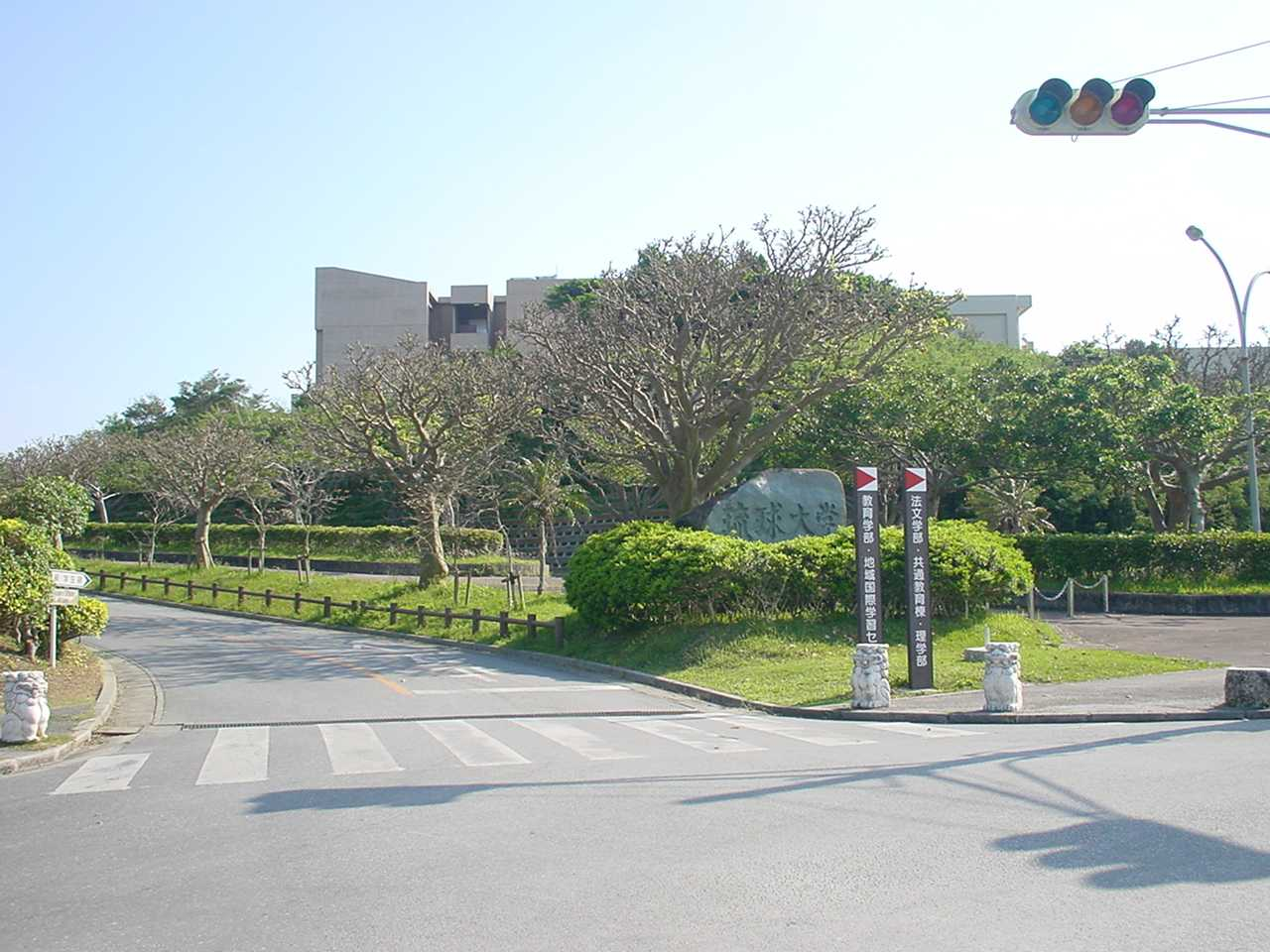
University of the Ryukyus

- Uniwersytet Meio (名桜大学 Meiō Daigaku; publ.)
- Okinawa Christian University (沖縄キリスト教学院大学 Okinawa Kirisuto-kyō Gakuin Daigaku; chrześc.)
- Okinawa Institute of Science and Technology Graduate University (沖縄科学技術大学院大学 Okinawa Kagaku Gijutsu Daigakuin Daigaku)
- Okinawa International University (沖縄国際大学 Okinawa Kokusai Daigaku)
- Okinawa Prefectural College of Nursing (沖縄県立看護大学 Okinawa Kenritsu Kango Daigaku; publ., w gestii prefektury Okinawa)
- Okinawa Prefectural University of Arts (沖縄県立芸術大学 Okinawa Kenritsu Geijutsu Daigaku; publ., w gestii prefektury Okinawa)
- Okinawa University (沖縄大学 Okinawa Daigaku)
- Okinawa Women’s Junior College (沖縄女子短期大学 Okinawa Joshi Tanki-Daigaku; wbrew nazwie od 2004 r. przyjmuje także mężczyzn)
- University of the Ryukyus (琉球大学 Ryūkyū Daigaku; państw.)

### Osaka
Uczelnie w prefekturze Osaka:

- Aino University (藍野大学 Aino Daigaku)
- Baika Women’s University (梅花女子大学 Baika Joshi Daigaku; żeński)
- Hagoromo University of International Studies (羽衣国際大学 Hagoromo Kokusai Daigaku)
- Hannan University (阪南大学 Hannan Daigaku)[50]
- Higashiōsaka College (東大阪大学 Higashiōsaka Daigaku)
- Kansai College of Oriental Medicine (関西鍼灸短期大学 Kansai Shinkyū Tanki-daigaku)[51]
- Kansai Gaidai University (関西外国語大学 Kansai Gaikokugo Daigaku)
- Kansai Medical University (関西医科大学 Kansai Ika Daigaku)
- Kansai University (関西大学 Kansai Daigaku)[52]
- Kansai University of Welfare Sciences (関西福祉科学大学 Kansai Fukushi Kagaku Daigaku)
- Kansai Women’s College (関西女子短期大学 Kansai Joshi Tanki-daigaku; żeński)
- Kindai University (近畿大学 Kinki Daigaku)[b].
- Kwansei Gakuin University (関西学院大学 Kansei Gakuin Daigaku; chrześc.)[53]
- Momoyama Gakuin University (桃山学院大学 Momoyama Gakuin Daigaku; chrześc.)[54]
- Morinomiya University of Medical Sciences (森ノ宮医療大学 Morinomiya Iryō Daigaku)
- Osaka Aoyama University (大阪青山大学 Ōsaka Aaoyama Daigaku)
- Osaka Chiyoda Junior College (大阪千代田短期大学 Ōsaka Chiyoda Tanki-daigaku)
- Osaka Christian College (大阪キリスト教短期大学 Ōsaka Kirisuto-kyō Tanki-daigaku; chrześc.)
- Osaka City University (大阪市立大学 Ōsaka Shiritsu Daigaku; publ., w gestii miasta)
- Osaka College of Music (大阪音楽大学 Ōsaka Ongaku Daigaku)
- Osaka Dental University (大阪歯科大学 Ōsaka Shika Daigaku)[55],
- Osaka Electro-Communication University (大阪電気通信大学 Ōsaka Denki Tsūshin Daigaku)[56]
- Osaka Gakuin University (大阪学院大学 Ōsaka Gakuin Daigaku)
- Osaka Institute of Technology (大阪工業大学 Ōsaka Kōgyō Daigaku)
- Osaka International University (大阪国際大学 Ōsaka Kokusai Daigaku)
- Osaka Jogakuin University (大阪女学院大学 Ōsaka Jogakuin Daigaku; żeński)
- Osaka Jonan Women’s Junior College (大阪城南女子短期大学 Ōsaka Jōnan Joshi Tanki-daigaku; żeński)[57]
- Osaka Yuhigaoka Gakuen Junior College (大阪夕陽丘学園短期大学 Ōsaka Yūhigaoka Gakuen Tanki-daigaku)
- Osaka Junior College of Social Health and Welfare (大阪健康福祉短期大学 Ōsaka Kenkō Fukushi Tanki-daigaku)
- Osaka Kawasaki Rehabilitation University (大阪河﨑リハビリテーション大学 Ōsaka Kawasaki Rihabiritēshon Daigaku)
- Osaka Kun-ei Women’s College (大阪薫英女子短期大学 Ōsaka Kunei Joshi Tanki-daigaku; żeński)
- Osaka Kyoiku University (大阪教育大学 Ōsaka Kyōiku Daigaku; państw., kształci nauczycieli)
- Osaka Medical College 大阪医科大学 Ōsaka Ika Daigaku)
- Osaka University of Tourism (大阪観光大学 Ōsaka Kankō Daigaku)
- Osaka Ohtani University (大阪大谷大学 Ōsaka Ōtani Daigaku)
- Osaka Prefecture University (大阪府立大学 Ōsaka Furitsu Daigaku; publ., w gestii prefektury Osaka)
- Osaka Sangyo University (大阪産業大学 Ōsaka Sangyō Daigaku; przemysł.)
- Osaka Seikei University (大阪成蹊大学 Ōsaka Seikei Daigaku)
- Osaka Shoin Women’s University (大阪樟蔭女子大学 Ōsaka Shōin Joshi Daigaku; żeński)
- Osaka University (大阪大学 Ōsaka Daigaku; państw.),[58]
- Osaka University Of Pharmaceutical Sciences (大阪薬科大学 Ōsaka Yakka Daigaku)
- Osaka University of Arts (大阪芸術大学 Ōsaka Geijutsu Daigaku)
- Osaka University of Commerce (大阪商業大学 Ōsaka Shōgyō Daigaku)
- Osaka University of Comprehensive Children Education (大阪総合保育大学 Ōsaka Sōgō Hoiku Daigaku)
- Osaka University of Economics (大阪経済大学 Ōsaka Keizai Daigaku)
- Osaka University of Economics and Law (大阪経済法科大学 Ōsaka Keizai Hōka Daigaku)
- Osaka University of Health and Sport Sciences (大阪体育大学 Ōsaka Taiiku Daigaku)[59]
- Osaka University of Human Sciences (大阪人間科学大学 Ōsaka Ningen Kagaku Daigaku)
- Osaka University of Tourism (大阪観光大学 Ōsaka Kankō Daigaku)
- Osaka Yuhigaoka Gakuen Junior College (大阪夕陽丘学園短期大学 Ōsaka Yūhigaoka Gakuen Tanki-daigaku)
- Osaka Ohtani University (大阪大谷大学 Ōsaka Ōtani Daigaku)
- Poole Gakuin University (プール学院大学 Pūru Gakuin Daigaku; chrześc.)[60]
- Sakai Women’s Junior College (堺女子短期大学 Sakai Joshi Tanki-daigaku; żeński)
- Senri Kinran University (千里金蘭大学 Senri Kinran Daigaku)
- Setsunan University (摂南大学 Setsunan Daigaku)
- Shijonawate Gakuen University (四條畷学園大学 Shijōnawate Gakuen Daigaku)
- Shitennoji University (四天王寺大学 Shitennōji Daigaku[61],
- St. Agnes' University (平安女学院大学 Heian Jogakuin Daigaku; żeński, chrześc.)
- Soai University (相愛大学 Sōai Daigaku)
- Taisei Gakuin University (太成学院大学 Taisei Gakuin Daigaku)[62]
- Tezukayama Gakuin University (帝塚山学院大学 Tezukayama Gakuin Daigaku)
- Tokiwakai College (常磐会短期大学 Tokiwakai Tanki-daigaku)
- Tokiwakai Gakuen University (常磐会学園大学 Tokiwakai Gakuen Daigaku)

### Saga
Uczelnie w prefekturze Saga:

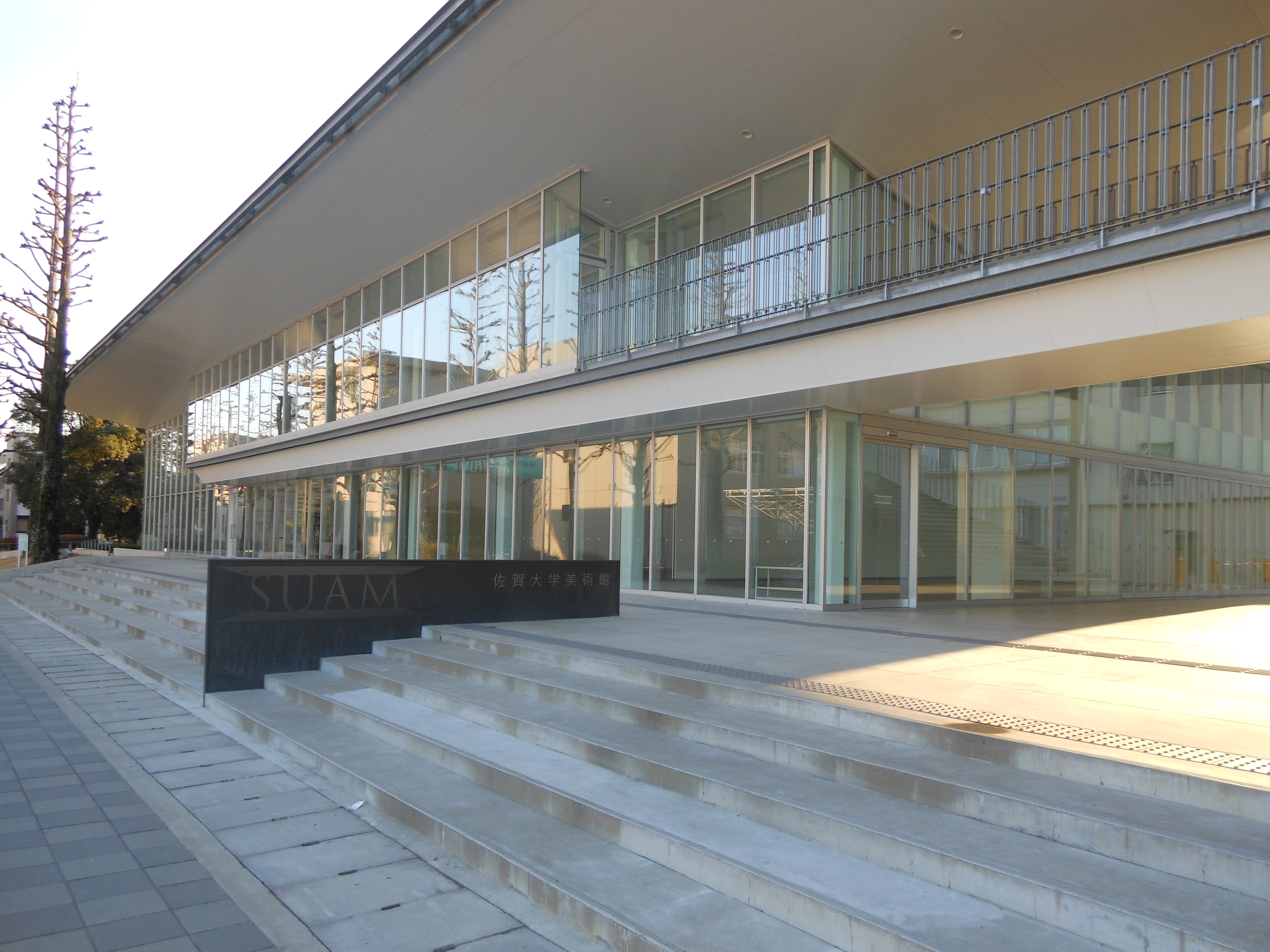
Saga University Art Museum

- Kyushu Ryukoku Junior College (九州龍谷短期大学 Kyūshū Ryūkoku Tanki-daigaku)
- Nishikyushu University (西九州大学 Nishi-Kyūshū Daigaku)
- Saga University (佐賀大学 Saga Daigaku; państw.)
- Saga Women’s Junior College (佐賀女子短期大学 Saga Joshi Tanki-daigaku; żeński)

### Saitama
Uczelnie w prefekturze Saitama:

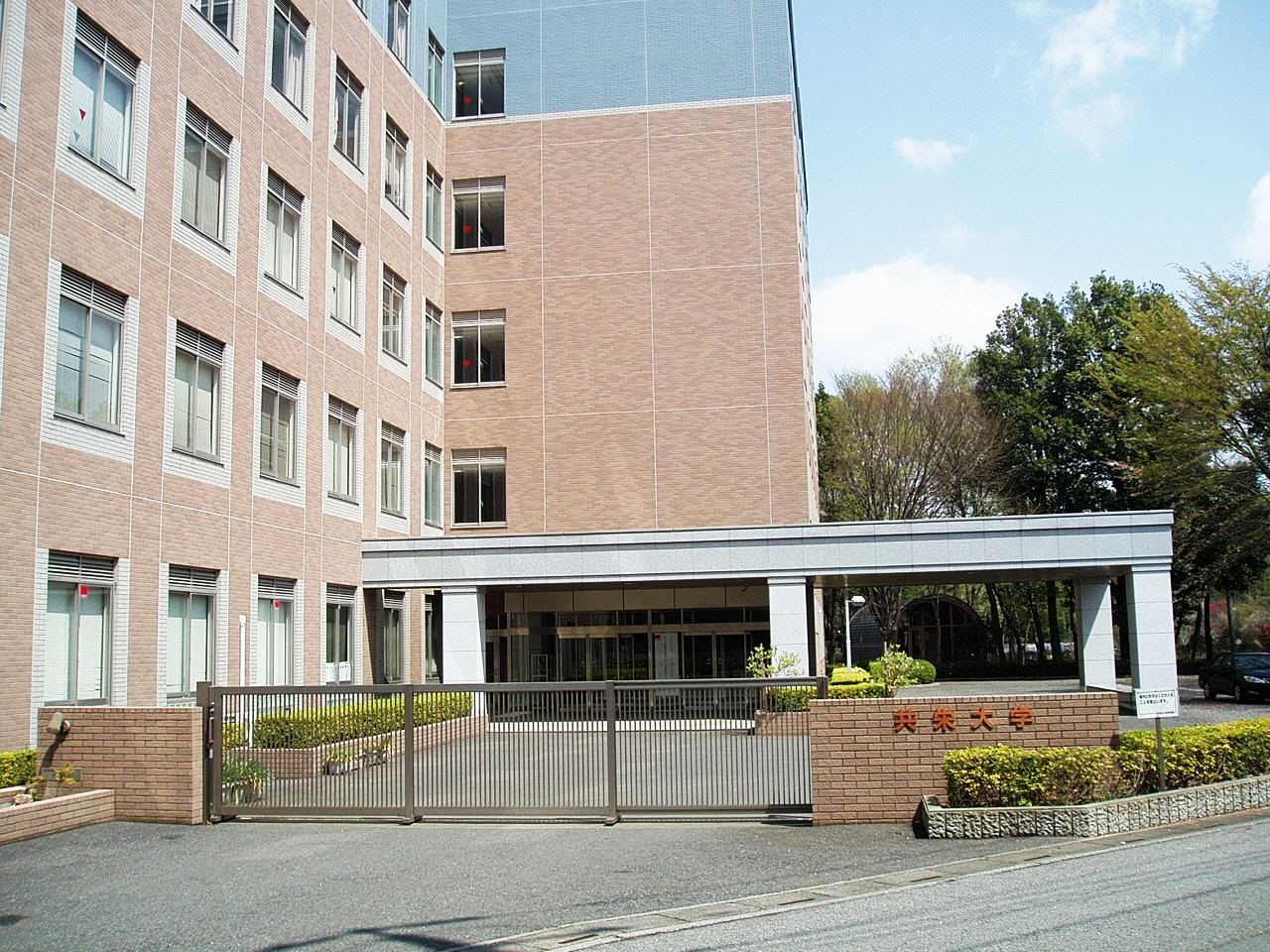
Kyoei University

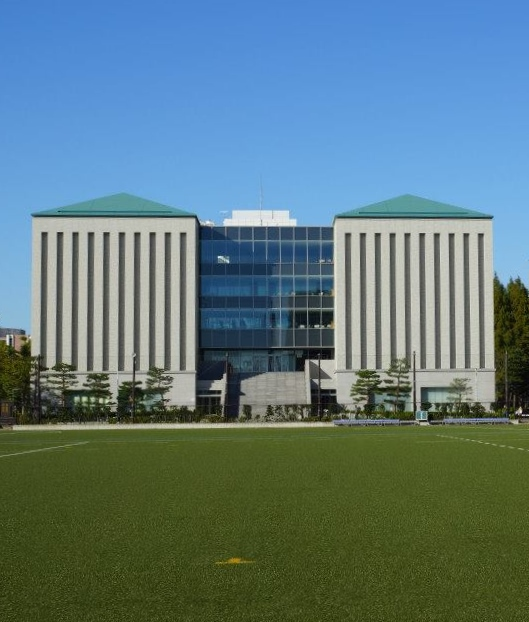
Dokkyo University East Building

- Akikusa Gakuen Junior College (秋草学園短期大学 Akikusa Gakuen Tanki-daigaku)
- Bunkyo University (文教大学 Bunkyō Daigaku)
- Bunri University of Hospitality (西武文理大学 Seibu Bunri Daigaku)
- Daito Bunka University (大東文化大学 Daitō Bunka Daigaku)
- Dokkyo University (獨協大学 Dokkyō Daigaku)
- Heisei International University (平成国際大学 Heisei Kokusai Daigaku)
- Institute of Technologists (ものつくり大学 Monotsukuri Daigaku)
- Josai University (城西大学 Jōsai Daigaku)
- Jumonji University (十文字学園女子大学 Jūmonji Gakuen Joshi Daigaku; żeński)
- Kawaguchi Junior College (川口短期大学 Kawaguchi Tanki-daigaku)
- Kokusai Gakuin Saitama Junior College (国際学院埼玉短期大学 Kokusai Gakuin Saitama Tanki-daigaku)
- Kyoei Gakuen Junior College (共栄学園短期大学 Kyōei Gakuen Tanki-daigaku)
- Kyoei University (共栄大学 Kyōei Daigaku)
- Musashino Gakuin University (武蔵野学院大学 Musashino Gakuin Daigaku)
- Musashino Junior College (武蔵野短期大学 Musashino Tanki-daigaku)
- Nihon Institute of Medical Science (日本医療科学大学 Nihon Iryō Kagaku Daigaku)
- Nihon Pharmaceutical University (日本薬科大学 Nihon yakka daigaku)
- Nippon Institute of Technology (日本工業大学 Nippon Kōgyō Daigaku)
- Saitama Gakuen University (埼玉学園大学 Saitama Gakuen Daigaku)
- Saitama Institute of Technology (埼玉工業大学 Saitama Kōgyo Daigaku)
- Saitama Medical University (埼玉医科大学 Saitama Ika Daigaku)
- Saitama Prefectural University (埼玉県立大学 Saitama Kenritsu Daigaku; publ. w gestii prefektury Saitama)
- Saitama University (埼玉大学 Saitama Daigaku; państw.)
- Saitama Women’s Junior College (埼玉女子短期大学 Saitama Joshi Tanki-daigaku; żeński)
- Seigakuin University (聖学院大学 Seigakuin daigaku; chrześc.)
- Shobi University (尚美学園大学 Shōbi Gakuen Daigaku)
- Surugadai University (駿河台大学 Surugadai Daigaku)
- Toho College of Music (東邦音楽大学 Tōhō Ongaku Daigaku)
- Tohto University (東都大学 Tōto Daigaku)
- Tokyo International University (東京国際大学 Tōkyō Kokusai Daigaku)
- University of Human Arts and Sciences (人間総合科学大学 Ningen Sōgō Kagaku Daigaku)
- Urawa University (浦和大学 Urawa Daigaku)
- Yamamura Gakuen College (山村学園短期大学 Yamamura Gakuen Tanki-daigaku)

### Shiga
Uczelnie w prefekturze Shiga:

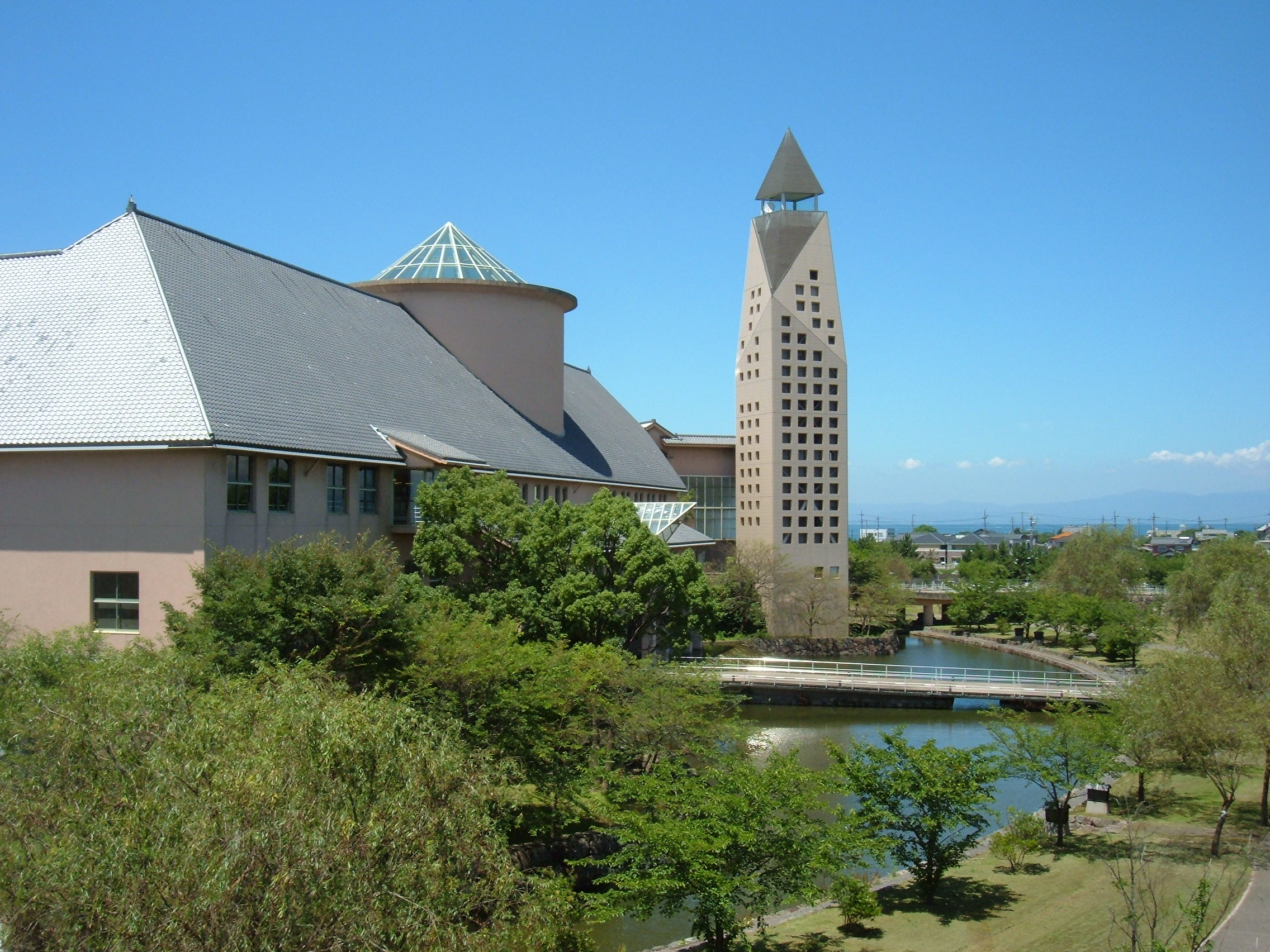
The University of Shiga Prefecture

- Biwako Gakuin University] (びわこ学院大学 Biwako Gakuin Daigaku)
- Biwako Seikei Sport College (びわこ成蹊スポーツ大学 Biwako Seikei Spōtsu Daigaku)
- Nagahama Institute of Bio-Science and Technology (長浜バイオ大学 Nagahama Baio Daigaku)
- Seian University of Art and Design (成安造形大学 Seian Zōkei Daigaku)
- Seisen University (聖泉大学 Seisen Daigaku)
- Shiga Bunkyo Junior College (滋賀文教短期大学 Shiga Bunkyō Tanki-daigaku)
- Shiga University (滋賀大学 Shiga Daigaku; państw.)
- Shiga University of Medical Science (滋賀医科大学 Shiga Ika Daigaku)
- University of Shiga Prefecture (滋賀県立大学 Shiga Kenritsu Daigaku; publ., w gestii prefektury)

### Shimane
Uczelnie w prefekturze Shimane:
- Shimane University (島根大学 Shimane Daigaku; państw.)
- University of Shimane (島根県立大学 Shimane Kenritsu Daigaku; publ., w gestii prefektury Shimane)

### Shizuoka
Uczelnie w prefekturze Shizuoka:

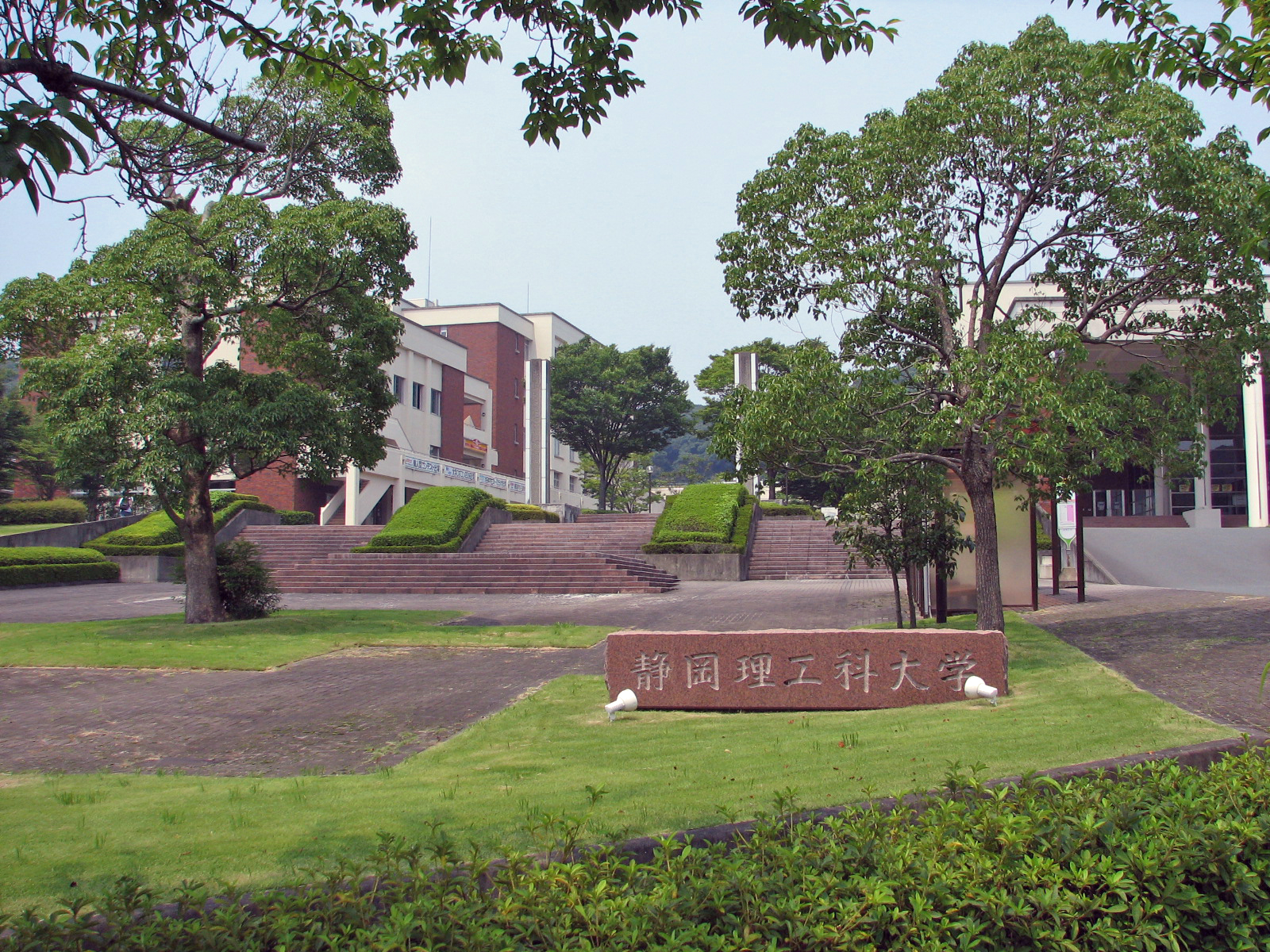
Shizuoka Institute of Science and Technology

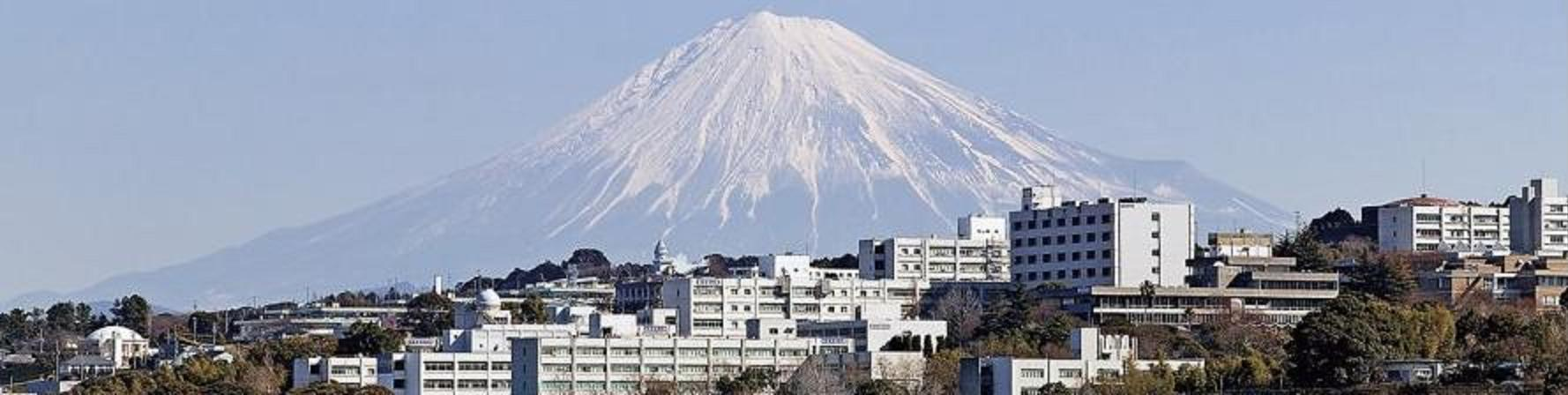
Shizuoka University na tle góry Fuji

- Fuji Tokoha University (富士常葉大学 Fuji Tokoha Daigaku)
- Hamamatsu University (浜松大学 Hamamatsu Daigaku)
- Seirei Christopher University (聖隷クリストファー大学 Seirei Kurisutofā Daigaku; chrześc.)
- Shizuoka Eiwa Gakuin University (静岡英和学院大学 Shizuoka Eiwa Gakuin Daigaku; chrześc.)
- Shizuoka Institute of Science and Technology (静岡理工科大学 Shizuoka Rikōka Daigaku)
- Shizuoka Sangyo University (静岡産業大学 Shizuoka Sangyō Daigaku)
- Shizuoka University (静岡大学 Shizuoka Daigaku; państw.)
- Shizuoka University of Art and Culture (静岡文化芸術大学 Shizuoka Bunka Geijutsu Daigaku)
- Shizuoka University of Welfare (静岡福祉大学 Shizuoka Fukushi Daigaku)
- Tokoha University (常葉大学 Tokoha Daigaku)
- University of Shizuoka (静岡県立大学 Shizuoka Kenritsu Daigaku; publ., w gestii prefektury)

### Tochigi
Uczelnie w prefekturze Tochigi:

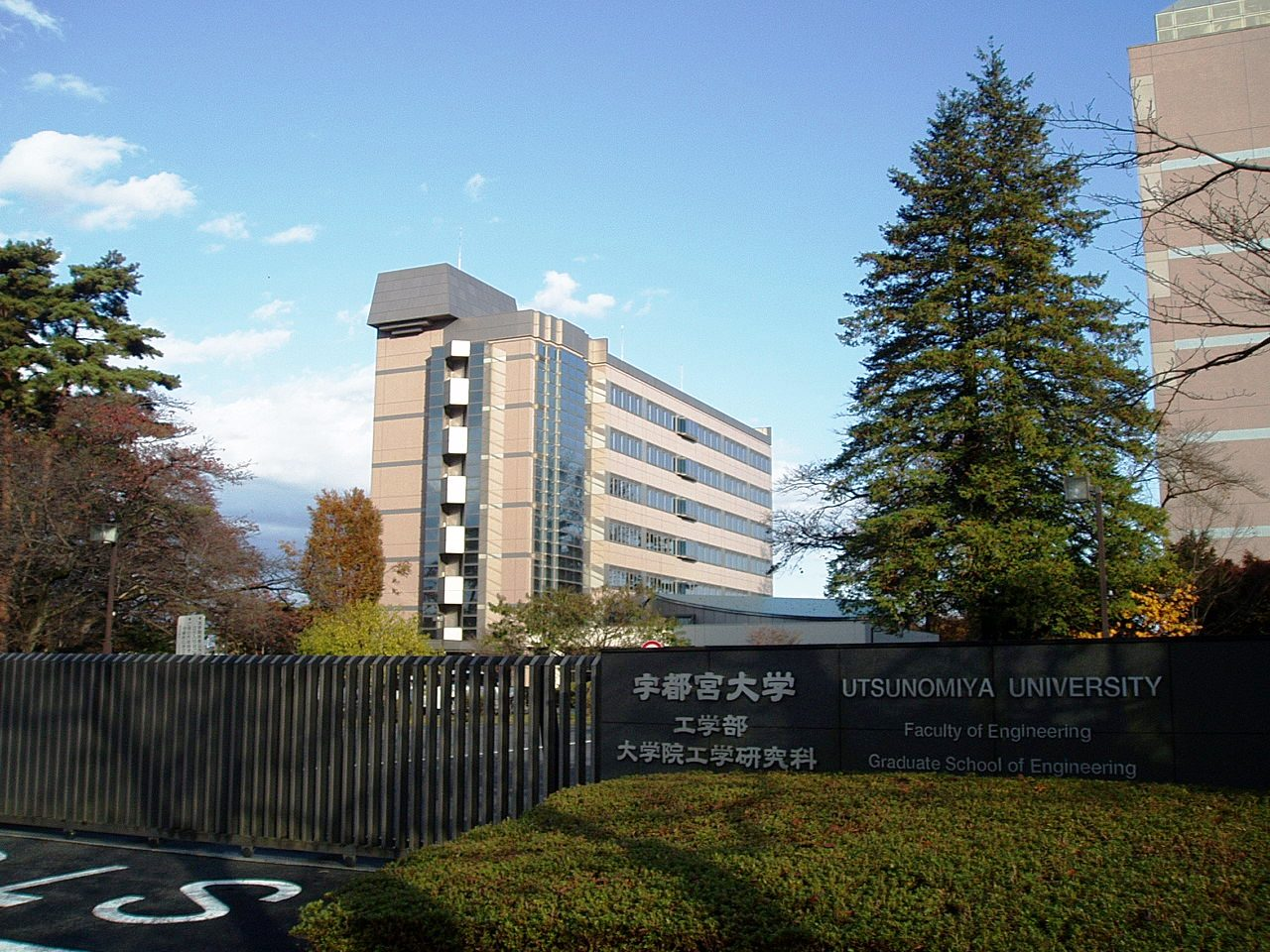
Utsunomiya University, kampus Yoto

- Ashikaga Institute of Technology (足利工業大学 Ashikaga Kōgyō Daigaku)
- Ashikaga Junior College (足利短期大学 Ashikaga Tankidaigaku)
- Bunsei University of Art (文星芸術大學 Bunsei Geijutsu Daigaku)
- Hakuoh University (白鴎大学 Hakuō Daigaku)
- International University of Health and Welfare (国際医療福祉大学 Kokusai Iryō Fukushi daigaku)
- Jichi Medical University 自治医科大学 Jichi Ika Daigaku)
- Sakushin Gakuin University (作新学院大学 Sakushin Gakuin Daigaku)
- Sano Nihon University College (佐野日本大学短期大学 Sano Nihon Daigaku Tanki-daigaku)
- Utsunomiya Kyowa University (宇都宮共和大学 Utsunomiya Kyōwa Daigaku)
- Utsunomiya University (宇都宮大学 Utsunomiya Daigaku; państw.)

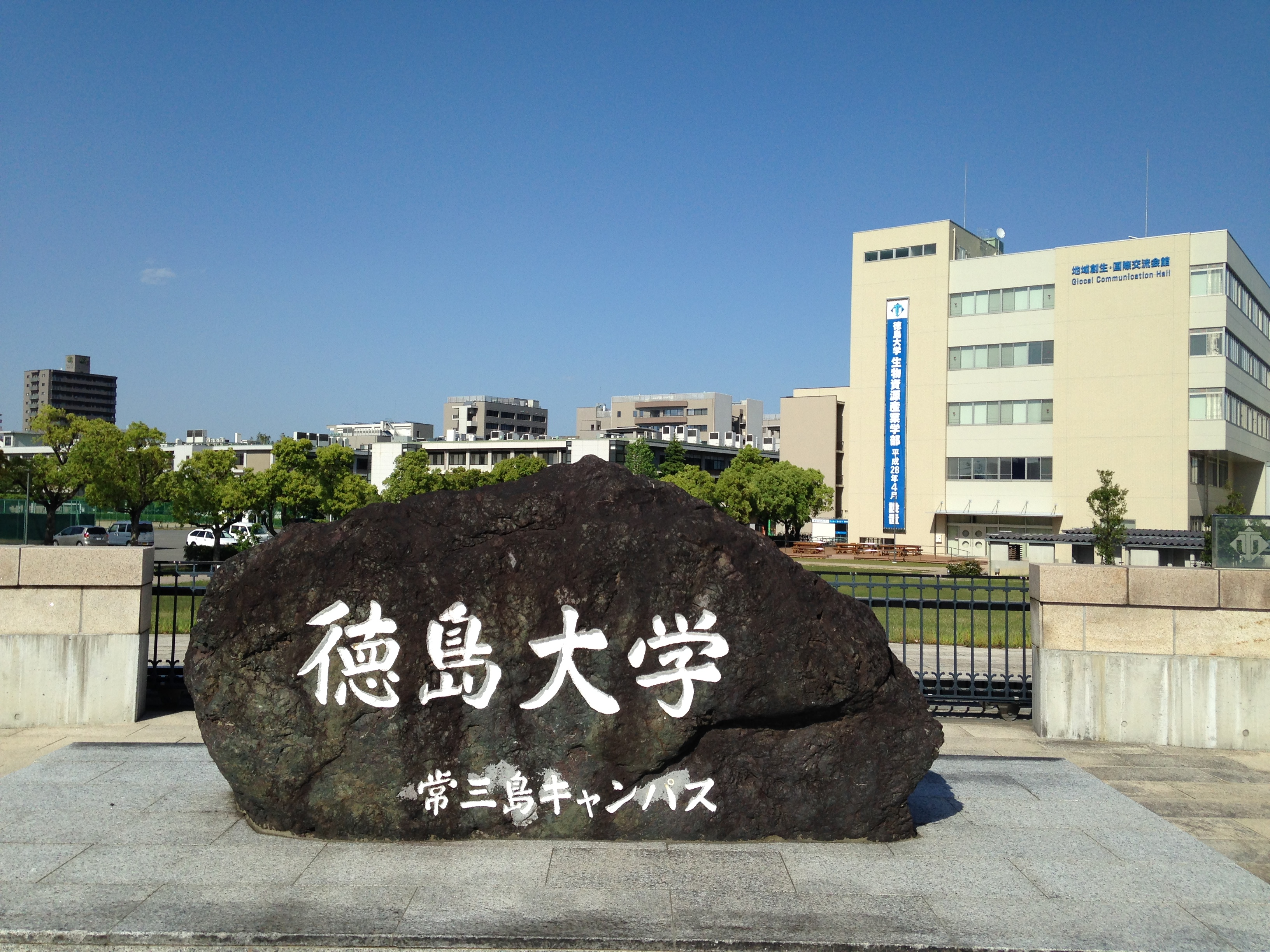
Tokushima University, kampus Josanjima

### Tokushima
Uczelnie w prefekturze Tokushima:
- Naruto University of Education (鳴門教育大学 Naruto Kyōiku Daigaku; państw.)
- Shikoku University (四国大学 Shikoku Daigaku)
- Tokushima Bunri University (徳島文理大学 Tokushima Bunri Daigaku)
- Tokushima College of Technology (徳島工業短期大学 Tokushima Kōgyō Tanki-daigaku)
- Tokushima University (徳島大学 Tokushima Daigaku)

### Tokio
Uczelnie w Tokio:

- Aikoku Gakuen Junior College (愛国学園短期大学 Aikoku Gakuen Tanki-daigaku)
- Aoyama Gakuin University (青山学院大学 Aoyama Gakuin Daigaku; chrześc.)
- Asia University (亜細亜大学 Ajia Daigaku)
- Bunka Gakuen University (文化学園大学 Bunka Gakuen Daigaku)
- Bunkyo Gakuin University (文京学院大学 Bunkyō Gakuin Daigaku)
- Chuo University (中央大学 Chūō Daigaku)
- Daito Bunka University (大東文化大学 Daitō Bunka Daigaku)
- Gakushuin University (学習院大学 Gakushūin Daigaku)
- Graduate School of Management, GLOBIS University (グロービス経営大学院 Gurōbisu Keiei Daigakuin)
- Hitotsubashi University (一橋大学 Hitotsubashi Daigaku; państw.)
- Hosei University (法政大学 Hōsei Daigaku)
- Hoshi University (星薬科大学 Hoshi Yakka Daigaku)
- International Christian University (国際基督教大学 Kokusai Kirisutokyō Daigaku; chrześc.)
- International College for Postgraduate Buddhist Studies (国際仏教学大学院大学 Kokusai Bukkyō-gaku Daigaku-in Daigaku; buddyjski)
- Japan Lutheran College (ルーテル学院大学 Rūteru Gakuin Daigaku)
- Japan Women’s College of Physical Education (日本女子体育大学 Nihon Joshi Taiiku Daigaku; żeński)
- Japan Women’s University (日本女子大学 Nihon Joshi Daigaku; żeński)
- Japanese Red Cross College of Nursing (日本赤十字看護大学 Nihon Sekijūji Kango Daigaku)
- Joshibi University of Art and Design (女子美術大学 Joshi Bijutsu Daigaku; żeński)
- Keio University (慶應義塾大学 Keiō Gijuku Daigaku)
- Keisen University (恵泉女学園大学 Keisen Jogakuen Daigaku; żeński)
- Kogakuin University (工学院大学 Kōgakuin Daigaku)
- Kokugakuin University (國學院大學 Kokugakuin Daigaku)
- Kokusai Junior College (国際短期大学 Kokusai Tanki-daigaku)
- Kokushikan University (国士舘大学 Kokushikan Daigaku)
- Komazawa University (駒沢大學 Komazawa Daigaku; buddyjski)
- Komazawa Women’s Junior College (駒沢女子短期大学 Komazawa Joshi Tanki-daigaku; żeński)
- Kunitachi College of Music (国立音楽大学 Kunitachi Ongaku Daigaku)
- Kyorin University (杏林大学 Kyōrin Daigaku)
- Lakeland University Japan (レイクランド大学ジャパン・キャンパス Reikurando Daigaku Japan・Kyanpasu)
- Meiji Gakuin University (明治学院大学 Meiji Gakuin Daigaku; chrześc.)
- Uniwersytet Meiji (明治大学 Meiji Daigaku)
- Meisei University (明星大学 Meisei Daigaku)
- Mejiro University (目白大学 Mejiro Daigaku)
- Musashi University (武蔵大学 Musashi Daigaku)
- Musashino Academia Musicae (武蔵野音楽大学 Musashino Ongaku Daigaku)
- Musashino Art University (武蔵野美術大学 Musashino Bijutsu Daigaku)[63]
- Musashino University (武蔵野大学 Musashino Daigaku; buddyjski)
- National Graduate Institute for Policy Studies (政策研究大学院大学 Seisaku Kenkyū Daigakuin Daigaku)
- Nihon Bunka University (日本文化大学 Nihon Bunka Daigaku)
- Nihon University (日本大学 Nihon Daigaku)
- Nippon Dental University (日本歯科大学 Nippon Shika Daigaku)
- Nippon Medical School (日本医科大学 Nihon Ika Daigaku)
- Nippon Sport Science University (日本体育大学 Nippon Taiiku Daigaku)[64]
- Nippon Veterinary and Life Science University (日本獣医生命科学大学 Nippon Jūi Seimei Kagaku Daigaku)
- Nishogakusha University (二松學舍大学 Nishōgakusha Daigaku)
- Nitobe Bunka College (新渡戸文化短期大学 Nitobe Bunka Tanki-daigaku)
- Ochanomizu University (お茶の水女子大学 Ochanomizu Joshi Daigaku; żeński, państw.)
- Otsuma Women’s University (大妻女子大学 Ōtsuma Joshi Daigaku; żeński)
- Rikkyo University (St. Paul’s University) (立教大学 Rikkyō Daigaku; chrześc.)[65]
- Rissho University (立正大学 Risshō Daigaku; buddyjski)[66]
- Sanno University (産業能率大学 Sangyō Nōritsu Daigaku)
- Seibi Gakuen College (星美学園短期大学 Seibi Gakuen Tanki-daigaku)
- Seijo University (成城大学 Seijō Daigaku)
- Seikei University (成蹊大学 Seikei Daigaku)
- Seisen University (清泉女子大学 Seisen Joshi Daigaku; żeński, katolicki)
- Senshu University (専修大学 Senshū Daigaku)
- Shibaura Institute of Technology (芝浦工業大学 Shibaura Kōgyō Daigaku)
- Shiraume Gakuen University (白梅学園大学 Shiraume Gakuen Daigaku)
- Shirayuri University (白百合女子大学 Shirayuri Joshi Daigaku; żeński, chrześc.)
- Showa Women’s University (昭和女子大学 Shōwa Joshi Daigaku; żeński)
- Shukutoku University (淑徳大学 Shukutoku Daigaku)
- Soka University (創価大学 Sōka Daigaku)
- Sophia University (上智大学 Jōchi Daigaku; chrześc.)[67]
- St. Luke's International University (聖路加国際大学 Seiruka Kokusai Daigaku; chrześc.)
- St. Margaret's Junior College (立教女学院短期大学 Rikkyō Jogakuin Tanki-daigaku; chrześc.)
- Sugino Fashion College (杉野服飾大学 Sugino Fukushoku Daigaku)
- Taisho University (大正大学 Taishō Daigaku; buddyjski)
- Takachiho University (高千穂大学 Takachiho Daigaku)
- Takushoku University (拓殖大学 Takushoku Daigaku)[68]
- Tama Art University (多摩美術大学 Tama Bijutsu Daigaku)
- Teikyo University (帝京大学 Teikyō Daigaku)
- Temple University, Japan Campus (テンプル大学ジャパンキャンパス Tenpuru Daigaku Japan Kyanpasu; chrześc.)
- Toho University (東邦大学 Tōhō Daigaku)[69]
- Toho Gakuen School of Music (桐朋学園 音楽部門 Tōhō Gakuen Ongaku Bumon)
- Toho Junior College of Music (東邦音楽短期大学 Tōhō Ongaku Tanki-daigaku)
- Toita Women’s College (戸板女子短期大学 Toita Joshi Tanki-daigaku; żeński)
- Tokai University (東海大学 Tōkai Daigaku)
- Tokyo City University (東京都市大学 Tōkyō Toshi Daigaku)
- Tokyo College of Music (東京音楽大学 Tōkyō Ongaku Daigaku)
- Tokyo College of Transport Studies (東京交通短期大学 Tōkyō Kōtsū Tanki-daigaku)
- Tokyo Denki University (東京電機大学 Tōkyō Denki Daigaku)
- Tokyo Fuji University(東京富士大学 Tōkyō Fuji Daigaku)
- Tokyo Future University (東京未来大学 Tōkyō Mirai Daigaku)
- Tokyo Polytechnic University (東京工芸大学 Tōkyō Kōgei Daigaku)
- Tokyo Institute of Technology (東京工業大学 Tōkyō Kōgyō Daigaku)
- Tokyo International University (東京国際大学 Tōkyō Kokusai Daigaku)
- Tokyo Junshin University (東京純心大学 Tōkyō Junshin Daigaku, chrześc.)
- Tokyo Kasei University (東京家政大学 Tōkyō Kasei Daigaku; żeński)
- Tokyo Kasei Gakuin Junior College (東京家政学院短期大学 Tōkyō Kasei Gakuin Tanki-daigaku)
- Tokyo Kasei Gakuin University (東京家政学院大学 Tōkyō Kasei Gakuin Daigaku)
- Tokyo Keizai University (東京経済大学 Tōkyō Keizai Daigaku)
- Tokyo Institute of Technology (東京工業大学 Tōkyō Kōgyō Daigaku)
- Tokyo Medical University (東京医科大学 Tōkyō Ika Daigaku)
- Tokyo Medical and Dental University (東京医科歯科大学 Tōkyō Ika Shika Daigaku)
- Tokyo Metropolitan University (首都大学東京 Shuto Daigaku Tōkyō; publ.)
- Tokyo Rissho Junior College (東京立正短期大学 Tōkyō Risshō Tanki-daigaku)
- Tokyo Seitoku College (東京成徳短期大学 Tōkyō Seitoku Tanki-daigaku)
- Tokyo Seitoku University (東京成徳大学 Tōkyō Seitoku Daigaku)
- Tokyo University of Agriculture (東京農業大学 Tōkyō Nōgyō Daigaku)
- Tokyo University of Agriculture and Technology (東京農工大学 Tōkyō Nōkō Daigaku; państw.)
- Tokyo University of the Arts (東京藝術大学 Tōkyō Geijutsu Daigaku)
- Tokyo University of Foreign Studies (東京外国語大学 Tōkyō Gaikokugo Daigaku)
- Tokyo University of Marine Science and Technology (東京海洋大学 Tōkyō Kaiyō Daigaku)
- Tokyo University of Pharmacy and Life Sciences (東京薬科大学 Tōkyō Yakka Daigaku)
- Tokyo University of Science (東京理科大学 Tōkyō Rika Daigaku)
- Tokyo University of Technology (東京工科大学 Tōkyō Kōka Daigaku)
- Tokyo Woman's Christian University (東京女子大学 Tōkyō Joshi Daigaku; żeński, chrześc.)
- Tokyo Women’s College of Physical Education (東京女子体育大学 Tōkyō Joshi Taiiku Daigaku; żeński)
- Tokyo Zokei University (東京造形大学 Tōkyō Zōkei Daigaku)
- Toyo University (東洋大学 Tōyō Daigaku)
- Tsuda University (津田塾大学 Tsudajuku Daigaku; żeński)
- Tsurukawa Women’s Junior College (鶴川女子短期大学 Tsurukawa Joshi Tanki-daigaku)
- United Nations University (国際連合大学 Kokusai Rengō Daigaku)
- University of Electro-Communications (電気通信大学 Denki-Tsūshin Daigaku)[70]
- University of the Sacred Heart (聖心女子大学 Seishin Joshi Daigaku; żeński, chrześc.)
- University of Tokyo (東京大学 Tōkyō Daigaku; państw.)
- Waseda University (早稲田大学 Waseda Daigaku)
- Yamano College of Aesthetics (山野美容芸術短期大学 Yamano Biyō Geijutsu Tanki-daigaku)

### Tottori
Uczelnie w prefekturze Tottori:

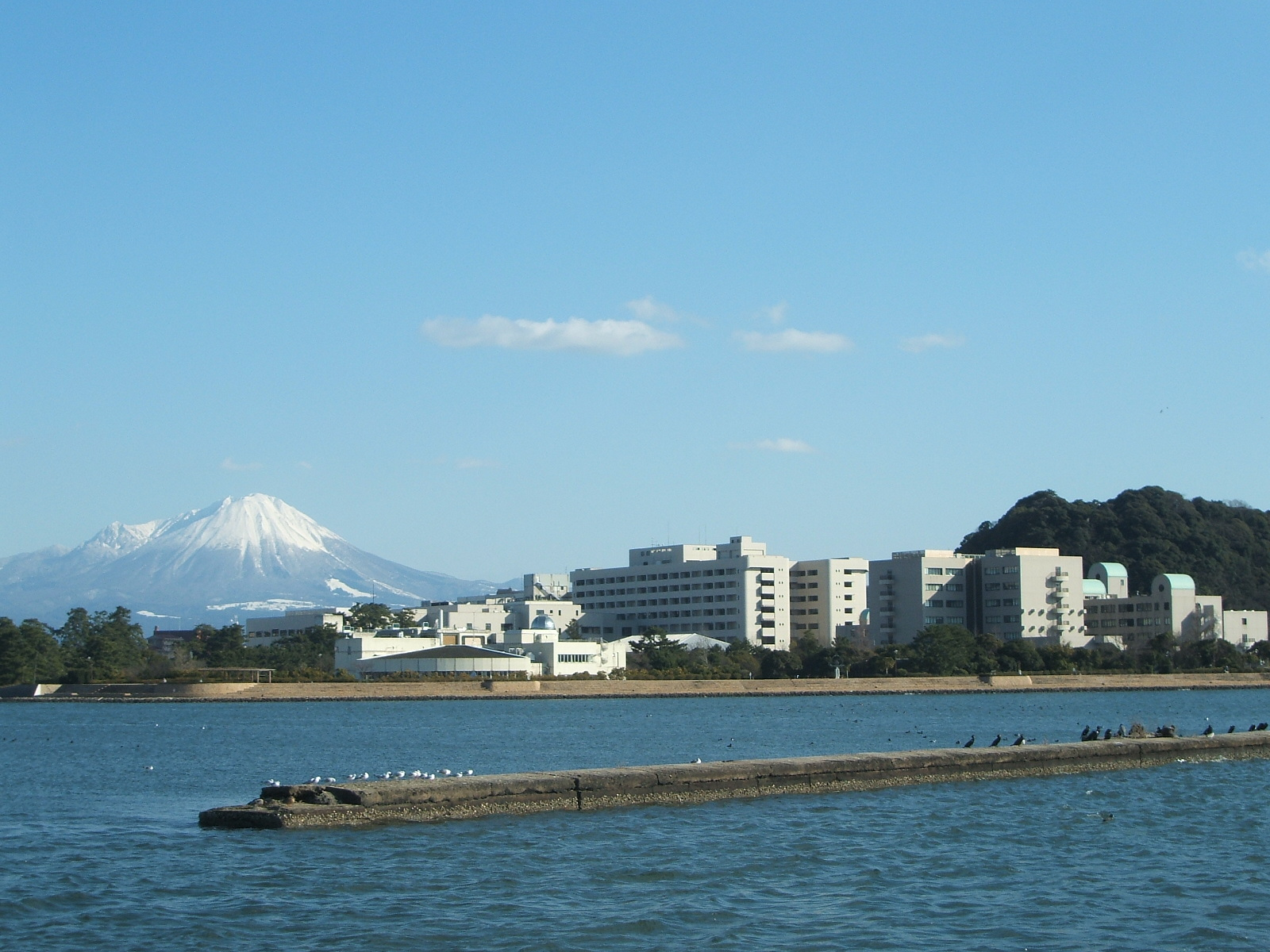
Tottori University, na tle góry Daisen

- Tottori College (鳥取短期大学 Tottori Tanki-daigaku)
- Tottori University (鳥取大学 Tottori Daigaku; państw.)
- Tottori University of Environmental Studies (鳥取環境大学 Tottori Kankyō Daigaku; publ., w gestii miasta Tottori i prefektury Tottori)

### Toyama
Uczelnie w prefekturze Toyama:

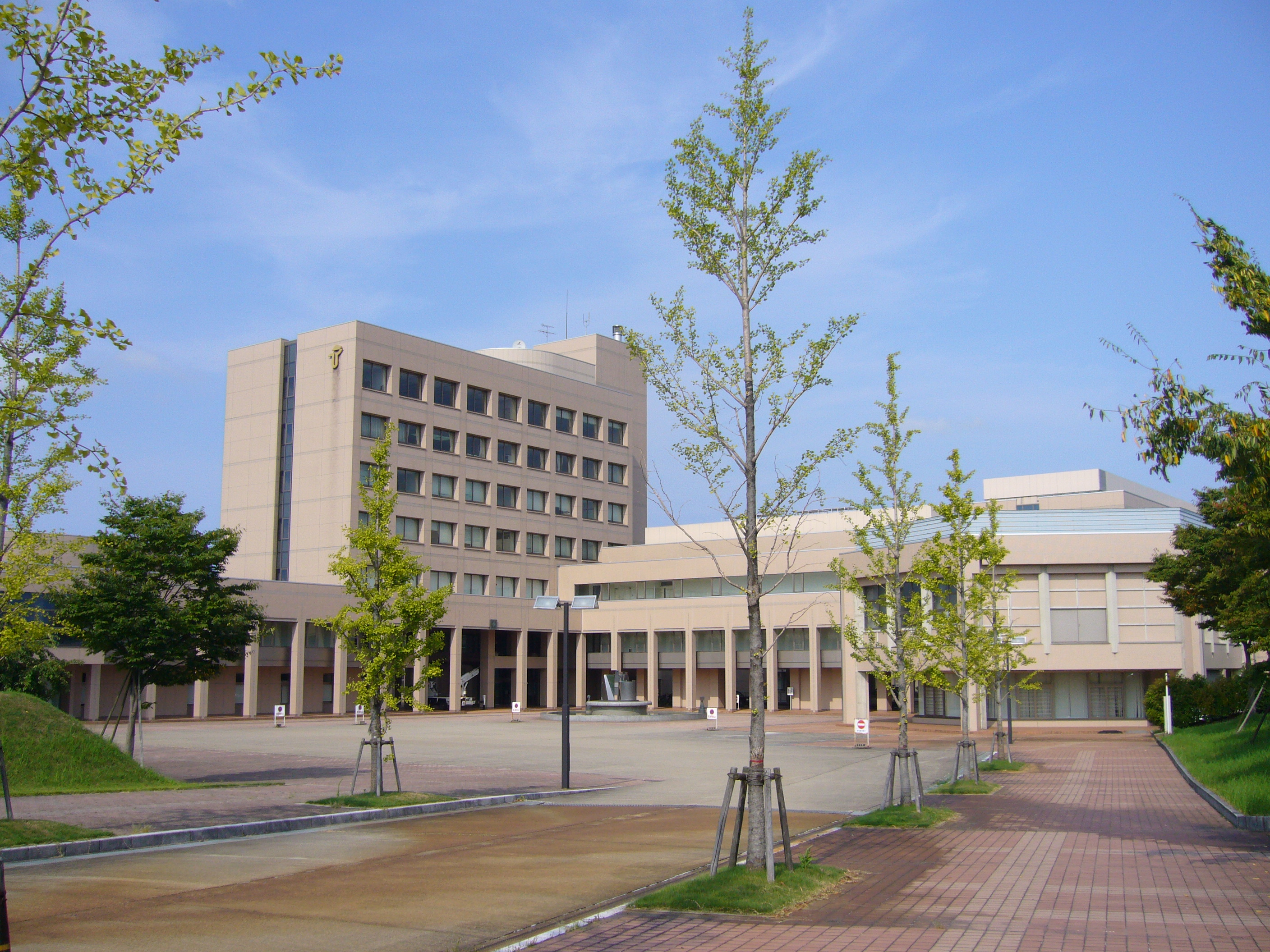
Toyama Prefectural University

- Takaoka University of Law (高岡法科大学 Takaoka Hōka Daigaku)
- Toyama College (富山短期大学 Toyama Tanki-daigaku)
- Toyama College of Business and Information Technology (富山情報ビジネス専門学校 Toyama Jōhō Bijinesu Senmon-gakkō)
- Toyama Prefectural University (富山県立大学 Toyama Kenritsu Daigaku; publ., w gestii prefektury )
- Toyama University of International Studies (富山国際大学 Toyama Kokusai Daigaku)
- Toyama College (富山短期大学 Toyama Tanki-daigaku)
- University of Toyama (富山大学 Toyama Daigaku; państw.)

### Wakayama
Uczelnie w prefekturze Wakayama:

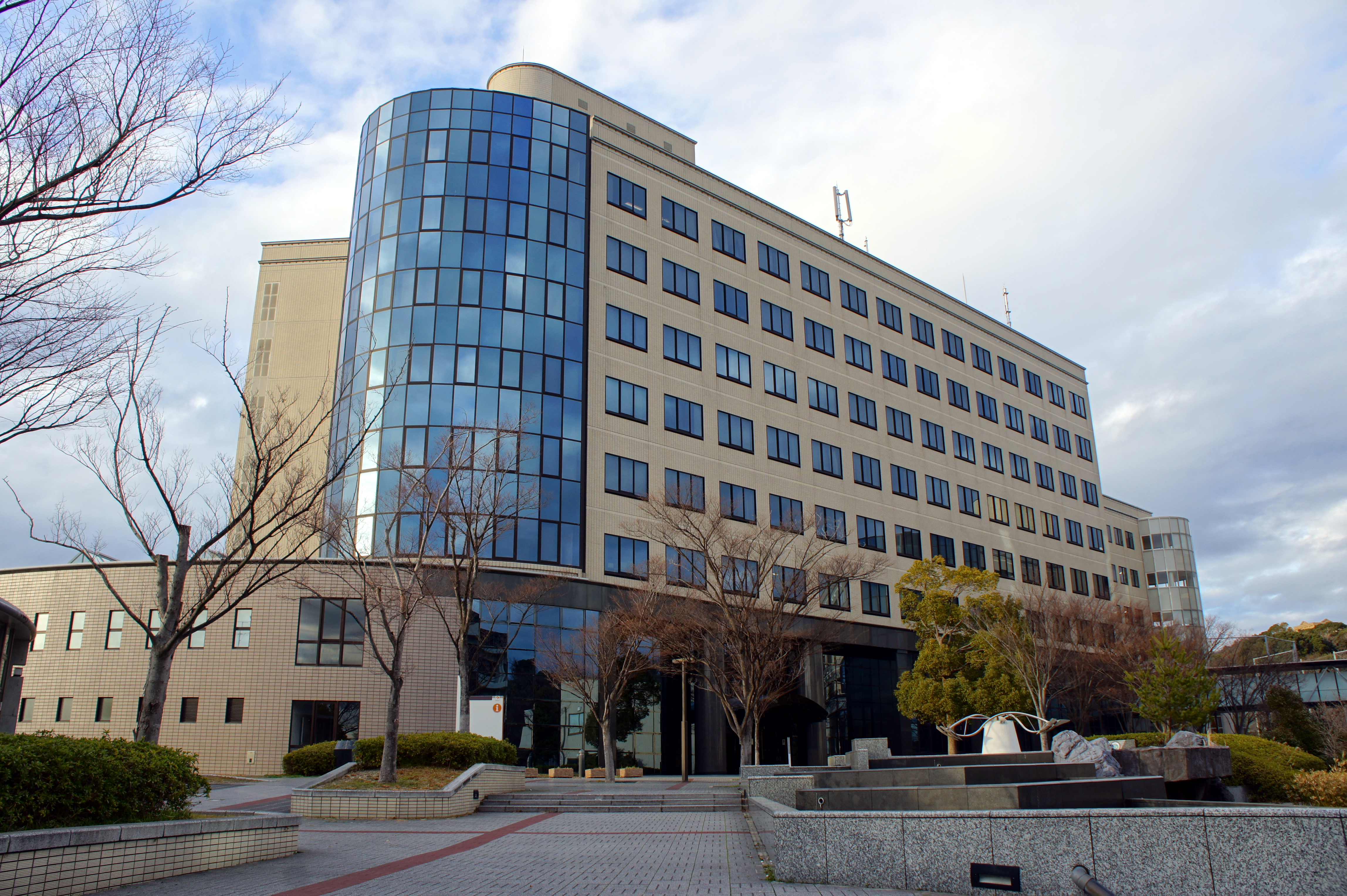
Wakayama University

- Koyasan University (高野山大学 Kōyasan Daigaku; buddyjski)
- Wakayama Medical University (和歌山県立医科大学 Wakayama Kenritsu Ika Daigaku; publ., w gestii prefektury)
- Wakayama University (和歌山大学 Wakayama Daigaku; państw.)
- Wakayama Shin-Ai Women’s Junior College (和歌山信愛女子短期大学 Wakayama Shinai Joshi Tanki-daigaku; żeński)

### Yamagata
Uczelnie w prefekturze Yamagata:

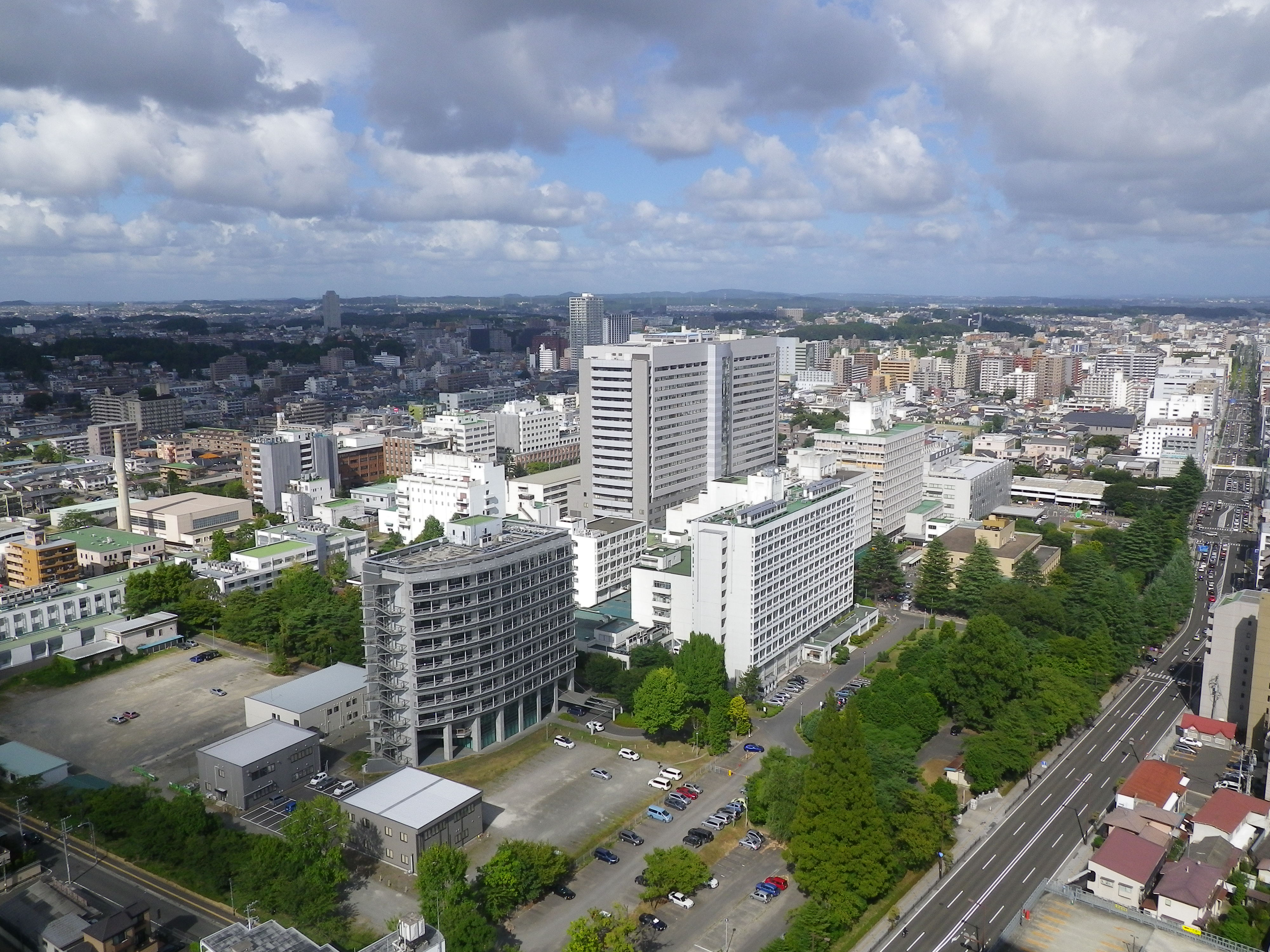
Tohoku University, kampus Seiryō

- Tohoku University (東北大学 Tōhoku Daigaku; państw.)
- Tohoku University of Art and Design (東北芸術工科大学 Tōhoku Geijutsu Kōka Daigaku)
- Tohoku University of Community Service and Science (東北公益文科大学 Tōhoku Kōeki Bunka Daigaku)
- Tohoku Bunkyo College (東北文教大学 Tōhoku Bunkyō Daigaku)
- Uyo Gakuen College (羽陽学園短期大学 Uyō Gakuen Tanki-daigaku)
- Yamagata Prefectural University of Health Sciences (山形県立保健医療大学 Yamagata Kenritsu Hoken Iryō Daigaku; publ., w gestii prefektury)
- Yamagata University (山形大学 Yamagata Daigaku; państw.)
- Yonezawa Women’s Junior College (山形県立米沢女子短期大学 Yamagata Kenritsu Yonezawa Joshi Tanki-daigaku; żeński, publ., w gestii prefektury)

### Yamaguchi
Uczelnie w prefekturze Yamaguchi:

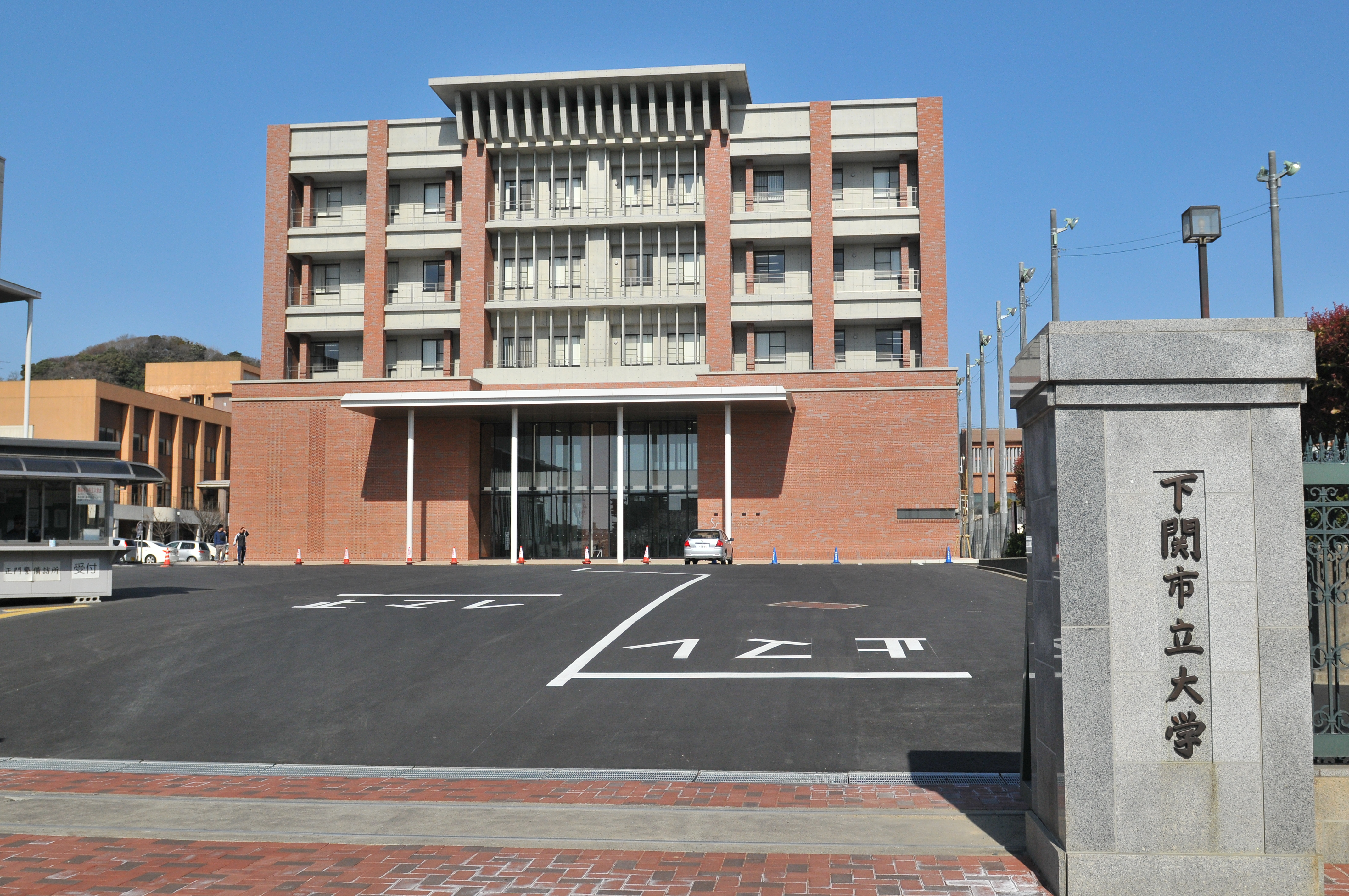
Shimonoseki City University

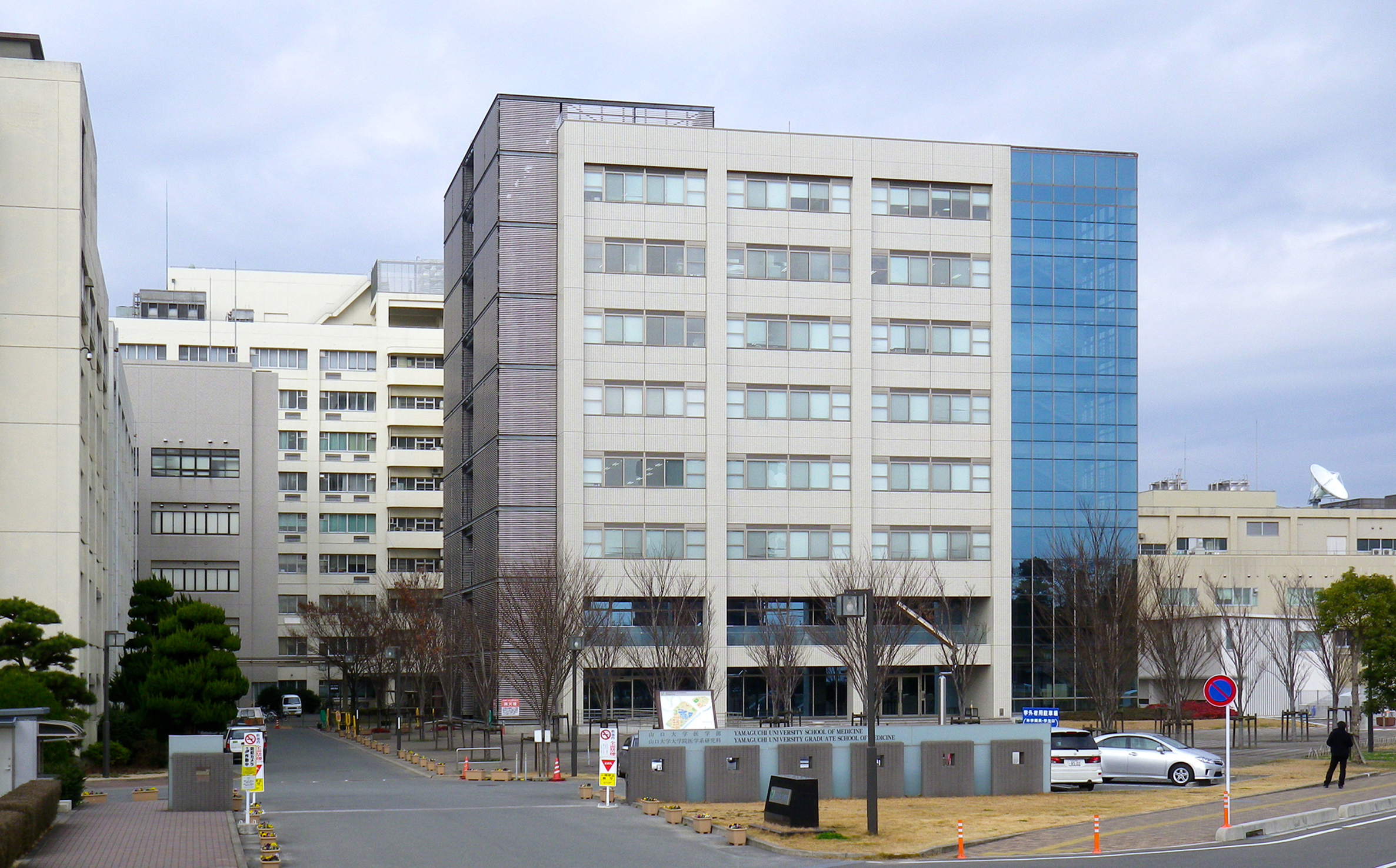
Yamaguchi University, Wydział Medyczny

- Baiko Gakuin University (梅光学院大学 Baikō Gakuin Daigaku)
- Iwakuni Junior College (岩国短期大学 Iwakuni Tanki-daigaku)
- Sanyo-Onoda City University (山陽小野田市立山口東京理科大学 San'yō-Onoda Shiritsu Yamaguchi Tōkyō Rika Daigaku; publ., w gestii miasta San’yō-Onoda)
- Shimonoseki City University (下関市立大学 Shimonoseki Shiritsu Daigaku; publ., w gestii miasta Shimonoseki)
- Shimonoseki Junior College (下関短期大学 Shimonoseki Tanki-daigaku)
- Tokuyama University (徳山大学 Tokuyama Daigaku)
- Ube Frontier University (宇部フロンティア大学 Ube Furontia Daigaku)
- University of East Asia (東亜大学 Tōa Daigaku)
- Yamaguchi College of Arts (山口芸術短期大学 Yamaguchi Geijutsu Tanki-daigaku)
- Yamaguchi Gakugei College (山口学芸大学 Yamaguchi Gakugei Daigaku)
- Yamaguchi Junior College (山口短期大学 Yamaguchi Tanki-daigaku)
- Yamaguchi Prefectural University (山口県立大学 Yamaguchi Kenritsu Daigaku; publ., w gestii prefektury)
- Yamaguchi University (山口大学 Yamaguchi Daigaku; państw.)
- Yamaguchi University of Human Welfare and Culture (山口福祉文化大学 Yamaguchi Fukushi Bunka Daigaku)

### Yamanashi
Uczelnie w prefekturze Yamanashi:

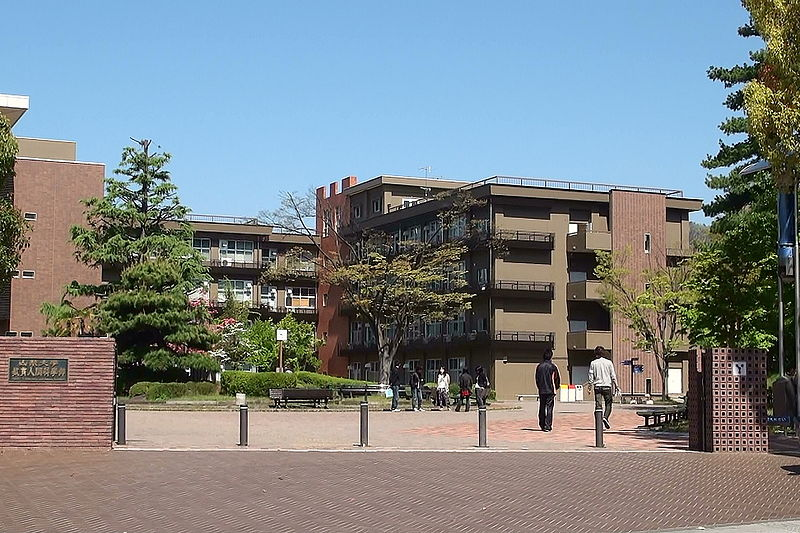
Yamanashi University

- Health Science University (健康科学大学 Kenkō Kagaku Daigaku)
- Minobusan University (身延山大学 Minobusan Daigaku)
- Teikyo University of Science (帝京科学大学 Teikyō Kagaku Daigaku)
- Teikyo-Gakuen Junior College (帝京学園短期大学 Teikyō Gakuen Tanki-daigaku)
- Tsuru University of Humanities (都留文科大学 Tsuru Bunka Daigaku)
- Yamanashi Eiwa College (山梨英和大学 Yamanashi Eiwa Daigaku; chrześc.)
- Yamanashi Gakuin University (山梨学院大学 Yamanashi Gakuin Daigaku)
- Yamanashi Prefectural University (山梨県立大学 Yamanashi Kenritsu Daigaku; publ., w gestii prefektury)
- Yamanashi University (山梨大学 Yamanashi Daigaku; państw.)